# Pietre d'inciampo in Emilia-Romagna

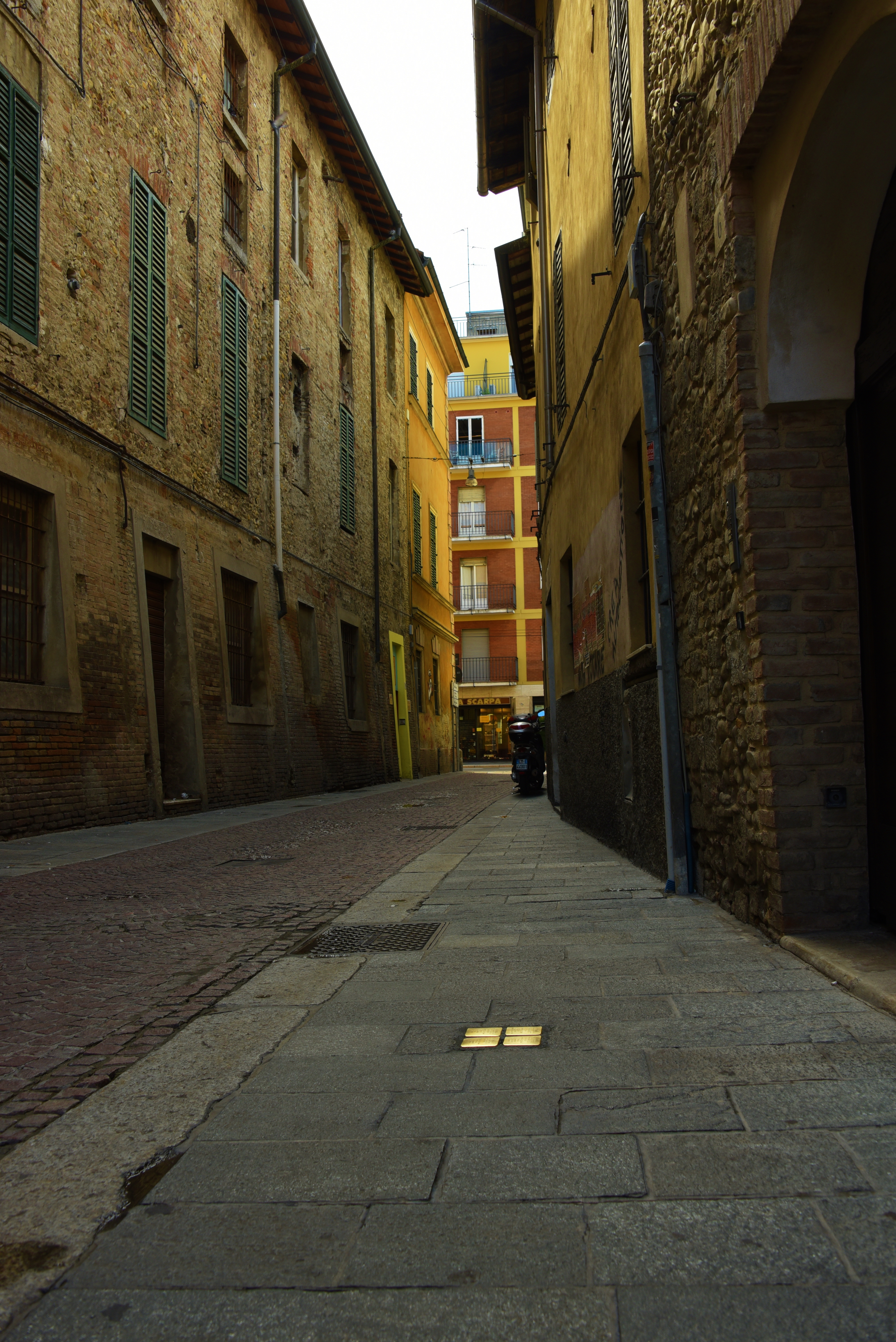
Pietre d'inciampo a Parma

La lista delle pietre d'inciampo in Emilia-Romagna contiene l'elenco delle pietre d'inciampo (in tedesco Stolpersteine) poste in Emilia-Romagna. Esse commemorano le vittime della persecuzione del regime nazista nell'ambito di un'iniziativa dell'artista tedesco Gunter Demnig estesa a tutta l'Europa. La prima pietra d'inciampo in Emilia-Romagna è stata collocata a Ravenna il 13 gennaio 2013. Al 2025 le Stolpersteine in Emilia-Romagna sono 355.

## Città metropolitana di Bologna
In provincia di Bologna sono presenti 24 pietre d'inciampo. La prima pietra venne collocata a Casalecchio di Reno il 12 gennaio 2018.

### Bologna
Nel comune di Bologna si trovano 15 pietre di inciampo, tutte poste l'8 gennaio 2020 nell'ambito di un progetto sostenuto dal Tavolo della Memoria, che riunisce Comune, Regione, Università, Ufficio scolastico regionale, Istituto Parri, Comunità ebraica, Museo ebraico di Bologna, Associazione Figli della Shoah, ANPI e ANED. Nel 2021 gli alunni dell'IIS Aldini Valeriani hanno partecipato al progetto Proiettiamo sui muri la storia delle pietre d'inciampo, raccontando la storia delle famiglie Calò e Baroncini e di Mario Finzi con un video proiettato sul muro del Quadriportico dell'Istituto Parri.
| Pietra d'inciampo | Pietra d'inciampo                              | Pietra d'inciampo | Pietra d'inciampo | Note biografiche |
| Data di posa      | Luogo di posa                                  | Stolpersteine     | Incisione | Note biografiche |
| ----------------- | ---------------------------------------------- | ----------------- | --- | --- |
| 8 gennaio 2020    | Via de' Gombruti 9 44°29′37.03″N 11°20′14.13″E |                   | QUI ABITAVA LEONE ALBERTO ORVIETO NATO 1866 ARRESTATO DIC.1943 DEPORTATO 1944 AUSCHWITZ ASSASSINATO 6.2.1944                         | Leone Alberto Orvieto (Livorno 6 dicembre 1866 - Auschwitz 6 febbraio 1944), dal 1899 rabbino capo della comunità ebraica bolognese, fu durante il suo incarico che nel 1928 venne edificata la nuova Sinagoga di Bologna. Rifugiatosi a Firenze dopo l'8 settembre 1943, nel dicembre venne però denunciato e arrestato assieme alla moglie Margherita dal Reparto dei Servizi Speciali fiorentino, meglio noto come Banda Carità. Fu trasferito prima a Milano, da dove il 30 gennaio 1944 fu deportato ad Auschwitz. Morì all'arrivo, il 6 febbraio dello stesso anno. |
| 8 gennaio 2020    | Via de' Gombruti 9 44°29′37.03″N 11°20′14.13″E |                   | QUI ABITAVA MARGHERITA CANTONI ORVIETO NATA 1872 ARRESTATA DIC. 1943 DEPORTATA 1944 AUSCHWITZ ASSASSINATA 6.2.1944                   | Margherita Cantoni (Mantova 2 dicembre 1872 - Auschwitz 6 febbraio 1944), moglie del Rabbino Leone Alberto Orvieto, era anch'essa attiva all'interno della comunità ebraica. Fu arrestata a Firenze assieme al marito e come lui morì all'arrivo ad Auschwitz, il 6 febbraio 1944. |
| 8 gennaio 2020    | Strada Maggiore 13 44°29′36.72″N 11°20′53.02″E |                   | QUI ABITAVA ADELAIDE DI SEGNI CALÒ NATA 1896 ARRESTATA 13.5.1944 INTERNATA FOSSOLI DEPORTATA 1944 AUSCHWITZ ASSASSINATA 30.6.1944    | Adelaide Di Segni (Roma 21 ottobre 1896 - Auschwitz 30 giugno 1944), commerciante ambulante. Dopo che le fu vietato di svolgere il suo lavoro a causa delle leggi razziali, sopravvisse molto probabilmente grazie all'aiuto dell'associazione ebraica DELASEM, tramite il suo segretario emiliano Mario Finzi, e di confraternite. Successivamente si nascose assieme ai figli sulle colline bolognesi a Savigno, dove però, disperata, senza denaro, tessere annonarie e documenti, si consegnò il 13 maggio 1944 ai Carabinieri locali che la arrestarono assieme ai figli. Dopo essere stata trasferita in un primo tempo a Bologna, il 26 giugno venne internata a Fossoli e da lì venne deportata ad Auschwitz. Morì all'arrivo, il 30 giugno 1944. |
| 8 gennaio 2020    | Strada Maggiore 13 44°29′36.72″N 11°20′53.02″E |                   | QUI ABITAVA DAVID CALÒ NATO 1917 ARRESTATO 13.5.1944 INTERNATO FOSSOLI DEPORTATO 1944 AUSCHWITZ ASSASSINATO 3.3.1945 BUCHENWALD      | David Calò (Roma 10 agosto 1917 - Buchenwald 3 marzo 1945), figlio di Samuele Calò e Adelaide Di Segni, venne arrestato e deportato assieme alla madre e ai fratelli. Morì a Buchenwald il 3 marzo 1945. |
| 8 gennaio 2020    | Strada Maggiore 13 44°29′36.72″N 11°20′53.02″E |                   | QUI ABITAVA RAIMONDO CALÒ NATO 1926 ARRESTATO 13.5.1944 INTERNATO FOSSOLI DEPORTATO 1944 AUSCHWITZ ASSASSINATO                       | Raimondo Calò, (Bologna 25 dicembre 1926 - ?), figlio di Samuele Calò e Adelaide Di Segni, venne arrestato e deportato assieme alla madre e ai fratelli. Non sopravvisse. |
| 8 gennaio 2020    | Strada Maggiore 13 44°29′36.72″N 11°20′53.02″E |                   | QUI ABITAVA JAK EMANUELE CALÒ NATO 1927 ARRESTATO 13.5.1944 INTERNATO FOSSOLI DEPORTATO 1944 AUSCHWITZ ASSASSINATO                   | Jak Emanuele Calò, (Bologna 25 dicembre 1927 - ?), figlio di Samuele Calò e Adelaide Di Segni, venne arrestato e deportato assieme alla madre e ai fratelli. Non sopravvisse. |
| 8 gennaio 2020    | Strada Maggiore 13 44°29′36.72″N 11°20′53.02″E |                   | QUI ABITAVA SERGIO CALÒ NATO 1930 ARRESTATO 13.5.1944 INTERNATO FOSSOLI DEPORTATO 1944 AUSCHWITZ ASSASSINATO                         | Sergio Calò, (Bologna 2 settembre 1930 - ?), figlio di Samuele Calò e Adelaide Di Segni, venne arrestato e deportato assieme alla madre e ai fratelli. Non sopravvisse. |
| 8 gennaio 2020    | Strada Maggiore 13 44°29′36.72″N 11°20′53.02″E |                   | QUI ABITAVA AURELIANO CALÒ NATO 1932 ARRESTATO 13.5.1944 INTERNATO FOSSOLI DEPORTATO 1944 AUSCHWITZ ASSASSINATO 30.6.1944            | Aureliano Calò, (Bologna 2 luglio 1932 - Auschwitz 30 giugno 1944), figlio di Samuele Calò e Adelaide Di Segni, venne arrestato e deportato assieme alla madre e ai fratelli. Morì all'arrivo il 30 giugno 1944. |
| 8 gennaio 2020    | Strada Maggiore 13 44°29′36.72″N 11°20′53.02″E |                   | QUI ABITAVA ALBERTA CALÒ NATA 1932 ARRESTATA 13.5.1944 INTERNATA FOSSOLI DEPORTATA 1944 AUSCHWITZ ASSASSINATA 30.6.1944              | Alberta Calò (Bologna 11 gennaio 1935 - Auschwitz 30 giugno 1944), figlia di Samuele Calò e Adelaide Di Segni, venne arrestata e deportata assieme alla madre e ai fratelli. Morì all'arrivo il 30 giugno 1944. |
| 8 gennaio 2020    | Via del Cestello 4 44°29′16.53″N 11°20′49.55″E |                   | QUI ABITAVA MARIO FINZI NATO 1913 ARRESTATO 6.4.1944 INTERNATO FOSSOLI DEPORTATO 1944 AUSCHWITZ MORTO 27.2.1945                      | Mario Finzi (Bologna 15 luglio 1913 - Auschwitz 22 o 27 febbraio 1945), laureato giovanissimo in legge, dal 1937 era uditore giudiziario, incarico che perse nel 1938 a causa delle leggi razziali. Nel 1939 emigrò a Parigi dove lavorò come pianista, ma scaduto il visto dovette tornare in Italia. Lo stesso anno si avvicinò ai gruppi clandestini di Giustizia e Libertà e ai gruppi di assistenza ai suoi correligionari, divenendo segretario emiliano della DELASEM. Dopo un breve arresto per antifascismo nel 1943, dall'8 settembre iniziò a prestare aiuto ai partigiani di Vergato, fino al 6 aprile 1944 quando fu arrestato a Bologna. Internato a Fossoli, il 16 maggio venne deportato ad Auschwitz, dove morì il 27 febbraio, un mese dopo la liberazione, a causa dei maltrattamenti subiti. |
| 8 gennaio 2020    | Via Rimesse 25 44°29′42.21″N 11°22′22.69″E     |                   | QUI ABITAVA ADELCHI BARONCINI NATO 1889 ARRESTATO 24.2.1944 INTERNATO FOSSOLI DEPORTATO 1944 MAUTHAUSEN ASSASSINATO 3.1.1945         | Adelchi Baroncini (Conselice 4 novembre 1889 - Castello di Hartheim 3 gennaio 1945), sposato con Teresa Benini, era operaio alla O.A.R.E., Officina Automezzi Riparazione dell'Esercito. Dopo l'8 settembre entrò nella Resistenza nella 7ª Brigata GAP Garibaldi "Gianni", stampando in casa volantini antifascisti, con l'aiuto delle figlie. Il 24 febbraio 1944 il suo arresto da parte della Gestapo per sabotaggio della produzione bellica portò alla scoperta della tipografia clandestina e all'arresto del resto della famiglia. Adelchi e la figlia Lina vennero interrogati e torturati per un mese nella sede bolognese della Gestapo, per poi raggiungere il resto della famiglia nelle carceri cittadine. Il 6 maggio tutta la famiglia venne internata a Fossoli, ma in seguito il solo Adelchi fu trasferito nel campo di Bolzano. Da qui venne deportato come prigioniero politico a Mauthausen, dove arrivò il 7 agosto. Fu ucciso il 3 gennaio 1945 nel Castello di Hartheim, campo di sterminio destinato agli inabili al lavoro di Mauthausen e Dachau. |
| 8 gennaio 2020    | Via Rimesse 25 44°29′42.21″N 11°22′22.69″E     |                   | QUI ABITAVA TERESA BENINI BARONCINI NATA 1893 ARRESTATA 24.2.1944 INTERNATA FOSSOLI DEPORTATA 1944 RAVENSBRÜCK ASSASSINATA 26.1.1945 | Teresa Benini (Imola 19 maggio 1893 - Ravensbrück 26 gennaio 1945), moglie di Adelchi Baroncini, casalinga. Venne arrestata assieme alle figlie e trasferita nel carcere cittadino di Bologna. Il 6 maggio fu internata assieme al marito e alle figlie a Fossoli, da dove il 2 agosto venne inizialmente trasferita con le figlie a Verona, venendo poi tutte deportate a Ravensbrück come prigioniere politiche, dove arrivarono quattro giorni dopo. Morì nel campo il 26 gennaio 1945. |
| 8 gennaio 2020    | Via Rimesse 25 44°29′42.21″N 11°22′22.69″E     |                   | QUI ABITAVA JOLE BARONCINI NATA 1917 ARRESTATA 24.2.1944 INTERNATA FOSSOLI DEPORTATA 1944 RAVENSBRÜCK ASSASSINATA 4.3.1945           | Jole Baroncini (Imola 13 agosto 1917 - Ravensbrück 4 marzo 1945), figlia di Adelchi Baroncini e Teresa Benini, impiegata. Arrestata assieme alle madre e alle sorelle, ne seguì il destino fino a Ravensbrück. Morì nel campo il 4 marzo 1945. |
| 8 gennaio 2020    | Via Rimesse 25 44°29′42.21″N 11°22′22.69″E     |                   | QUI ABITAVA ANGELA BARONCINI NATA 1923 ARRESTATA 24.2.1944 INTERNATA FOSSOLI DEPORTATA 1944 RAVENSBRÜCK                              | Angela Baroncini detta Lina (Bologna 20 luglio 1923 - ??), figlia di Adelchi Baroncini e Teresa Benini, impiegata. All'arresto, dopo aver tentato inutilmente di addossarne su di sé la responsabilità del materiale clandestino e di scagionare madre e sorelle, venne portata nella sede della Gestapo, dove fu interrogata e torturata per un mese assieme al padre, per poi essere trasferiti nelle carceri cittadine assieme al resto della famiglia. Da qui seguì il destino della madre e delle sorelle fino a Ravensbrück. Successivamente fu nuovamente trasferita a Salzwedel, un sottocampo di Neuengamme, dove il 12 aprile 1945 fu liberata dalle truppe americane. Nel 1978 testimoniò assieme alla sorella Nella la propria esperienza di deportata nel libro Le donne di Ravensbrueck. Testimonianze di deportate politiche italiane. |
| 8 gennaio 2020    | Via Rimesse 25 44°29′42.21″N 11°22′22.69″E     |                   | QUI ABITAVA NELLA BARONCINI NATA 1925 ARRESTATA 24.2.1944 INTERNATA FOSSOLI DEPORTATA 1944 RAVENSBRÜCK                               | Nella Baroncini, (Bologna 26 agosto 1925 - Bologna 19 aprile 2015), figlia di Adelchi Baroncini e Teresa Benini, impiegata. Arrestata assieme alle madre e alle sorelle, fu deportata assieme a loro a Ravensbrück. Sopravvisse e il 30 aprile 1945 fu liberata nel campo dalle truppe sovietiche. Tornata nella città natale, vi visse sino alla morte, avvenuta in tarda età. Nel corso degli anni fece numerose testimonianze della propria esperienza di deportata: la prima nel 1961, poi ancora nel 1978 (assieme alla sorella Lina) nel libro Le donne di Ravensbrueck. Testimonianze di deportate politiche italiane, poi ancora nel 1980 nell'opera La Resistenza a Bologna. Testimonianze e documenti, e infine nel 2000 con una video-testimonianza a Rai Educational. |

### Casalecchio di Reno
Casalecchio di Reno accoglie due pietre d'inciampo, poste il 12 gennaio 2018 nell'ambito di un'iniziativa promossa dal Comune in collaborazione con l'Istituto storico Parri Emilia-Romagna, la scuola secondaria "G. Galilei" (i cui studenti hanno contribuito a ricostruire le biografie dei deportati), e con le associazioni che compongono il Tavolo di co-progettazione della Memoria Civile.
| Pietra d'inciampo | Pietra d'inciampo                             | Pietra d'inciampo | Pietra d'inciampo | Note biografiche |
| Data di posa      | Luogo di posa                                 | Stolpersteine     | Incisione | Note biografiche |
| ----------------- | --------------------------------------------- | ----------------- | --- | --- |
| 12 gennaio 2018   | Piazza del Popolo 44°28′39.81″N 11°16′35.09″E |                   | A CASALECCHIO VIVEVA VANES DE MARIA NATO 1921 PARTIGIANO ARRESTATO 10.11.1943 CHERSO, JUGOSLAVIA DEPORTATO 1943 DACHAU LIBERATO                 | Vanes De Maria (Casalecchio di Reno 7 settembre 1921 - ??), disegnatore meccanico. Nel 1940 fu convocato alla leva e prestò servizio come marconista nell'Isola di Cherso, nella Jugoslavia occupata dagli italiani. Dopo l'8 settembre fu fatto prigioniero dagli ustascia, ma fu liberato dai partigiani comunisti dell'Esercito Popolare di Liberazione della Jugoslavia. Si unì a loro col nome di battaglia "Druse", ma due mesi dopo fu catturato dai nazisti e deportato come prigioniero politico a Dachau, dove arrivò il 20 novembre 1943. Passò per i sottocampi di Kempten e Kottern, dove riuscì a sfuggire alla marcia della morte verso Innsbruck e dove il 30 aprile 1945 venne liberato dalle truppe americane. Nel 2004 testimoniò la propria esperienza di deportato per il progetto Lager e Deportazione dei Comuni di Nova Milanese e Bolzano (vedi Lager e deportazione – Le testimonianze: Vanes De Maria (PDF) , su lageredeportazione.org.) |
| 12 gennaio 2018   | Piazza del Popolo 44°28′39.81″N 11°16′35.09″E |                   | A CASALECCHIO VIVEVA GIOVANNI GALLI NATO 1923 PARTIGIANO ARRESTATO 24.12.1944 CARCERE DI TORINO DEPORTATO 1945 MAUTHAUSEN ASSASSINATO 17.3.1945 | Giovanni Galli (Casalecchio di Reno 24 giugno 1923 - Gusen 17 marzo 1945), diplomato in ragioneria. A dicembre 1943 venne chiamato alle armi dalla Repubblica Sociale, si presentò, e fu destinato a Torino, nell'aeronautica. Nell'agosto 1944 disertò, aderendo alla Brigata Giustizia e Libertà "Nanni Camporese", operante nella città, col nome di battaglia "Raggi". Il 24 dicembre venne catturato, a gennaio venne internato nel campo di Bolzano-Gries, da dove fu deportato come prigioniero politico a Mauthausen, dove arrivò il 4 febbraio 1945. Successivamente fu trasferito nel campo di Gusen, dove morì il 17 marzo 1945. |

### Imola
La città di Imola ospita sei pietre d'inciampo posate il 15 gennaio 2025.
| Pietra d'inciampo | Pietra d'inciampo                                 | Pietra d'inciampo | Pietra d'inciampo                                                                                              | Note biografiche |
| Data di posa      | Luogo di posa                                     | Stolpersteine     | Incisione | Note biografiche |
| ----------------- | ------------------------------------------------- | ----------------- | --- | --- |
| 15 gennaio 2025   | Via Cererie, 11 44°21′03.78″N 11°43′05.01″E       |                   | QUI ABITAVA ANTONIO MORINI NATO 1927 ARRESTATO 27.11.1944 DEPORTATO MAUTHAUSEN ASSASSINATO 18.4.1945           | Antonio Morini - (Imola, 27 maggio 1927 - Mauthausen, 18 aprile 1945), figlio di Francesco ed Elvira Zanelli, celibe, studente, fabbro. Catturato a Imola il 27 novembre 1944 dalle Brigate Nere, trasferito a Bologna nel carcere di "San Giovanni in Monte" dal 2 dicembre 1944, quindi il 22 dicembre 1944 è a Bolzano fino all'8 gennaio 1945, quando parte per la deportazione nel Reich destinato a Mauthausen giungendovi l'11 gennaio, matricola n°115623, classificato "Schutz" – (Schutzhäftlinge). Muore nell'infermeria del campo il 18 aprile 1945. |
| 15 gennaio 2025   | Via Giovanni da Imola, 7 44°21′15.76″N 11°42′34″E |                   | QUI ABITAVA SANTE NOFERINI NATO 1928 ARRESTATO 26.11.1944 DEPORTATO MAUTHAUSEN ASSASSINATO 28.3.1945           | Sante Noferini - (Imola, 28 febbraio 1928 - Mauthausen, 28 marzo 1945), figlio di Giuseppe e Enrica Fabbri, celibe, operaio. Catturato a Imola il 26 novembre 1944 nella sua abitazione dai tedeschi coadiuvati dai militi delle Brigate Nere nel corso di un rastrellamento. Trasferito a Bologna incarcerato a San Giovanni in Monte dal 2 dicembre 1944, qundi il 22 dicembre 1944 è a Bolzano fino all'8 gennaio 1945, quando parte per la deportazione nel Reich destinato a Mauthausen giungendovi l'11 gennaio, matricola n°115629, classificato "Schutz" – (Schutzhäftlinge). Trasferito a Gusen quindi ricoverato nell'infermeria di Mauthausen, dove muore il 28 marzo 1945. |
| 15 gennaio 2025   | Via Giovanni da Imola, 9 44°21′15.76″N 11°42′34″E |                   | QUI ABITAVA CLEO RICCHI NATO 1924 ARRESTATO 26.11.1944 DEPORTATO GUSEN ASSASSINATO 7.4.1945                    | Cleo Ricchi - (Dinami, 27 luglio 1924 - Gusen, 7 aprile 1945), figlio di Domenico ed Ermelinda Poggi, residente a Imola, operaio meccanico. Catturato a Imola il 26 novembre 1944 nella sua abitazione dai tedeschi coadiuvati dai militi delle Brigate Nere nel corso di un rastrellamento. Trasferito a Bologna incarcerato a San Giovanni in Monte dal 2 dicembre 1944, qundi il 22 dicembre 1944 è a Bolzano fino all'8 gennaio 1945, quando parte per la deportazione nel Reich destinato a Mauthausen giungendovi l'11 gennaio, matricola n°115688, classificato "Schutz" – (Schutzhäftlinge). Trasferito al sottocampo di Gusen dove muore il 7 aprile 1945.                    |
| 15 gennaio 2025   | Via Mameli, 20 44°21′06.65″N 11°42′52.71″E        |                   | QUI ABITAVA SECONDO RAVANELLI NATO 1903 ARRESTATO 22.4.1943 DEPORTATO MAUTHAUSEN ASSASSINATO 19.12.1944 PEGGAU | Secondo Ravanelli - (Imola, 30 se$embre 1903 - campo di concentramento di Peggu, 19 dicembre 1944), figlio di Luigi Enrico e Rosa Prudenza. Arrestato a Imola il 22 aprile 1943, è detenuto prima nel carcere di Bologna dal 20 luglio 1943, quindi il 19 febbraio 1944 è trasferito a Parma ed in seguito probabilmente del bombardamento di quel carcere è inviato a Fossoli, da dove il 21 giugno 1944 è deportato nel Reich, destinato a Mauthausen, matricola 76536, classificato come "criminale abituale". Trasferito al sottocampo di Peggau muore il 19 dicembre 1944. |
| 15 gennaio 2025   | Via IX febbraio, 15 44°21′15.97″N 11°42′36.99″E   |                   | QUI ABITAVA GIORGIO ZOMPARELLI NATO 1916 ARRESTATO 5.9.1944 DEPORTATO MAUTHAUSEN ASSASSINATO 9.4.1945          | Giorgio Zomparelli - (Roma, 19 marzo 1916 - Mauthausen, 9 aprile 1945), figlio di Ennio e Gabriella Quadrari, coniugato con Gelia Dall’Osso, nel 1943 residente a Imola, disegnatore edile. Arrestato il 5 settembre 1944 a "Villa Glorietta" di Gallarate, dove si trovava come disegnatore per la Todt, accusato di sabotaggio nel montaggio dell’hangar di Vergiate, è trasferito nel carcere della cittadina lombarda e quindi a San Vittore a Milano. Il 21 dicembre è al campo di Bolzano da dove, l'8 gennaio 1945 è deportato nel Reich, destinato a Mauthausen, matricola 115779, muore al campo il 9 aprile 1945.                                                            |
| 15 gennaio 2025   | Via Cavour, 92 44°21′15.32″N 11°43′00.36″E        |                   | QUI ABITAVA WALTER TAMPIERI NATO 1920 ARRESTATO 29.11.1944 DEPORTATO MAUTHAUSEN ASSASSINATO 24.3.1945          | Walter Tampieri - (Imola, 20 aprile 1920 - Mauthausen, 24 marzo 1945), figlio di Guido e Amedea Menichetti, impiegato alla Cogne. A seguito di una delazione, è arrestato il 29 novembre 1944 dai fascisti e condotto nelle carceri della Rocca di Imola, dove è a lungo torturato, trasferito a Bologna dal 2 dicembre 1944 è incarcerato a "San Giovanni in Monte" dal 2 dicembre 1944, qundi il 22 dicembre 1944 è a Bolzano fino all'8 gennaio 1945, quando parte per la deportazione nel Reich destinato a Mauthausen giungendovi l'11 gennaio, matricola n°115741 , classificato "Schutz" – (Schutzhäftlinge). Muore al campo il 24 marzo 1945.                                  |

### Medicina
| Pietra d'inciampo | Pietra d'inciampo                           | Pietra d'inciampo | Pietra d'inciampo                                                                              | Note biografiche |
| Data di posa      | Luogo di posa                               | Stolpersteine     | Incisione                                                                                      | Note biografiche |
| ----------------- | ------------------------------------------- | ----------------- | ---------------------------------------------------------------------------------------------- | --- |
| 15 gennaio 2025   | Via Cuscini, 27 44°28′35.52″N 11°38′23.57″E |                   | QUI ABITAVA GUIDO PEDRETTI NATO 1921 ARRESTATO 2.12.1943 DEPORTATO GUSEN ASSASSINATO 14.3.1945 | Guido Pedretti (Castel Guelfo di Bologna, 27 maggio 1921 - Gusen, 14 marzo 1945), figlio di Alfonso e Maria Meliconi, operaio cantoniere, residente a Medicina dal 1943, detto Pedro, comandante partigiano di compagnia del battaglione Zancanaro. Arrestato dai tedeschi è deportato a Mauthausen il'1 febbraio 1945. Muore nel sottocampo di Gusen il 14 marzo 1945. |

## Provincia di Ferrara

### Ferrara
Ferrara ospita 15 pietre d'inciampo posate il 16 gennaio 2025.
| Pietra d'inciampo | Pietra d'inciampo                             | Pietra d'inciampo | Pietra d'inciampo                                                                                          | Note biografiche |
| Data di posa      | Luogo di posa                                 | Stolpersteine     | Incisione                                                                                                  | Note biografiche |
| ----------------- | --------------------------------------------- | ----------------- | --- | --- |
| 16 gennaio 2025   | Via G.Mazzini, 14 44°50′04.59″N 11°37′16.23″E |                   | QUI ABITAVA NELLO RIETTI NATO 1929 ARRESTATO 6.3.1944 DEPORTATO AUSCHWITZ ASSASSINATO 13.3.1945 BUCHENWALD | Nello Rietti (Ferrara, 3 gennaio 1929 - Auschwitz, 13 marzo 1945), figlio di Giulia Rietti. Arrestato con i famigliari ai primi di marzo del 1943, dopo la carcerazione a Ferrata è trasferito a Fossoli prima della deportazione nel Raich con destinazione Auschwitz, dove giunge il 10 aprile 1944, numero di matricola 18009313. Assassinato il 13 marzo 1945 al campo di Buchenwald .                                                 |
| 16 gennaio 2025   | Via G.Mazzini, 14 44°50′04.59″N 11°37′16.23″E |                   | QUI ABITAVA GIULIA RIETTI NATA 1902 ARRESTATA 6.3.1944 DEPORTATA AUSCHWITZ ASSASSINATA                     | Giulia Rietti (Padova, 30 aprile 1902 - Auschwitz, ???), figlia di Angelo Rietti e Argia Cavalieri, genitore di Nello Rietti, sorella di Leonella e Gastone Rietti. Arrestata con i famigliari ai primi di marzo del 1943, dopo la carcerazione a Ferrata è trasferita a Fossoli prima della deportazione nel Raich con destinazione Auschwitz, dove giunge il 10 aprile 1944. Non sopravvive alla Shoah.                                  |
| 16 gennaio 2025   | Via G.Mazzini, 14 44°50′04.59″N 11°37′16.23″E |                   | QUI ABITAVA LEONELLA RIETTI NATA 1904 ARRESTATA 6.3.1944 DEPORTATA AUSCHWITZ ASSASSINATA                   | Leonella Rietti (Ferrara, 13 dicembre 1904 - Auschwitz, ???), figlia di Angelo e Argia Cavalieri, sorella di Giulia e Gastone Rietti. Arrestata con i famigliari ai primi di marzo del 1943, dopo la carcerazione a Ferrata è trasferita a Fossoli prima della deportazione nel Raich con destinazione Auschwitz, dove giunge il 10 aprile 1944. Non sopravvive alla Shoah.                                                                |
| 16 gennaio 2025   | Via G.Mazzini, 14 44°50′04.59″N 11°37′16.23″E |                   | QUI ABITAVA GASTONE RIETTI NATO 1910 ARRESTATO 6.3.1944 DEPORTATO AUSCHWITZ ASSASSINATO                    | Gastone Rietti (Ferrara, 16 aprile 1910 - Auschwitz, 27 febbraio 1945), figlio di Angelo e Argia Cavalieri, fratello di Lionella e Giulia Rietti. Arrestato con i famigliari ai primi di marzo del 1943, dopo la carcerazione a Ferrata è trasferito a Fossoli prima della deportazione nel Raich con destinazione Auschwitz, dove giunge il 10 aprile 1944. Assassinato il 27 febbraio 1945.                                              |
| 16 gennaio 2025   | Via G.Mazzini, 14 44°50′04.59″N 11°37′16.23″E |                   | QUI ABITAVA ARGIA CAVALIERI NATA 1875 ARRESTATA 6.3.1944 DEPORTATA AUSCHWITZ ASSASSINATA                   | Argia Cavalieri (Rovigo, 29 ottobre 1875 - Auschwitz, 10 aprile 1944, figlia di Leonello e Allegra Coen, coniugata con Angelo Rietti, madre di Giulia e Gastone Rietti. Arrestata con i famigliari ai primi di marzo del 1943, dopo la carcerazione a Ferrata è trasferita a Fossoli prima della deportazione nel Raich con destinazione Auschwitz, dove giunge il 10 aprile 1944. Assassinata il giorno stesso dell'arrivo al campo.      |
| 16 gennaio 2025   | Via G.Mazzini, 85 44°50′01.66″N 11°37′19.65″E |                   | QUI ABITAVA LEONE FORTI NATO ARRESTATO 5.2.1944 DEPORTATO AUSCHWITZ ASSASSINATO 26.2.1944                  | Leone Forti (???, ??? - Auschwitz, 26 febbraio 1944) |
| 16 gennaio 2025   | Via G.Mazzini, 85 44°50′01.66″N 11°37′19.65″E |                   | QUI ABITAVA BERTA FORTI NATA 1895 ARRESTATA 5.2.1944 DEPORTATA AUSCHWITZ ASSASSINATA 26.2.1944             | Berta Forti (Ferrara, 13 aprile 1895 - Auschwitz, 6 febbraio 1944), figlia di Lionello e Carolina Iesi, coniugata con Umberto Lampronti, madre di Carlo Lampronti. Arrestata con i famigliari ai primi di febbraio del 1944, dopo la carcerazione a Ferrata è trasferita a Fossoli prima della deportazione nel Raich con destinazione Auschwitz, dove giunge il 26 febbraio 1944. Non sopravvive alla Shoah. .                            |
| 16 gennaio 2025   | Via G.Mazzini, 85 44°50′01.66″N 11°37′19.65″E |                   | QUI ABITAVA CAROLINA JESI NATA 1859 ARRESTATA 5.2.1944 INTERNATA FOSSOLI ASSASSINATA 20.2.1944             | Carolina Jesi (Gallipoli, 19 marzo 1859 - Auschwitz, 20 febbraio 1944), figlia di Elia e Enrichetta Basevi, coniugata con Lionello Forti. Arrestata con i famigliari ai primi di febbraio del 1944, dopo la carcerazione a Ferrata è trasferita a Fossoli, dove muore il 20 febbraio 1944. 0 |
| 16 gennaio 2025   | Via G.Mazzini, 85 44°50′01.66″N 11°37′19.65″E |                   | QUI ABITAVA UMBERTO LAMPRONTI NATO 1888 ARRESTATO 5.2.1944 DEPORTATO AUSCHWITZ ASSASSINATO 26.2.1944       | Umberto Lampronti (Ferrara, 19 luglio 1888 - Auschwitz, 26 febbraio 1944), figlio di Napoleone e Elda Manarini, coniugato con Berta Forti, genitore di Carlo Lampronti. Arrestato con i famigliari ai primi di febbraio del 1944, dopo la carcerazione a Ferrata è trasferito a Fossoli prima della deportazione nel Raich con destinazione Auschwitz, dove giunge il 26 febbraio 1944. Non sopravvive alla Shoah. .                       |
| 16 gennaio 2025   | Via G.Mazzini, 85 44°50′01.66″N 11°37′19.65″E |                   | QUI ABITAVA CARLO LAMPRONTI NATO 1927 ARRESTATO 5.2.1944 DEPORTATO AUSCHWITZ ASSASSINATO 26.2.1944         | Carlo Lampronti (Ferrara, 1 marzo 1927 - Auschwitz, 8 luglio 1944), figlio di Umberto e Berta Forti. Arrestato con i famigliari ai primi di febbraio del 1944, dopo la carcerazione a Ferrata è trasferito a Fossoli prima della deportazione nel Raich con destinazione Auschwitz, dove giunge il 26 febbraio 1944. Matricola n° 174519, muore al campo l'8 luglio 1944. .                                                                |
| 16 gennaio 2025   | Via G.Mazzini, 88 44°50′01.01″N 11°37′19.79″E |                   | QUI ABITAVA ISACCO FINK NATO 1907 ARRESTATO 10.3.1944 DEPORTATO AUSCHWITZ ASSASSINATO                      | Isacco Fink (Gorizia, 13 giugno 1907 - Auschwitz, ???), figlio di Benzion e Rosa Birnbaum, coniugato con Laura Bassani. Arrestato con i famigliari ai primi di marzo del 1943, dopo la carcerazione a Ferrata è trasferito a Fossoli prima della deportazione nel Raich con destinazione Auschwitz, dove giunge il 10 aprile 1944. Non sopravvive alla Shoah. .                                                                            |
| 16 gennaio 2025   | Via G.Mazzini, 88 44°50′01.01″N 11°37′19.79″E |                   | QUI ABITAVA CARLO BASSANI NATO 1888 ARRESTATO 5.2.1944 DEPORTATO AUSCHWITZ ASSASSINATO                     | Carlo Bassani (Ferrara, 7 settembre 1888 - Auschwitz-Birkenau, ???), figlio di Enrico e Elide Anau, fratello di Giuseppe Bassani. Arrestato con i famigliari ai primi di febbraio del 1944, dopo la carcerazione a Ferrata è trasferito a Fossoli prima della deportazione nel Raich con destinazione Auschwitz, dove giunge il 26 febbraio 1944. Non sopravvive alla Shoah. .                                                             |
| 16 gennaio 2025   | Via G.Mazzini, 88 44°50′01.01″N 11°37′19.79″E |                   | QUI ABITAVA GIUSEPPE BASSANI NATO 1886 ARRESTATO 5.2.1944 DEPORTATO AUSCHWITZ ASSASSINATO                  | Giuseppe Bassani (Ferrara, 18 febbraio 1886 - Auschwitz-Birkenau, ???), figlio di Enrico e Elide Anau, coniugato con Rina Lampronti, genitore di Marcella Bassani, fratello di Carlo Bassani. Arrestato con i famigliari ai primi di febbraio del 1944, dopo la carcerazione a Ferrata è trasferito a Fossoli prima della deportazione nel Raich con destinazione Auschwitz, dove giunge il 26 febbraio 1944. Non sopravvive alla Shoah. . |
| 16 gennaio 2025   | Via G.Mazzini, 88 44°50′01.01″N 11°37′19.79″E |                   | QUI ABITAVA MARCELLA BASSANI NATA 1922 ARRESTATA 5.2.1944 DEPORTATA AUSCHWITZ ASSASSINATA                  | Marcella Bassani (Ferrara, 29 settembre 1922 - Auschwitz-Birkenau, 26 febbraio 1944), figlia di Giuseppe e Rina Lampronti. Arrestata con i famigliari ai primi di febbraio del 1944, dopo la carcerazione a Ferrata è trasferita a Fossoli prima della deportazione nel Raich con destinazione Auschwitz, dove giunge il 26 febbraio 1944. Assassinata al suo arrivo al campo. .                                                           |
| 16 gennaio 2025   | Via G.Mazzini, 88 44°50′01.01″N 11°37′19.79″E |                   | QUI ABITAVA RINA LAMPRONTI NATA 1898 ARRESTATA 5.2.1944 DEPORTATA AUSCHWITZ ASSASSINATA                    | Rina Lampronti (Venezia, 7 febbraio 1898 - Auschwitz-Birkenau, ???), figlia di Marco e Alba Polacco, coniugata con Giuseppe Bassani, madre di Marcella Bassani. Arrestata con i famigliari ai primi di febbraio del 1944, dopo la carcerazione a Ferrata è trasferita a Fossoli prima della deportazione nel Raich con destinazione Auschwitz, dove giunge il 26 febbraio 1944. Non sopravvive alla Shoah. .                               |

## Provincia di Forlì-Cesena
Nella provincia di Forlì-Cesena si trovano 24 pietre d'inciampo. La prima pietra è stata collocata a Cesena il 19 gennaio 2022.

### Cesena
A Cesena si trovano 9 pietre d'inciampo, posate nel gennaio 2022.
| Pietra d'inciampo | Pietra d'inciampo                                      | Pietra d'inciampo | Pietra d'inciampo                                                                                 | Note biografiche |
| Data di posa      | Luogo di posa                                          | Stolpersteine     | Incisione                                                                                         | Note biografiche |
| ----------------- | ------------------------------------------------------ | ----------------- | ------------------------------------------------------------------------------------------------- | --- |
| 19 gennaio 2022   | Piazza del Popolo, 3 44°08′14.14″N 12°14′31.52″E       |                   | QUI ABITAVA MARIO SARALVO NATO 1891 DEPORTATO AUSCHWITZ ASSASSINATO 23.5.1944                     | Mario Saralvo (Cesena, 19 maggio 1891 - Auschwitz, 23 maggio 1944), figlio di Samuele e Luigia Ester Del Vecchio, marito di Amalia Levi, padre di Giorgio Saralvo. La famiglia gestiva un negozio di generi diversi. Arrestato con la famiglia probabilmente nel dicembre 1943 e trasferiti nel carcere “Caterina Sforza” di Forlì, a cui segue la prigionia a Fossoli ed infine la deportazione nel Reich con il trasporto n° 10 del 16 maggio 1944 con destinazione Auschwitz con arrivo il 23 maggio 1944. A questa data viene fatta risalire la morte. |
| 19 gennaio 2022   | Piazza del Popolo, 3 44°08′14.14″N 12°14′31.52″E       |                   | QUI ABITAVA AMALIA LEVI NATA 1893 DEPORTATA AUSCHWITZ ASSASSINATA MAGGIO 1944                     | Amalia Levi Saralvo (Casale Monferrato, 12 settembre 1893 - Auschwitz, ???.5.1944), figlia di Aronne e Romilda Treves, moglie di Mario Saralvo, madre di Giorgio Saralvo; condivide il tragico destino della famiglia: arrestata probabilmente nel dicembre 1943, trasferita nel carcere “Caterina Sforza” di Forlì, a cui segue la prigionia a Fossoli ed infine la deportazione nel Reich con il trasporto n° 10 del 16 maggio 1944 con destinazione Auschwitz con arrivo il 23 maggio 1944. Si ipotizza la morte all'arrivo al campo. |
| 19 gennaio 2022   | Piazza del Popolo, 3 44°08′14.14″N 12°14′31.52″E       |                   | QUI ABITAVA GIORGIO SARALVO NATO 1915 DEPORTATO AUSCHWITZ ASSASSINATO 23.5.1944                   | Giorgio Saralvo (Cesena, 14 giugno 1915 - Auschwitz, 23 maggio 1944), figlio di Mario Saralvo e Amalia Levi Saralvo, segue la famiglia nel suo tragico destino: arrestato probabilmente nel dicembre 1943, trasferito nel carcere “Caterina Sforza” di Forlì, a cui segue la prigionia a Fossoli ed infine la deportazione nel Reich con il trasporto n° 10 del 16 maggio 1944 con destinazione Auschwitz con arrivo il 23 maggio 1944. Si ipotizza la morte all'arrivo al campo. |
| 25 gennaio 2022   | Corso Giuseppe Garibaldi 44°08′11.62″N 12°14′49.2″E    |                   | QUI ABITAVA LUCIA FORTI NATA 1879 ARRESTATA 17.12.1943 DEPORTATA AUSCHWITZ ASSASSINATA 6.2.1944   | Lucia Forti (Lugo di Romagna, 20 febbraio 1879 - Auschwitz, 6 febbraio 1944), figlia di Emanuele e Cleofe Jachia. Con le sorelle Elda Forti, Lina Forti, Anna Forti, dopo l'armistizio dell'8 settembre 1943 sfollano a Cesena da Bologna ospitate dalle cugine Diana Jacchia e Dina Jacchia. Saranno tutte arrestate a Cesena il 17 dicembre 1943. Portate temporaneamente a Forlì, in seguito a Ravenna, quindi trasferite a San Vittore ed infine deportate nel Reich col "treno della morte" n°06 partito dal Binario 21 della Stazione Centrale di Milano il 30 gennaio 1944 con destinazione Auschwitz, dove giungono il 6 febbraio 1944. Tutte assassinate all'arrivo al lager.                                    |
| 25 gennaio 2022   | Corso Giuseppe Garibaldi 44°08′11.62″N 12°14′49.2″E    |                   | QUI ABITAVA ELDA FORTI NATA 1881 ARRESTATA 17.12.1943 DEPORTATA AUSCHWITZ ASSASSINATA 6.2.1944    | Elda Forti (Lugo di Romagna, 7 agosto 1881 - Auschwitz, 6 febbraio 1944), condivide il tragico destino delle sorelle Lucia Forti, Lina Forti, Anna Forti, e delle cugine Diana Jacchia e Dina Jacchia presso le quali, le quattro sorelle Forti, dopo l'armistizio dell'8 settembre 1943 sfollano, a Cesena da Bologna. Saranno tutte arrestate a Cesena il 17 dicembre 1943. Portate temporaneamente a Forlì, in seguito a Ravenna, quindi trasferite a San Vittore ed infine deportate nel Reich col "treno della morte" n°06 partito dal Binario 21 della Stazione Centrale di Milano il 30 gennaio 1944 con destinazione Auschwitz, dove giungono il 6 febbraio 1944. Tutte assassinate all'arrivo al lager.          |
| 25 gennaio 2022   | Corso Giuseppe Garibaldi 44°08′11.62″N 12°14′49.2″E    |                   | QUI ABITAVA LINA FORTI NATA 1883 ARRESTATA 17.12.1943 DEPORTATA AUSCHWITZ ASSASSINATA 6.2.1944    | Lina Forti (Lugo di Romagna, 4 agosto 1883 - Auschwitz, 6 febbraio 1944), condivide il tragico destino delle sorelle Lucia Forti, Elda Forti, Anna Forti, e delle cugine Diana Jacchia e Dina Jacchia presso le quali, le quattro sorelle Forti, dopo l'armistizio dell'8 settembre 1943 sfollano, a Cesena da Bologna. Saranno tutte arrestate a Cesena il 17 dicembre 1943. Portate temporaneamente a Forlì, in seguito a Ravenna, quindi trasferite a San Vittore ed infine deportate nel Reich col "treno della morte" n°06 partito dal Binario 21 della Stazione Centrale di Milano il 30 gennaio 1944 con destinazione Auschwitz, dove giungono il 6 febbraio 1944. Tutte assassinate all'arrivo al lager.          |
| 25 gennaio 2022   | Corso Giuseppe Garibaldi 44°08′11.62″N 12°14′49.2″E    |                   | QUI ABITAVA ANNA FORTI NATA 1885 ARRESTATA 17.12.1943 DEPORTATA AUSCHWITZ ASSASSINATA 6.2.1944    | Anna Forti (Lugo di Romagna, 3 novembre 1885 - Auschwitz, 6 febbraio 1944), condivide il tragico destino delle sorelle Lucia Forti, Elda Forti, Lina Forti, e delle cugine Diana Jacchia e Dina Jacchia presso le quali, le quattro sorelle Forti, dopo l'armistizio dell'8 settembre 1943 sfollano, a Cesena da Bologna. Saranno tutte arrestate a Cesena il 17 dicembre 1943. Portate temporaneamente a Forlì, in seguito a Ravenna, quindi trasferite a San Vittore ed infine deportate nel Reich col "treno della morte" n°06 partito dal Binario 21 della Stazione Centrale di Milano il 30 gennaio 1944 con destinazione Auschwitz, dove giungono il 6 febbraio 1944. Tutte assassinate all'arrivo al lager.        |
| 25 gennaio 2022   | Corso Ubaldo Comandini, 54 44°08′11.22″N 12°15′06.42″E |                   | QUI ABITAVA DIANA JACCHIA NATA 1881 ARRESTATA 17.12.1943 DEPORTATA AUSCHWITZ ASSASSINATA 6.2.1944 | Diana Jacchia (Lugo di Romagna, 21 maggio 1881 - Auschwitz, 6 febbraio 1944), figlia di Sabatino e Fanny Forti, sorella di Dina Jacchia, nubile, residente a Cesena fin dalla giovinezza, modista come la sorella. Ebrea, è arrestata il 17 dicembre 1943 insieme alla sorella e alle quattro cugine, Lucia, Elda, Lina e Anna Forti, sfollate da Bologna e ospitate in casa Jacchia. Condotte temporaneamente a Forlì, in seguito a Ravenna, quindi trasferite a San Vittore ed infine deportate nel Reich col "treno della morte" n°06 partito dal Binario 21 della Stazione Centrale di Milano il 30 gennaio 1944 con destinazione Auschwitz, dove giungono il 6 febbraio 1944. Tutte assassinate all'arrivo al lager. |
| 25 gennaio 2022   | Corso Ubaldo Comandini, 54 44°08′11.22″N 12°15′06.42″E |                   | QUI ABITAVA DINA JACCHIA NATA 1884 ARRESTATA 17.12.1943 DEPORTATA AUSCHWITZ ASSASSINATA 6.2.1944  | Dina Jacchia (Lugo di Romagna, 16 ottobre 1884 - Auschwitz, 6 febbraio 1944), sorella di Diana Jacchia, anch'essa nubile, a Cesena dalla giovinezza come la sorella, modista come la sorella. Ebrea, è arrestata il 17 dicembre 1943 insieme alla sorella e alle quattro cugine, Lucia, Elda, Lina e Anna Forti, sfollate da Bologna e ospitate in casa Jacchia. Condotte temporaneamente a Forlì, in seguito a Ravenna, quindi trasferite a San Vittore ed infine deportate nel Reich col "treno della morte" n°06 partito dal Binario 21 della Stazione Centrale di Milano il 30 gennaio 1944 con destinazione Auschwitz, dove giungono il 6 febbraio 1944. Tutte assassinate all'arrivo al lager.                      |

### Forlì
A Forlì si trovano 15 pietre d'inciampo, posate tra il 2022 e 2025.
| Pietra d'inciampo | Pietra d'inciampo                                                      | Pietra d'inciampo | Pietra d'inciampo                                                                                                  | Note biografiche |
| Data di posa      | Luogo di posa                                                          | Stolpersteine     | Incisione | Note biografiche |
| ----------------- | ---------------------------------------------------------------------- | ----------------- | --- | --- |
| 25 gennaio 2022   | Corso Giuseppe Garibaldi, 2 44°13′21.03″N 12°02′23.56″E                |                   | QUI ABITAVA NISSIM MATATIA NATO 1889 ARRESTATO NOV.1943 DEPORTATO 1943 AUSCHWITZ ASSASSINATO 27.4.1944             | Nissim Matatia (Smirne, ??? 1889 - Auschwitz, 27 aprile 1944), ebreo, figlio di Salomon, sposa Matilde Hakim dalla quale avrà tre figli: Beniamino Nino Matatia, Camelia Matatia e Roberto Matatia. Commerciante pellicciaio benestante, veste le mogli dei gerarchi fascisti locali. A Riccione, la villa di proprietà, in cui la famiglia Matatia trascorre le vacanze, confina con quella di Mussolini. L'emanazione delle leggi razziali fasciste, le conseguenti discriminazioni, sono il preludio alla tragedia della Shoah. Arrestato a Bologna nel novembre 1943 è internato a Verona quindi da lì deportato nel Reich con il trasporto n° 5 del 6 dicembre 1943 con destinazione Auschwitz dove arriva l'11 dicembre 1943; numero di matricola 16801, muore il 27 aprile 1944. |
| 25 gennaio 2022   | Corso Giuseppe Garibaldi, 2 44°13′21.03″N 12°02′23.56″E                |                   | QUI ABITAVA MATILDE HAKIM NATA 1897 ARRESTATA 1.12.1943 DEPORTATA 1944 ASSASSINATA                                 | Matilde Hakim (Smirne, 12 aprile 1895 - Auschwitz, ???), ebrea, figlia di Samuele e Luna Norma Sardas, moglie di Nissim Matatia dalla quale avrà tre figli: Beniamino Nino Matatia, Camelia Matatia e Roberto Matatia. Catturata a Savigno dov'era sfollata con i figli, arrestata a Savignano sul Panaro il 1º dicembre 1943. Rinchiusa prima a Bologna quindi San Vittore, infine deportata nel Reich con il convoglio n° 6 del 30 gennaio 1944 partito dal Binario 21 della Stazione Centrale di Milano con destinazione Auschwitz. Più nulla è dato di sapere sul suo destino. |
| 25 gennaio 2022   | Corso Giuseppe Garibaldi, 2 44°13′21.03″N 12°02′23.56″E                |                   | QUI ABITAVA NINO MATATIA NATO 1924 ARRESTATO 1.12.1943 DEPORTATO 1944 AUSCHWITZ LIBERATO                           | Beniamino "Nino" Matatia (Forlì, 1 febbraio 1924 - ???, 1947), figlio di Nissim Matatia e Matilde Hakim, è arrestato a Savignano sul Panaro il 4 dicembre 1943. Come la madre ed i fratelli è rinchiuso prima a Bologna quindi San Vittore, infine deportato nel Reich con il convoglio n° 6 del 30 gennaio 1944 partito dal Binario 21 della Stazione Centrale di Milano con destinazione Auschwitz; numero di matricola 173446. Suona la fisarmonica nella macabra orchestrina del campo ed è probabilmente la sua salvezza. È liberato il 27 gennaio 1945, ma gravemente debilitato dalla prigionia muore due anni dopo. Riposa nel Campo Nuovo Israelitico della Certosa di Bologna. |
| 25 gennaio 2022   | Corso Giuseppe Garibaldi, 2 44°13′21.03″N 12°02′23.56″E                |                   | QUI ABITAVA CAMELIA MATATIA NATA 1926 ARRESTATA 1.12.1943 DEPORTATA 1944 AUSCHWITZ ASSASSINATA                     | Camelia Matatia (Forlì, 5 marzo 1926 - Auschwitz, ???), figlia di Nissim Matatia e Matilde Hakim, sorella di Nino e Roberto, è arrestata con la famiglia a Savignano sul Panaro il 1 dicembre 1943. Come la madre ed i fratelli rinchiusa prima a Bologna quindi San Vittore, infine deportata nel Reich con il convoglio n° 6 del 30 gennaio 1944 partito dal Binario 21 della Stazione Centrale di Milano con destinazione Auschwitz. Ignota la data della sua morte.. |
| 25 gennaio 2022   | Corso Giuseppe Garibaldi, 2 44°13′21.03″N 12°02′23.56″E                |                   | QUI ABITAVA ROBERTO MATATIA NATO 1929 ARRESTATO NOV.1943 DEPORTATO 1943 AUSCHWITZ ASSASSINATO 18.1.1945            | Roberto Matatia (Forlì, ??? 1929 - Auschwitz, 18 gennaio 1945), figlio di Nissim Matatia e Matilde Hakim, fratello di Nino e Camelia. Col padre condivide il tragico destino: arrestato a Bologna nel novembre 1943 è internato a Verona, quindi da lì deportato nel Reich con il trasporto n° 5 del 6 dicembre 1943 con destinazione Auschwitz, numero di matricola 168013, muore il 18 gennaio 1945. |
| 25 gennaio 2022   | Corso Armando Diaz, 63 44°13′13.37″N 12°02′21.11″E                     |                   | QUI ABITAVA REMIGIO DIENA NATO 1923 ARRESTATO 8.3.1944 DEPORTATO 1944 AUSCHWITZ ASSASSINATO 1945                   | Remigio Diena (Milano, 13 marzo 1923 - Auschwitz, ??? 1945), figlio di Arturo e Lidia Sacerdoti. Studente di medicina, è arrestato nel marzo del 1944 a Parma. Deportato nel Reich partendo da Modena con destinazione Auschwitz. Assassinato durante una delle marce della morte per l'evacuazione del campo nel 1945. |
| 25 gennaio 2022   | Corso della Repubblica, 108 44°13′10.91″N 12°02′45.78″E                |                   | QUI ABITAVA GUSTAVO SARALVO NATO 1890 ARRESTATO GIUGNO 1944 IMPRIGIONATO 1944 MARRADI MORTO 27.6.1944              | Gustavo Saralvo (Cesena), 18 marzo 1890 - Marradi, 27 giugno 1944), figlio di Davide e Frusina Sinigallia, fratello di Renzo Saralvo. Col fratello gestisce un negozio di tessuti nel centro città; per sfuggire alla cattura, dismessa l'attività si nasconde, ospite pagante, in una clinica psichiatrica a Bologna; esaurita la disponibilità economica, all’inizio del 1944, raggiunge la moglie Clara Mughini, di religione cattolica, che con i figli è sfollata a Marradi, suo paese d'origine. Una delazione causa il suo arresto. Stroncato da un infarto nel corso di un interrogatorio delle SS il 27 giugno 1944. La moglie e i due figli, di cui erano stati falsificati i certificati di battesimo, si salvano. |
| 26 gennaio 2023   | Via Giorgio Regnoli, 88 angolo via Cairoli 44°13′18.65″N 12°02′44.93″E |                   | QUI ABITAVA RENZO SARALVO NATO 1891 SOPRAVVISSUTO NASCONDENDOSI                                                    | Renzo Saralvo (Cesena, 18 luglio 1891 - ???), coniugato con l’ebrea Celeste Sonnino, gestisce, oltre al negozio di tessuti col fratello Gustavo Saralvo, anche un commercio di manifatture. Censiti, dopo la promulgazione delle leggi razziali fasciste del 1938, tra i quattordici nuclei familiari di origine ebraica residenti in città, dopo l'armistizio dell'8 settembre 1943, l'unica speranza di salvezza è la fuga. Il loro appartamento sarà occupato dal giudice del tribunale che prende possesso di tutte le loro proprietà. Renzo e Celeste trovano inizialmente rifugio e nascondiglio in montagna, ospiti paganti, presso l'abitazione di alcuni mezzadri, in zona di attività partigiana, ma anche di frequenti controlli dei nazifascisti, in occasione dei quali il nascondiglio è la vigna. Finito il denaro, ripararono presso alcune formazioni partigiane fino alla liberazione. Dopo di essa si trasferirono a Roma. |
| 26 gennaio 2023   | Via Giorgio Regnoli, 88 angolo via Cairoli 44°13′18.65″N 12°02′44.93″E |                   | QUI ABITAVA CELESTE SONNINO NATA 1901 SOPRAVVISSUTA NASCONDENDOSI                                                  | Celeste Sonnino (???, ??? 1901 - ???, ???), moglie di Renzo Saralvo, condivide la sorte del marito. |
| 26 gennaio 2023   | Piazzetta Don Pietro Garbin, 5 44°13′38.23″N 12°02′13.62″E             |                   | QUI ABITAVA DON PIETRO GARBIN NATO 1907 DAVA RIFUGIO AD EBREI ARRESTATO AGOSTO 1944 TORTURATO LIBERATO AGOSTO 1944 | don Pietro Garbin (Saletto, ??? 1907 - Forlì, 9 ottobre 1973), ordinato sacerdote nel 1934, vive a Parma fino al 1940, dall’ottobre ‘42 a Forlì. Convinto antifascista, ospita ebrei, antifascisti, sfollati e renitenti alla chiamata della Repubblica di Salò, sostiene le formazioni partigiane. Per questa sua attività è arrestato nell’agosto del 1944 e torturato prima della sua liberazione. Alla liberazione della città, novembre 1944, il CLN lo incarica di creare la Casa del Reduce per accogliere e aiutare i forlivesi che rientravano nella loro città, offendo loro viveri e pasti caldi. Riferimento per i concittadini nella ricostruzione dell'immediato dopoguerra, prosegue la sua missione pastorale all'Aquila, poi Roma, Faenza per fare ritorno alla sua Forlì nel 1973, dove muore il 9 ottobre dello stesso anno. |
| 26 gennaio 2023   | Via Bruni, 16 44°13′15.26″N 12°02′26.59″E                              |                   | QUI ABITAVA ITALA SPAZZOLI NATA 1904 ARRESTATA 7.8.1944 DEPORTATA 1944 DACHAU LIBERATA                             | Itala Spazzoli (Ravenna, 26 gennaio 1904 - Padova, 9 agosto 1993), figlia di Emidio e Teresa Fantinelli, madre di Orsola Franca Ferrini e sorella dei partigiani Tonino Spazzoli e Arturo Spazzoli. Condividere le idee dei fratelli è l'accusa che la porta in carcere a Forlì, insieme alla figlia, nello stesso giorno dell'arresto del fratello Tonino, alle cui torture è costretta ad assistere e lei stessa a subire percosse. Al trasferimento a Fossoli, segue la deportazione a Dachau con la figlia; sopravvivono e vengono liberate entrambe, fanno ritorno in Italia nel 1946. |
| 26 gennaio 2023   | Via Bruni, 16 44°13′15.26″N 12°02′26.59″E                              |                   | QUI ABITAVA ORSOLA FRANCA FERRINI NATA 1923 ARRESTATA 7.8.1944 DEPORTATA 1944 DACHAU LIBERATA                      | Orsola Franca Spazzoli (Forlì, 16 agosto 1923- Fogliano Redipuglia, 13 gennaio 2012), ragioniera, staffetta partigiana, è arrestata con la madre Itala Spazzoli e lo zio partigiano Tonino Spazzoli dalla Gestapo il 7 agosto 1944. Condivide con la madre la terribile esperienza della deportazione nel campo di Fossoli prima e Dachau dopo. Sopravvivono entrambe e fanno ritorno in Italia. Sposa Oliviero Trentin dal quale avrà una figlia. |
| 17 aprile 2023    | Viale Fratelli Spazzoli, 41 44°12′48.38″N 12°02′54.25″E                |                   | QUI ABITAVA TONINO SPAZZOLI NATO 1899 PARTIGIANO ARRESTATO 7.8.1944 ASSASSINATO 19.8.1944 COCCOLIA                 | Tonino Spazzoli (Ravenna, 2 giugno 1899 - Coccolia, 19 agosto 1944), partigiano, figlio di Emidio e Teresa Fantinelli, fratello di Arturo Spazzoli. Antonio "Tonino" combattente nella Grande Guerra, pluridecorato, volontario nell’Impresa di Fiume. Imprenditore, poi antifascista, nel 1934 è confinato politico. Dopo l'armistizio dell'8 settembre 1943 è attivo insieme al fratello Arturo, in una rete clandestina in stretto collegamento con gli Alleati. Notevoli le imprese, alle quali collaborano i due fratelli, che portano al salvataggio dei Generali Inglesi che dall’alta Valle del Bidente sono fatti passare oltre le linee del fronte, nel sud Italia; offrono assistenza, protezione, salvataggio e scambio di informazioni ed aiuto a molti prigionieri britannici e americani. Subisce un primo arresto nel maggio del 1944, rilasciato riprende l'attività partigiana che si conclude con l'arresto definitivo, ad opera della Gestapo, il 7 agosto; per giorni subisce sevizie e torture. É assassinato il 19 agosto 1944. Un cippo è stato posto sul luogo dove avvenne l'uccisione, sulla Via Ravegnana SS67, tra Ravenna e Forlì, in territorio di Coccolia. Tonino Spazzoli è considerato come la figura probabilmente di maggior rilievo della Resistenza romagnola. |
| 17 aprile 2023    | Viale Fratelli Spazzoli, 41 44°12′48.38″N 12°02′54.25″E                |                   | QUI ABITAVA ARTURO SPAZZOLI NATO 1923 PARTIGIANO ARRESTATO E ASSASSINATO 18.8.1944 MONTE TREBBIO                   | Arturo Spazzoli (Forlì, 15 aprile 1923 - Monte Trebbio, 18 agosto 1944), figlio di Emidio e Teresa Fantinelli, fratello di Tonino Spazzoli. Studente, antifascista, partigiano, partecipa alle attività clandestine organizzate dal fratello maggiore Tonino. Attivo come agente dell'OSS, il servizio segreto americano, entra a far parte del "Battglione Corbari" dopo l’arresto del fratello per cercare di liberarlo. Il 18 agosto 1944, alla base di Ca’ Cornio nelle colline fra Modigliana e Tredozio, rimane vittima dell'attacco dei nazifascisti, insieme ai compagni Iris Versari, Adriano Casadei e Silvio Corbari. I loro corpi senza vita saranno appesi ai lampioni di piazza Saffi, alla vista di tutti i forlivesi, in segno di disprezzo e monito. |
| 24 aprile 2025    | Via Balzella 81/A 44°13′21.6″N 12°04′50.9″E                            |                   | QUI ABITAVA EDO BERTACCINI NATO 1924 ARRESTATO 29.4.1944 INTERNATO FOSSOLI ASSASSINATO 12.7.1944 CIBENO DI CARPI   | Edo Bertaccini (Forlì, 22 gennaio 1924 - Poligono di tiro di Cibeno, Carpi, 12 luglio 1944), partigiano, meccanico di biciclette, entra nella Resistenza dalla proclamazione dell'armistizio dell'8 settembre 1943 raggiungendo il grado di comandante della 7ª compagnia aggregata alla Brigata "Romagna". Ferito nel corso del feroce rastrellamento del 4 aprile 1944, catturato, ferocemente torturato prima dell'internamento al campo di Fossoli. Tra i martiri dell'eccidio di Fossoli è insignito della Medaglia d'oro al valor militare. |

## Provincia di Modena
In provincia di Modena sono presenti 4 pietre d'inciampo. La prima è stata collocata a Mirandola il 16 gennaio 2019.

### Finale Emilia
Finale Emilia accoglie 2 pietre d'inciampo, le quali sono state collocate il 27 gennaio 2019 nell'ambito di un'iniziativa sostenuta dal Comune, dalla Biblioteca Comunale, dall'Associazione Alma Finalis, dal Liceo scientifico Morandi e dalla Fondazione Cassa di Risparmio di Mirandola.
| Pietra d'inciampo | Pietra d'inciampo                            | Pietra d'inciampo | Pietra d'inciampo | Note biografiche |
| Data di posa      | Luogo di posa                                | Stolpersteine     | Incisione | Note biografiche |
| ----------------- | -------------------------------------------- | ----------------- | --- | --- |
| 27 gennaio 2019   | via Torre Portello 4 44.833496°N 11.295009°E |                   | QUI ABITAVA EMILIO CASTELFRANCHI NATO 1918 PERSEGUITATO LEGGI RAZZISTE ITALIANE 1938 COLPITO DA MALE IMPROVVISO MORTO 4.1.1942 | Emilio Castelfranchi, medico militare. Fu licenziato nel 1939 a causa delle Leggi razziali. |
| 27 gennaio 2019   | via Mazzini, 6 44.83373°N 11.29378°E         |                   | QUI ABITAVA ADA OSIMA NATA 1892 ARRESTATA 7.12.1943 INTERNATA ASTI DEPORTATA 1944 AUSCHWITZ DESTINO IGNOTO                     | Ada Osima (Finale Emilia 6 gennaio 1892 - ?), farmacista, costretta a lasciare il proprio incarico nel 1939 a causa delle Leggi razziali. Fu arrestata ad Asti il 28 gennaio 1944. Dopo un transito per le carceri di Milano, venne deportata ad Auschwitz, dove arrivò il 6 febbraio 1944. Non sopravvisse. |

### Mirandola
Mirandola accoglie una sola pietra d'inciampo, la quale è stata collocata il 16 gennaio 2019 per iniziativa dell'Associazione culturale "Educamente" in collaborazione con ANPI, Università della Libera Età, Comitato per la Pace e il patrocionio dei Comuni di Mirandola e Carpi.
(il vescovo di Carpi, monsignor Francesco Cavina, durante la cerimonia del 16 gennaio 2019)
| Pietra d'inciampo | Pietra d'inciampo                              | Pietra d'inciampo | Pietra d'inciampo | Note biografiche |
| Data di posa      | Luogo di posa                                  | Stolpersteine     | Incisione | Note biografiche |
| ----------------- | ---------------------------------------------- | ----------------- | --- | --- |
| 16 gennaio 2019   | piazza Costituente, 58 44.889268°N 11.066289°E |                   | QUI ABITAVA ODORARDO FOCHERINI NATO 1907 ARRESTATO 11.3.1944 DEPORTATO FOSSOLI GRIES, FLOSSENBÜRG ASSASSINATO 27.12.1944 HERSBRUCK | Odoardo Focherini (Carpi, 6 giugno 1907 – Hersbruck, 27 dicembre 1944), dirigente d'azienda e intellettuale cattolico, medaglia d'oro al merito civile della Repubblica Italiana e riconosciuto tra i Giusti tra le Nazioni. L'11 marzo 1944 Odoardo Focherini organizzò la fuga dal campo di concentramento di Fossoli del medico ebreo Enrico Donati con la scusa di un'operazione chirurgica urgente. Giunto presso l'ospedale di Carpi Focherini fu arrestato. Successivamente venne trasferito al campo di concentramento di Fossoli e dopo diverse detenzioni venne deportato in Germania, nel campo di concentramento di Flossenbürg e poi nel sottocampo di Hersbruck. Lì trovò la morte a causa di una setticemia conseguente a una ferita alla gamba. |

### Vignola
A Vignola è presente una pietra d'inciampo, posta il 27 gennaio 2021 per iniziativa del Comune, in collaborazione con ANPI e Università Popolare N. Ginzburg. La ricerca storica è iniziata col lavoro di una classe della scuola media di Vignola, e poi portata avanti dall'Associazione di documentazione Mezaluna. Contestualmente alla posa è stato realizzato un video sulla storia della vittima in collaborazione con Emilia Romagna Teatro.
| Pietra d'inciampo | Pietra d'inciampo                     | Pietra d'inciampo | Pietra d'inciampo                                                                              | Note biografiche |
| Data di posa      | Luogo di posa                         | Stolpersteine     | Incisione                                                                                      | Note biografiche |
| ----------------- | ------------------------------------- | ----------------- | ---------------------------------------------------------------------------------------------- | --- |
| 27 gennaio 2021   | via Fontana 2 44.477748°N 11.009687°E |                   | QUI NACQUE UGO MILLA NATO 1894 ARRESTATO 13.10.1943 DEPORTATO AUSCHWITZ ASSASSINATO 11.12.1943 | Ugo Milla (Vignola 4 novembre 1894 – Auschwitz 11 dicembre 1943), commesso viaggiatore, ebreo. La pietra d'inciampo è posta di fronte alla casa dove nacque. Un'altra pietra d'inciampo a lui dedicata è presente a Milano, dove viveva prima della deportazione. Per la sua biografia vedi la voce dedicata alle pietre d'inciampo a Milano. |

## Provincia di Parma
In provincia di Parma sono presenti 129 pietre d'inciampo. La prima pietra venne collocata a Parma il 16 gennaio 2017.

### Bedonia
A Bedonia sono state posate otto pietre d'inciampo il 26 gennaio 2022,
| Pietra d'inciampo | Pietra d'inciampo                                                           | Pietra d'inciampo | Pietra d'inciampo                                                                                  | Note biografiche |
| Data di posa      | Luogo di posa                                                               | Stolpersteine     | Incisione                                                                                          | Note biografiche |
| ----------------- | --------------------------------------------------------------------------- | ----------------- | -------------------------------------------------------------------------------------------------- | --- |
| 26 gennaio 2022   | Piazza Caduti per la Patria, 1 dinanzi Municipio 44°30′12.21″N 9°37′52.68″E |                   | QUI ABITAVA MARIA DOMAIC NATA 1900 ARRESTATA 20.12.1943 DEPORTATA AUSCHWITZ ASSASSINATA            | Maria Domaic (Belgrado, ??? 1900 - Auschwitz, ???), ebrea, in seguito all'occupazione della Jugoslavia da parte delle forze dell’Asse, per sfuggire alle persecuzioni si rifugia, con i figli Davide Levic e la figlia Stella Levic a Spalato, all'epoca sotto controllo delle autorità italiane. Nel 1941, vengono trasferiti in Italia, nel comune di Bedonia in regime di “internamento libero”. A seguito dell'armistizio dell'8 settembre 1943, il 30 novembre 1943 i nazifascisti arrestano i due figli, il 20 dicembre sarà la volta di Maria. Le due donne sono internate nel campo di Monticelli Terme, il figlio in quello di Scipione. Si ritroveranno al Fossoli a cui segue la deportazione nel Reich; il 10 aprile sono ad Auschwitz. Nessuno dei tre sopravvive: Maria e Davide muoiono in data ignota; Stella, all’età di soli 17 anni, è assassinata il 30 settembre 1944. |
| 26 gennaio 2022   | Piazza Caduti per la Patria, 1 dinanzi Municipio 44°30′12.21″N 9°37′52.68″E |                   | QUI ABITAVA DAVIDE LEVIC NATO 1924 ARRESTATO 30.11.1943 DEPORTATA AUSCHWITZ ASSASSINATO            | Davide Levic (Belgrado, ??? 1924 - Auschwitz, ???), Davide con la sorella Stella Levic e la madre Maria Dovaic, "internati liberi" nel Comune di Bedonia, vengono arrestati dai nazifascisti: Davide e la sorella il 30 novembre 1943, la madre il 20 dicembre. Le due donne vengono internate nel campo di Monticelli Terme, Davide a Scipione. Il 9 marzo 1944 vengono trasferiti a Fossoli da dove, il 5 aprile 1944, vengono caricati sul convoglio che li avrebbe condotti ad Auschwitz, dove tutti e tre trovano la morte. |
| 26 gennaio 2022   | Piazza Caduti per la Patria, 1 dinanzi Municipio 44°30′12.21″N 9°37′52.68″E |                   | QUI ABITAVA STELLA LEVIC NATA 1927 ARRESTATA 30.11.1943 DEPORTATA AUSCHWITZ ASSASSINATA 30.9.1944  | Stella Levic (Belgrado, ??? 1927 - Auschwitz, 30 settembre 1944), come il fratello Davide Levic e la madre Maria Dovaic, è soggetta al regime di "internati liberi" nel Comune di Bedonia. il 30 novembre 1943 è arrestata dai nazifascisti insieme al fratello. La madre è arrestata il 20 dicembre. Le due donne vengono internate nel campo di Monticelli Terme, Davide a Scipione. Il 9 marzo 1944 vengono trasferiti a Fossoli da dove, il 5 aprile 1944, vengono caricati sul convoglio che li avrebbe condotti ad Auschwitz, dove tutti e tre trovano la morte. Della madre e del fratello non è nota la data della morte, Stella, all’età di soli 17 anni, fu assassinata il 30 settembre 1944. |
| 26 gennaio 2022   | Piazza Caduti per la Patria, 1 dinanzi Municipio 44°30′12.21″N 9°37′52.68″E |                   | QUI ABITAVA RUDOLF MARTON NATO 1916 ARRESTATO 30.11.1943 DEPORTATO AUSCHWITZ ASSASSINATO           | Rudolf Marton (Sarajevo, 11 novembre 1916 - Auschwitz, ???), ebreo jugoslavo in seguito all'occupazione della Jugoslavia da parte delle forze dell’Asse, per sfuggire alle persecuzioni degli ustascia, si rifugia in Montenegro: fu uno dei 192 ebrei stranieri rastrellati in Montenegro dalle autorità italiane. Internato nel campo di Kavaja, in Albania, poi trasferito nel campo di Ferramonti di Tarsia, a Cosenza. Nel 1942 è sottoposto al regime di “internamento libero” nel Comune di Bedonia, da dove riesce a fuggire grazie ai documenti falsi fornitigli da Emilio Cellurale, responsabile dell’ufficio stranieri della Questura di Parma. Il 30 novembre 1943, tuttavia, è catturato ed internato nel campo di Scipione, fino al 9 marzo 1944, data del suo trasferimento a Fossoli. Infine deportato a Auschwitz, dove muore in data ignota.                             |
| 26 gennaio 2022   | Piazza Caduti per la Patria, 1 dinanzi Municipio 44°30′12.21″N 9°37′52.68″E |                   | QUI ABITAVA CARLO BERGAMASCHI NATO 1912 CATTURATO INTERNATO BRUX ASSASSINATO 27.3.1945             | Carlo Bergamaschi (Bedonia, ??? 1912 - Brux, ???), è catturato col fratello dai nazisti e destinato la lavoro coatto nel Reich. Il fratello riesce a fuggire ai nazisti nei pressi di Fontanellato, Carlo è trasferito nel campo di lavoro di Brux, in Cecoslovacchia (oggi Most, Repubblica Ceca), dove muore il 27 marzo 1945. |
| 26 gennaio 2022   | Via Don S.Raffi, 19 44°30′19.08″N 9°37′49.57″E                              |                   | QUI ABITAVA TINA ORNSTEIN NATA 1880 ARRESTATA 30.11.1943 DEPORTATA AUSCHWITZ ASSASSINATA 10.4.1944 | Tina Ornstein (Vienna, ??? 1880 - Auschwitz, ???), di religione ebraica, due figli: Alfredo Finz e Marcello Finz. "Internati liberi" a Sorbolo, trasferiti poi nell’agosto 1941, nel comune di Bedonia. Riescono a fuggire, ma il 30 novembre 1943 vengono rintracciati e arrestati. Tina è internata nel campo di Monticelli Terme, i figli rinchiusi nel campo di Scipione. Trasferiti in seguito a Fossoli ed il 5 aprile deportati ad Auschwitz. Tina è immediatamente assassinata nella camera a gas, i due figli muoiono entrambi nel campo in data ignota. |
| 26 gennaio 2022   | Via Don S.Raffi, 19 44°30′19.08″N 9°37′49.57″E                              |                   | QUI ABITAVA ALFREDO FINZ NATO 1905 ARRESTATO 30.11.1943 DEPORTATO AUSCHWITZ ASSASSINATO            | Alfredo Finz (???, 1905 - Auschwitz, ???), con il fratello Marcello Finz e la madre Tina Ornstein è sottoposto al regime di "Internati liberi" a Sorbolo, trasferiti poi nell’agosto 1941, nel comune di Bedonia. Riescono a fuggire, ma il 30 novembre 1943 vengono rintracciati e arrestati. Alfredo ed il fratello sono rinchiusi nel campo di Scipione, la madre internata nel campo di Monticelli Terme. Quindi internati a Fossoli ed il 5 aprile deportati ad Auschwitz. Alfredo ed il fratello muoiono entrambi nel campo in data ignota. La madre, anziana, è assassinata all'arrivo al campo nella camera a gas. |
| 26 gennaio 2022   | Via Don S.Raffi, 19 44°30′19.08″N 9°37′49.57″E                              |                   | QUI ABITAVA MARCELLO FINZ NATO 1909 ARRESTATO 30.11.1943 DEPORTATO AUSCHWITZ ASSASSINATO           | Marcello Finz (???, 1909 - Auschwitz, ???), con il fratello Alfredo Finz e la madre Tina Ornstein è sottoposto al regime di "Internati liberi" a Sorbolo, trasferiti poi nell’agosto 1941, nel comune di Bedonia. Riescono a fuggire, ma il 30 novembre 1943 vengono rintracciati e arrestati. Marcello ed il fratello sono rinchiusi nel campo di Scipione, la madre internata nel campo di Monticelli Terme. Quindi internati a Fossoli ed il 5 aprile deportati ad Auschwitz. Marcello ed il fratello muoiono entrambi nel campo in data ignota. La madre, anziana, è assassinata all'arrivo al campo nella camera a gas. |

### Borgotaro
A Borgotaro sono state posate tre pietre d'inciampo il 26 gennaio 2022.
| Pietra d'inciampo | Pietra d'inciampo                                                      | Pietra d'inciampo | Pietra d'inciampo                                                                                    | Note biografiche |
| Data di posa      | Luogo di posa                                                          | Stolpersteine     | Incisione                                                                                            | Note biografiche |
| ----------------- | ---------------------------------------------------------------------- | ----------------- | --- | --- |
| 26 gennaio 2022   | Piazza Prospero Manara, 6 dinanzi Municipio 44°29′17.17″N 9°46′01.97″E |                   | QUI ABITAVA BARTOLOMEO LEONARDI NATO 1917 CATTURATO 9.8.1943 INTERNATO FALLINGBOSTEL MORTO 20.5.1945 | Bartolomeo Leonardi (Borgotaro, 19 gennaio 1917 - Bad Fallingbostel, 20 maggio 1945), arruolato nel 1º Reggimento di Fanteria, l'armistizio dell'8 settembre 1943 lo coglie a Bologna. Lo stesso giorno è catturato dai tedeschi: uno degli oltre 600.000 militari italiani che rifiutano l'arruolamento nell'esercito nazista e di aderire alla RSI e che saranno deportati nel Reich. Leonardi è internato nel campo di prigionia di Fallingbostel,, situato nella Bassa Sassonia. Muore nel campo il 20 maggio 1945. |
| 26 gennaio 2022   | Piazza Prospero Manara, 6 dinanzi Municipio 44°29′17.17″N 9°46′01.97″E |                   | QUI ABITAVA DORA KLEIN NATA 1913 ARRESTATA 30.11.1944 DEPORTATA AUSCHWITZ LIBERATA BERGEN-BELSEN     | Dora Klein (Łódź, 25 gennaio 1913 - ???), ebrea di origini polacche si laurea in medicina all'Università di Bologna nel 1936; un anno più tardi, ottenuta l'abilitazione alla professione, diviene la più giovane donna medico in Italia. In seguito all'emanazione delle leggi razziali fasciste le condizioni di vita degli ebrei, sono soggette a privazioni e persecuzioni cui non sfugge Dora. Nel 1941, a causa delle sue origini, insieme alla figlia, nata da una relazione con un ufficiale della Marina militare, è soggetta alle imposizioni dello stato di “internata libera” in Borgotaro. Presagendo l'insprirsi della loro condizione, si separa dalla figlia per evitarle conseguenze più tragiche. È arrestata il 30 novembre 1943 e internata nel campo di Monticelli Terme. Trasferita a Fossoli, col convoglio n. 09 è deportata nel Reich destinata a Auschwitz. Nel campo, riconosciutole competenze professionali, da medico si prodiga per alleviare le sofferenze degli internati. All'evacuazione del campo per l'avanzata dell'armata rossa è costretta ad una delle tante marce della morte verso il campo di Bergen-Belsen. Il 14 aprile 1945 il campo è liberato dagli inglesi e Dora ritorna in libertà. |
| 26 gennaio 2022   | Piazza Prospero Manara, 6 dinanzi Municipio 44°29′17.17″N 9°46′01.97″E |                   | QUI ABITAVA GIOVANNI BRATTESANI NATO 1920 CATTURATO INTERNATO GÖRLITZ ASSASSINATO 8.6.1944           | Giovanni Brattesani (Borgotaro, 20 giugno 1920 - Görlitz, 8 giugno 1944), caporale del 9º Reggimento G.a.f. Artiglieria, a seguito dell'armistizio dell'8 settembre 1943, è arrestato il giorno immediatamente successivo condividendo la sorte di altri centinaia di migliaia di militari italiani che rifiutano di combattere per i nazisti e di aderire alla RSI. Come conseguenza segue la deportazione nel Reich e l'internamento nei campi per IMI, una definizione coniata da Hitler per distinguere gli internati militari italiani – privati delle tutele stabilite dalle Convenzioni di Ginevra del 1929 – dagli altri prigionieri di guerra. Giovanni Brattesani è internato nello Stalag VIII-A, campo di prigionia nelle vicinanze di Görlitz rimanendovi fino alla sua morte: 8 giugno 1944. |

### Busseto
| Pietra d'inciampo | Pietra d'inciampo                                                | Pietra d'inciampo | Pietra d'inciampo                                                                                          | Note biografiche |
| Data di posa      | Luogo di posa                                                    | Stolpersteine     | Incisione                                                                                                  | Note biografiche |
| ----------------- | ---------------------------------------------------------------- | ----------------- | --- | --- |
| 24 gennaio 2022   | Piazza Verdi, 10 cortile della Rocca 44°58′53.18″N 10°02′29.29″E |                   | A BUSSETO ABITAVA DESCIO FOÀ NATO 1879 ARRESTATO 26.11.1943 DEPORTATO AUSCHWITZ ASSASSINATO 10.4.1944      | Descio Foà (Busseto, 1 febbraio 1879 - Auschwitz, 10 aprile 1944), gestisce insieme al fratello Dante un negozio di vetri e cornici. Il 26 novembre 1943, Descio e la moglie sono arrestati e prelevati a casa dai fascisti. Descio è condotto nel campo di internamento di Scipione, mentre la moglie in quello di Monticelli Terme. Il 9 marzo 1944 l’uomo viene trasferito a Fossoli, per essere deportato nel Reich con destinazione Auschwitz. Al suo arrivo al campo viene immediatamente condotto al crematorio. Nulla è dato di sapere del destino della moglie.                                                                                       |
| 24 gennaio 2022   | Piazza Verdi, 10 cortile della Rocca 44°58′53.18″N 10°02′29.29″E |                   | A BUSSETO ABITAVA FAUSTINO CAVAGNA NATO 1921 ARRESTATO 6.1.1945 DEPORTATO MAUTHAUSEN ASSASSINATO 23.3.1945 | Faustino Cavagna (Busseto, 11 giugno 1921 - Mauthausen, 23 marzo 1945), dopo l'armistizio dell'8 settembre 1943 si unisce alle formazioni partigiane di stanza a Bore. Dopo un periodo trascorso al fianco dei partigiani, viene convinto dal padre Anteo a tornare a casa, dove però, dopo alcuni giorni, è arrestato nel corso di un controllo da parte di un gruppo di fascisti. Trasferito a Fossoli, quindi deportato nel Reich con destinazione Mauthausen, dove muore il 23 marzo 1945. Nei primi anni Settanta a Faustino Cavagna, che era stato un giocatore della formazione calcistica del paese, è stato intitolato lo Stadio Comunale di Busseto. |

### Calestano
A Calestano sono presenti 4 pietre d'inciampo posate l'otto febbraio 2023.
| Pietra d'inciampo | Pietra d'inciampo                                                      | Pietra d'inciampo | Pietra d'inciampo                                                                                      | Note biografiche |
| Data di posa      | Luogo di posa                                                          | Stolpersteine     | Incisione                                                                                              | Note biografiche |
| ----------------- | ---------------------------------------------------------------------- | ----------------- | --- | --- |
| 8 febbraio 2023   | Via Giuseppe Mazzini, 16 dinanzi Municipio 44°36′02.14″N 10°07′19.43″E |                   | QUI ABITAVA MEHEMED REKNITZER NATO 1880 ARRESTATO 30.11.1943 DEPORTATO AUSCHWITZ ASSASSINATO 10.4.1944 | Mehemed Reknitzer (Ptuj, 10 gennaio 1880 – Auschwitz, 6 febbraio 1944), ebreo, figlio di Adolfo e Elisa Vermuth, cognato di Melania Bermann, come tanti connazionali per sfuggire le persecuzioni degli Ustascia ripara a Spalato, all'epoca parte del Governatorato della Dalmazia italiano. Raggiunge la famiglia della cognata, forzatamente trasferita in regime di "internamento libero" nel comune di Calestano. Non gli riesce il tentativo di evasione ed espatrio del settembre 1943: il 4 dicembre è catturato con la cognata, a Cernobbio a cui segue l'internamento a Scipione per lui ed il nipote, invece la cognata e la nipote a Monticelli. Il 5 aprile 1944 è deportato ad Auschwitz, dove è assassinato il 10 aprile. |
| 8 febbraio 2023   | Via Giuseppe Mazzini, 16 dinanzi Municipio 44°36′02.14″N 10°07′19.43″E |                   | QUI ABITAVA MELANIA BERMANN NATA 1891 ARRESTATA 7.12.1943 DEPORTATA BERGEN-BELSEN LIBERATA             | Melania Bermann (Zagabria, 11 marzo 1891 - ???, ???), figlia di Bernardo e Giulia Piset, coniugata con Bernardo Reknitzer, madre di Adolfo Reknitzer e Carlotta Reknitzer. Per sfuggire le persecuzioni degli Ustascia ripara a Spalato, all'epoca parte del Governatorato della Dalmazia italiano. Nel dicembre del 1941 è forzatamente inviata nel comune di Calestano in regime di "internamento libero". Per sollevarsi dallo stato di indigenza, sollecita ed ottiene che la raggiunga il cognato Mehemed Reknitzer. Falliscono il tentativo di evasione ed espatrio del settembre 1943; il 4 dicembre è catturata con i figli ed il cognato a Cernobbio, a cui segue l'internamento a Scipione per i due maschi e a Monticelli per lei e la figlia, in seguito Fossoli e la deportazione nel Reich: Melania destinata a Bergen-Belsen, la figlia a Ravensbrück, Adolfo a Buchenwald. Tutti e tre saranno liberati. |
| 8 febbraio 2023   | Via Giuseppe Mazzini, 16 dinanzi Municipio 44°36′02.14″N 10°07′19.43″E |                   | QUI ABITAVA ADOLDO REKNITZER NATO 1926 ARRESTATO 30.11.1943 DEPORTATO BUCHENWALD LIBERATO              | Adolfo Reknitzer (Zagabria, 6 maggio 1926 - ???, ???), figlio di Melania Bermann, fratello di Carlotta Reknitzer, condivide il destino della famiglia. Fuga dalle persecuzioni dal paese di origine, nel 1941 inviato nel comune di Calestano in regime di "internamento libero" dal quale tenta di evadere con la famiglia, ma è catturato il 4 dicembre 1943, insieme alla madre, sorella, cognato, a Cernobbio, a cui segue l'internamento a Scipione fino a marzo '44, quindi internato a Fossoli e la deportazione nel Reich, destinazione Buchenwald, matricola44507. Sarà liberato come la sorella e la madre. |
| 8 febbraio 2023   | Via Giuseppe Mazzini, 16 dinanzi Municipio 44°36′02.14″N 10°07′19.43″E |                   | QUI ABITAVA CARLOTTA REKNITZER NATA 1930 ARRESTATA 30.11.1943 DEPORTATA RAVENSBRÜCK LIBERATA           | Carlotta Reknitzer (Zagabria, 6 maggio 1930 - ???, ???), figlia di Melania Bermann, sorella di Adolfo Reknitzer. Condivide il destino della sua famiglia. Fuga dalle persecuzioni dal paese di origine; nel 1941 inviata nel comune di Calestano in regime di "internamento libero" dal quale, con la famiglia, tenta di evadere ma è catturata il 4 dicembre 1943, insieme alla madre, fratello, cognato, a Cernobbio, a cui segue l'internamento a Monticelli per lei e la madre, in seguito Fossoli e la deportazione nel Reich, con destinazione Ravensbrück. Sarà liberata come la madre ed il fratello. |

### Colorno
| Pietra d'inciampo | Pietra d'inciampo                               | Pietra d'inciampo | Pietra d'inciampo                                                                                                 | Note biografiche |
| Data di posa      | Luogo di posa                                   | Stolpersteine     | Incisione | Note biografiche |
| ----------------- | ----------------------------------------------- | ----------------- | --- | --- |
| 23 gennaio 2021   | Via Matteotti 5 44°55′52.32″N 10°22′30.8″E      |                   | QUI ABITAVA BATTISTELLI PASQUALINO NATO 1908 CATTURATO 11.9.1943 INTERNATO STALAG TORGAU ASSASSINATO 7.6.1944     | Pasqualino Battistelli (Colorno 17 aprile 1908 - Torgau 7 giugno 1944), arruolato nel IV Reggimento Artiglieria Divisione Fanteria, è catturato l’11 settembre 1943 dai tedeschi ad Halle, deportato nel Reich è internato in Sassonia, dapprima a Mühlberg, nello Stalag IV B, e successivamente a Torgau, nello Stalag IV D. Muore il 7 giugno 1944. |
| 23 gennaio 2021   | Piazza Garibaldi 20 44°55′49.44″N 10°22′31.36″E |                   | QUI ABITAVA MASSIMILIANO POLLITZER NATO 1885 ARRESTATO 7.10.1943 DEPORTATO AUSCHWITZ ASSASSINATO 19.1.1945 DACHAU | Massimiliano Pollitzer (Istanbul 23 marzo 1885 - Dachau, 19 gennaio 1945), ebreo di origini cecoslovacche, si trasferisce a Milano nel 1907, rappresentante di commercio presso un’azienda inglese. È arrestato a Milano, per la sua avversione al fascismo e suoi sentimenti filo inglesi, ed internato nel campo di Ferramonti di Tarsia, da dove, nel gennaio 1941, è trasferito nel campo di Montechiarugolo. Nel maggio del 1942 è sottoposto al “regime” di “internamento libero” nel comune di Colorno. Arrestato dalle SS il 17 febbraio 1944, è internato a Fossoli, quindi carcere di Verona; il 2 agosto 1944 è deportato nel Reich destinato a Auschwitz ed infine Dachau, dove muore il 19 gennaio 1945. |

### Collecchio
A Collecchio sono presenti due pietre d'inciampo, poste il 26 gennaio 2021, grazie a un'iniziativa dell’Istituto storico della Resistenza e dell’età contemporanea di Parma in collaborazione con il Comune e con l'ANPI locale.
| Pietra d'inciampo | Pietra d'inciampo                                 | Pietra d'inciampo | Pietra d'inciampo                                                                                      | Note biografiche                                                         |
| Data di posa      | Luogo di posa                                     | Stolpersteine     | Incisione                                                                                              | Note biografiche                                                         |
| ----------------- | ------------------------------------------------- | ----------------- | --- | ------------------------------------------------------------------------ |
| 26 gennaio 2021   | Vicolo Manghi, 1 44°45′09.48″N 10°12′43.11″E      |                   | QUI ABITAVA GUIDO BONATI NATO 1923 ARRESTATO 9.1.1945 DEPORTATO MAUTHAUSEN-GUSEN ASSASSINATO 26.4.1945 | Guido Bonati (Collecchio 21 marzo 1923 - Gusen 26 aprile 1945).          |
| 26 gennaio 2021   | Gaiano, Strada Ripa 47 44°43′26.05″N 10°10′28.6″E |                   | QUI ABITAVA ARNALDO CASOLI NATO 1911 CATTURATO DEPORTATO CAMPO MARKT PONGAU ASSASSINATO 11.8.1944      | Arnaldo Casoli (Collecchio 3 aprile 1911 - Markt Pongau 11 agosto 1944). |

### Fidenza
A Fidenza si trovano 6 pietre d'inciampo, posate tra il 2020 e il 2021, grazie a un'iniziativa dell'Istituto Storico della Resistenza e dell'Età Contemporanea di Parma in collaborazione con il Comune.
| Pietra d'inciampo | Pietra d'inciampo                              | Pietra d'inciampo | Pietra d'inciampo                                                                                                   | Note biografiche |
| Data di posa      | Luogo di posa                                  | Stolpersteine     | Incisione | Note biografiche |
| ----------------- | ---------------------------------------------- | ----------------- | --- | --- |
| 11 gennaio 2020   | Via Malpeli 70 44°51′57.79″N 10°03′51.95″E     |                   | QUI ABITAVA GUIDO CAMORALI NATO 1902 ARRESTATO DEPORTATO 1945 MAUTHAUSEN ASSASSINATO 31.3.1945 GUSEN                | Guido Camorali (Fontevivo 20 luglio 1902 - Gusen 31 marzo 1945), operaio. Fu deportato come prigioniero politico prima a Bolzano il 24 gennaio 1945 e poi a Mauthausen, dove arrivò il 1 febbraio. Di lì fu poi trasferito a Gusen, dove morirà. |
| 11 gennaio 2020   | Piazza Garibaldi 1 44°52′00.48″N 10°03′40.77″E |                   | A FIDENZA ABITAVA NANDO PINCOLINI NATO 1924 ARRESTATO DEPORTATO 1945 MAUTHAUSEN ASSASSINATO 10.4.1945 GUSEN         | Nando Pincolini (Fidenza 21 dicembre 1924 - Gusen 10 aprile 1945), contadino. Dopo l'8 settembre si unì alla 31ª Brigata Garibaldi "Forni", nome di battaglia Lucia. Venne però arrestato qualche mese dopo a Tabiano di Salso e venne deportato come prigioniero politico a Mauthausen, dove arrivò il 4 febbraio 1945. Trasferito nel sottocampo di Gusen, vi morirà. |
| 11 gennaio 2020   | Piazza Garibaldi 1 44°52′00.48″N 10°03′40.77″E |                   | A FIDENZA ABITAVA RENZO PINCOLINI NATO 1925 ARRESTATO 14.2.1945 DEPORTATO MAUTHAUSEN ASSASSINATO 25.4.1945 GUSEN    | Renzo Pincolini, (Fidenza 21 dicembre 1925 - Gusen 25 aprile 1945), contadino. Dopo l'8 settembre si unì ai partigiani assieme al fratello, col nome di battaglia Cocca. Fu arrestato e deportato assieme al fratello, morendo sempre a Gusen 15 giorni dopo di lui. |
| 11 gennaio 2020   | Piazza Garibaldi 1 44°52′00.48″N 10°03′40.77″E |                   | A FIDENZA ABITAVA GUALTIERO REBECCHI NATO 1924 ARRESTATO 21.11.1944 DEPORTATO 1945 MAUTHAUSEN ASSASSINATO 15.3.1945 | Gualtiero Rebecchi (Fidenza 16 luglio 1924 - Mauthausen 15 marzo 1945), sarto. Dopo l'8 settembre si unì ai partigiani nel distaccamento Sorrenti della 31ª Brigata Garibaldi "Forni", nome di battaglia Aldo, ma fu arrestato e deportato come prigioniero politico a Mauthausen, dove arrivò il 4 febbraio 1945 e morì poco più di un mese dopo.                      |
| 26 gennaio 2021   | Piazza Garibaldi 1 44°52′00.48″N 10°03′40.77″E |                   | QUI ABITAVA PARIDE MORELLI NATO 1919 CATTURATO 10.9.1943 DEPORTATO KZ RATHENOW ASSASSINATO 3.5.1944                 | Paride Morelli |
| 26 gennaio 2021   | Piazza Garibaldi 1 44°52′00.48″N 10°03′40.77″E |                   | QUI ABITAVA GINO ZANELLATI NATO 1915 CATTURATO 9.9.1943 INTERNATO BENZEN-WALSRODE LIBERATO                          | Gino Zanellati |

### Fontanellato
A Fontanellato si trovano tre pietre d'inciampo, posate tra il 2021 e 2025, grazie a un'iniziativa dell'Istituto Storico della Resistenza e dell'Età Contemporanea di Parma in collaborazione con il Comune e l'ANPI locale.
| Pietra d'inciampo | Pietra d'inciampo                                                                           | Pietra d'inciampo | Pietra d'inciampo | Note biografiche |
| Data di posa      | Luogo di posa                                                                               | Stolpersteine     | Incisione | Note biografiche |
| ----------------- | ------------------------------------------------------------------------------------------- | ----------------- | --- | --- |
| 26 gennaio 2021   | Piazza Giacomo Matteotti 1 (Davanti alla Rocca di Fontanellato) 44°52′56.57″N 10°10′22.97″E |                   | QUI ABITAVA ANDREA BARUFFINI NATO 1892 ARRESTATO 11.3.1944 DEPORTATO MAUTHAUSEN ASSASSINATO 11.4.1945                   | Andrea Baruffini (Medesano, 24 marzo 1892 - Mauthausen, 11 aprile 1945), contadino. Veterano plurimedagliato della guerra di Libia e della prima guerra mondiale, nel corso delle quali aveva acquisito il grado di maresciallo, dopo l'8 settembre aiutò alcuni prigionieri inglesi internati a Cannetolo di Fontanellato, dove viveva, nascondendoli prima nella propria abitazione e poi presso amici. I prigionieri riuscirono a riparare in Svizzera nel gennaio 1944, ma Baruffini venne comunque scoperto e arrestato dalle brigate nere nel marzo dello stesso anno, che lo portarono nelle carceri cittadine. Nel maggio non approfittò del bombardamento del carcere per fuggire, temendo rappresaglie per la famiglia. Il giorno dopo sarà però trasferito a Fossoli, e di qui prima a Bolzano e poi a Mauthausen, dove arrivò il 24 giugno. Sarà poi trasferito nei sottocampi di Großraming e di Redl-Zipf, per poi essere riportato nel campo principale, dove morì. |
| 26 gennaio 2021   | Piazza Giacomo Matteotti 1 (Davanti alla Rocca di Fontanellato) 44°52′56.57″N 10°10′22.97″E |                   | QUI ABITAVA MARINO MINGARDI NATO 1920 CATTURATO 11.9.1943 DEPORTATO SACHSENHAUSEN- TREUENBRIETZEN ASSASSINATO 23.4.1945 | Marino Mingardi (Fontanellato, 22 marzo 1920 - Treuenbrietzen, 23 aprile 1945). |
| 13 febbraio 2025  | Via Marconi, 30 44°52′53.81″N 10°10′25.23″E                                                 |                   | QUI ABITAVA ETTORE DALL'ASTA NATO 1912 ARRESTATO 1944 INTERNATO FOSSOLI ASSASSINATO 12.7.1944- CIBENO DI CARPI          | Ettore Dall'Asta (Fontevivo, 27 giugno 1912 - Poligono di tiro di Cibeno, Carpi, 12 luglio 1944), impiegato, coniugato, un figlio. Il suo arrivo a Fossli è ipotizzato tra il 5 o 6 giugno 1944. Fucilato nell'eccidio di Fossoli il 12 luglio 1944. Non si hanno altre notizie se non dell'identificazione della salma, nel 1946 all'esumazione di tutti i 67 corpi dei martiri. Riposa nel "Campo della Gloria" al Cimitero Maggiore di Milano. |

### Langhirano
Langhirano accoglie 5 pietre d'inciampo, di cui due nella frazione di Torrechiara, poste nell'ambito di un progetto del l'Istituto Storico della Resistenza e dell'Età Contemporanea di Parma in collaborazione col Comune e con l'Istituto Gadda, una classe del quale ha contribuito a ricostruire la storia della famiglia Israel.
| Pietra d'inciampo | Pietra d'inciampo                                          | Pietra d'inciampo | Pietra d'inciampo | Note biografiche |
| Data di posa      | Luogo di posa                                              | Stolpersteine     | Incisione | Note biografiche |
| ----------------- | ---------------------------------------------------------- | ----------------- | --- | --- |
| 11 gennaio 2020   | Torrechiara, Strada Pilastro 4 44°39′23.74″N 10°16′43.31″E |                   | QUI TROVÒ RIFUGIO ARMANDO BACHI NATO 1883 ARRESTATO 17.10.1943 DEPORTATO AUSCHWITZ ASSASSINATO 11.12.1943                          | Armando Bachi (Verona 17 gennaio 1883 - Auschwitz 6 febbraio 1944), militare, dal 1937 generale di divisione. Congedato nel 1939 a causa delle leggi razziali, si trasferì con la famiglia a Parma. Dopo l'8 settembre si nascosero a Torrechiara, ma padre e figlio vennero scoperti e arrestati dalle SS il 16 ottobre 1943. Incarcerato a Milano, venne percosso e dovette essere ricoverato. Qui rifiutò la possibilità di fuga per non lasciare solo il figlio, che credeva ancora carcerato. Fu così deportato anch'egli ad Auschwitz, dove venne ucciso all'arrivo, il 6 febbraio 1944. È da escludersi invece l'ipotesi secondo la quale sarebbe stato deportato assieme al figlio e ucciso sempre all'arrivo, l'11 dicembre 1943. |
| 11 gennaio 2020   | Torrechiara, Strada Pilastro 4 44°39′23.74″N 10°16′43.31″E |                   | QUI TROVÒ RIFUGIO ROBERTO BACHI NATO 1929 ARRESTATO 17.10.1943 DEPORTATO 1943 AUSCHWITZ ASSASSINATO                                | Roberto Bachi (Torino 12 marzo 1929 - Auschwitz ottobre 1944), figlio di Armando Bachi. Venne arrestato assieme al padre, e deportato ad Auschwitz prima di lui, il 6 dicembre 1943. Morì circa un anno dopo, nel 1944, per tubercolosi. Gli è dedicata un'altra pietra d'inciampo a Ravenna, dove la famiglia risiedette tra 1937 e 1938. Alla sua storia è stata dedicata un'opera, Il Viaggio di Roberto. Un treno verso Auschwitz, diretta e composta da Paolo Marzocchi, su un libretto di Guido Barbieri, andata in scena per la prima volta nel 2014. |
| 12 gennaio 2020   | Via XX Settembre 15 44°36′55.87″N 10°16′01.83″E            |                   | QUI ABITAVA JESUA ISRAEL NATO 1883 ARRESTATO 3.12.1943 INTERNATO FOSSOLI DEPORTATO 22.2.1944 AUSCHWITZ ASSASSINATO 26.2.1944       | Ieshua Israel (Sarajevo 26 settembre 1883 - Auschwitz 26 febbraio 1944), commerciante, originario di Sarajevo, ebreo. All'invasione della Jugoslavia, la famiglia fuggì a Spalato nella Dalmazia occupata dagli italiani, per sfuggire a tedeschi e ustascia croati. Internati in un primo tempo in un campo a Curzola, vennero poi trasferiti come altri ebrei croati in Italia, arrivando il 20 dicembre 1941 a Langhirano, dove vennero poi posti in internamento libero e sopravvissero col magro sussidio fornito dallo Stato. Dopo l'8 settembre fuggirono in Svizzera, ma, giunti alla frontiera il 3 dicembre, furono respinti dalle guardie confinarie svizzere e arrestati subito dopo nel paese di Lanzo d'Intelvi e di lì trasferiti prima nel carcere di Como e poi a Fossoli. Vennero deportati ad Auschwitz, dove Jesua morì all'arrivo. |
| 12 gennaio 2020   | Via XX Settembre 15 44°36′55.87″N 10°16′01.83″E            |                   | QUI ABITAVA MASALTA CABILIO NATA 1885 ARRESTATA 3.12.1943 INTERNATA FOSSOLI DEPORTATA 22.2.1944 AUSCHWITZ ASSASSINATA              | Masalta Cabilio (Sarajevo 25 agosto 1885 - Auschwitz ?) casalinga, ebrea. Seguì il marito Ieshua Israel nella fuga e nella deportazione. Non sopravvisse. |
| 12 gennaio 2020   | Via XX Settembre 15 44°36′55.87″N 10°16′01.83″E            |                   | QUI ABITAVA MOSHE LIKO ISRAEL NATO 1911 ARRESTATO 3.12.1943 INTERNATO FOSSOLI DEPORTATO 22.2.1944 AUSCHWITZ BERGEN-BELSEN LIBERATO | Liko Israel (Sarajevo 13 febbraio 1911 - Israele 1987), ingegnere elettrico. Per lavoro a Belgrado al momento dell'invasione tedesca del suo paese, riuscì a riunirsi ai genitori Ieshua Israel e Masalta Cabilio, dei quali condivise le vicende fino all'arrivo ad Auschwitz. Qui si finse fabbro e venne assegnato al campo di Monowitz, dove conobbe Primo Levi. Poco prima della liberazione del campo, fu nuovamente trasferito a Bergen-Belsen, dove, nonostante si fosse ammalato di tifo, sopravvisse e fu liberato dalle truppe americane. Dopo la guerra tornò a Belgrado, dove si sposò, trasferendosi poi in Israele, dove morì in tarda età. Rimase sempre in contatto con Onesto Coruzzi, il vicino di casa degli Israel durante il loro soggiorno a Langhirano, che li aveva aiutati durante e subito dopo la guerra.                   |

### Montechiarugolo
Montechiarugolo ospita 3 pietre d'inciampo posate il 4 febbraio 2024.
| Pietra d'inciampo | Pietra d'inciampo                                            | Pietra d'inciampo | Pietra d'inciampo                                                                             | Note biografiche |
| Data di posa      | Luogo di posa                                                | Stolpersteine     | Incisione                                                                                     | Note biografiche |
| ----------------- | ------------------------------------------------------------ | ----------------- | --------------------------------------------------------------------------------------------- | --- |
| 4 febbraio 2024   | Piazza Rivasi, 3 davanti Municipio 44°41′36.4″N 10°25′20.5″E |                   | QUI ABITAVA VITO GHIRETTI NATO 1918 CATTURATO 8.9.1943 INTERNATO LIMBURG LIBERATO             | Vito Ghiretti (Basilicagoiano, 26 ottobre 1918 - ???, ???), manovale, catturato a Maratona, sul fronte greco il giorno stesso della proclamazione dell'armistizio dell'8 settembre 1943, è deportato nel Reich come altri centinaia di migliaia di soldati italiani, gli IMI. Destinato al lavoro coatto nello Stalag XII-A nei pressi di Limburg, è liberato il 6 maggio 1945. 7 luglio 1945 la data del suo rientro in Patria.                                |
| 4 febbraio 2024   | Piazza Rivasi, 3 davanti Municipio 44°41′36.4″N 10°25′20.5″E |                   | QUI ABITAVA RINO BURATTI NATO 1924 CATTURATO 9.9.1943 INTERNATO PUPPING ASSASSINATO 25.7.1944 | Rino Buratti (Basilicanova, 24 marzo 1924 - Stalag 398 (Pupping), 25 luglio 1944), catturato il giorno successivo alla proclamazione dell'armistizio, è deportato nel Reich come altri centinaia di migliaia di soldati italiani, gli IMI. Internato nello Stalag 398 di Pupping nei pressi di Linz, matricola 92916, è impiegato nel lavoro coatto presso la fabbrica P.K.I. a Linz – Donau. Muore il 25 luglio 1944 durante un bombardamento aereo sul campo. |
| 4 febbraio 2024   | Piazza Rivasi, 3 davanti Municipio 44°41′36.4″N 10°25′20.5″E |                   | QUI ABITAVA ERMES MANFREDINI NATO 1922 CATTURATO 10.9.1943 INTERNATO KÜSTRIN LIBERATO         | Ermes Manfredini (Montechiarugolo, 1922 - ???, ???), catturato successivamente alla proclamazione dell'armistizio dell'8 settembre 1943, è deportato nel Reich come i concittadini Vito Ghiretti e Rino Buratti e così come altri centinaia di migliaia di soldati italiani, gli IMI. Internato nel nello Stalag III-C nei pressi di Küstrin destinato al lavoro coatto, sopravvive ed è liberato.                                                              |

### Parma
Nella città di Parma si trovano 56 pietre d'inciampo, posate tra il 2017 e il 2025. Il progetto è nato nel 2017 per iniziativa del Comune e dell'Istituto storico della Resistenza in collaborazione con Comunità ebraica, ANPI, ANED e, nel 2019, ANPPIA, ALPI e ANPC. Nel 2019 le pietre poste sono state inizialmente pietre in terracotta create dagli allievi del Liceo artistico "Toschi", poi sostituite dalle pietre "ufficiali" dell'artista Gunter Demnig. Nel 2020 gli alunni del Liceo Marconi e del Liceo Romagnosi, nell'ambito del progetto Nei luoghi della guerra e della Resistenza a Parma, hanno ricostruito in una webserie, tra le altre cose, le storie della Famiglia Della Pergola, di Sergio e Giuseppe Barbieri, di Samuel Spritzman e del gruppo clandestino cui apparteneva Luigi Longhi. Nel 2021 di nuovo gli alunni del Liceo Toschi hanno partecipato al progetto Proiettiamo sui muri la storia delle pietre d'inciampo, raccontando la storia di Carolina Blum, Primo Polizzi, Ugo Franchini e Sergio Barbieri con un video proiettato sul muro del Palazzo della Pilotta. Il 27 gennaio 2023 posizionate 4 nuove pietre d'inciampo. Sei le pietre posate nel 2024. Cinque nuove pietre posate nel 2025.
| Pietra d'inciampo | Pietra d'inciampo                                                                                               | Pietra d'inciampo | Pietra d'inciampo | Note biografiche |
| Data di posa      | Luogo di posa                                                                                                   | Stolpersteine     | Incisione | Note biografiche |
| ----------------- | --- | ----------------- | --- | --- |
| 16 gennaio 2017   | Via Torelli 10 44°47′38.99″N 10°20′13.19″E                                                                      |                   | QUI ABITAVA EMILIA CAMERINI SPOSATA DELLA PERGOLA NATA 1895 ARRESTATA 10.12.1943 DEPORTATA AUSCHWITZ ASSASSINATA 23.5.1944    | Emilia Lea Camerini (Pitigliano 15 luglio 1885 - Auschwitz 23 maggio 1944), moglie del rabbino di Parma Enrico Della Pergola. Il 9 dicembre 1943, alla vigilia di un tentativo di arresto da parte fascista, la famiglia fuggì da Parma, dividendosi: Enrico si rifugiò in Svizzera, mentre i fratelli di Emilia furono costretti a nascondersi prima a Voghera e poi a Genova. Emilia invece fu arrestata il giorno successivo da una squadra fascista a Tizzano Val Parma assieme ai figli, alla madre Orsola Amar e alle sorelle Ulda, Gemma e Letizia. La madre fu rilasciata per anzianità (fuggirà poi da Parma rimanendo nascosta fino alla Liberazione), mentre Gemma e Letizia furono ricoverate all'Ospedale Maggiore, dove Letizia sarà fatta fuggire dalla crocerossina Luisa Minardi, mentre Gemma rimarrà ricoverata e poi convalescente sotto sorveglianza. Emilia, i figli e la sorella invece furono internati prima nel campo di Monticelli Terme, dove Emilia fu anche rappresentante delle internate. Il 9 marzo vennero trasferiti a Fossoli, da dove il 5 aprile furono deportati ad Auschwitz, dove Emilia morì un mese dopo l'arrivo. |
| 16 gennaio 2017   | Via Torelli 10 44°47′38.99″N 10°20′13.19″E                                                                      |                   | QUI ABITAVA CESARE DELLA PERGOLA NATO 1935 ARRESTATO 10.12.1943 DEPORTATO AUSCHWITZ ASSASSINATO 10.4.1944                     | Cesare Davide Della Pergola (Parma 19 gennaio 1935 - Auschwitz 10 aprile 1944), figlio di Enrico Della Pergola e di Emilia Camerini. Fu arrestato e deportato assieme alla madre e al fratello Donato. Fu ucciso all'arrivo ad Auschwitz. |
| 16 gennaio 2017   | Via Torelli 10 44°47′38.99″N 10°20′13.19″E                                                                      |                   | QUI ABITAVA DONATO DELLA PERGOLA NATO 1932 ARRESTATO 10.12.1943 DEPORTATO AUSCHWITZ ASSASSINATO 10.4.1944                     | Donato Della Pergola (Parma 30 marzo 1932 - Auschwitz 10 aprile 1944), figlio di Enrico Della Pergola e di Emilia Camerini. Fu arrestato e deportato assieme alla madre e al fratello Cesare. Fu ucciso all'arrivo ad Auschwitz. |
| 16 gennaio 2017   | Strada Nino Bixio 116 44°47′50.44″N 10°19′09.49″E                                                               |                   | QUI ABITAVA FORTUNATA LEVI NATA 1869 ARRESTATA 21.7.1944 DEPORTATA AUSCHWITZ ASSASSINATA 6.8.1944                             | Fortunata Levi (Busseto 27 aprile 1869 - Auschwitz 6 agosto 1944), ebrea. Inizialmente risparmiate per la tarda età, il 21 luglio 1944 lei e la sorella Libera furono arrestate nella loro casa a Parma da militari tedeschi, che poi razziarono l'abitazione. Le due sorelle furono internate a Fossoli, poi trasferite nel carcere di Verona e infine deportate ad Auschwitz, dove furono uccise all'arrivo. |
| 16 gennaio 2017   | Strada Nino Bixio 116 44°47′50.44″N 10°19′09.49″E                                                               |                   | QUI ABITAVA LIBERA LEVI NATA 1863 ARRESTATA 21.7.1944 DEPORTATA AUSCHWITZ ASSASSINATA 6.8.1944                                | Libera Levi (Busseto 1863 - Auschwitz 6 agosto 1944), fu arrestata e deportata assieme alla sorella e assieme a lei fu uccisa all'arrivo nel campo di sterminio. |
| 16 gennaio 2017   | Vicolo Santa Maria 6 44°48′14.05″N 10°19′04.02″E                                                                |                   | QUI ABITAVA SECONDO POLIZZI DETTO ERNESTO NATO 1898 ARRESTATO 31.7.1944 DEPORTATO MAUTHAUSEN ASSASSINATO 22.4.1944            | Secondo Polizzi detto Ernesto (Salsomaggiore 20 aprile 1898 - Mauthausen 22 aprile 1945), falegname. Proveniente da una famiglia di tradizioni socialiste, fu attivo nel 1922 nel respingimento delle squadre fasciste di Balbo, mentre il fratello e il cognato divennero dirigenti locali del PCdI e per questo furono a più riprese arrestati e inviati al confino. Dopo l'8 settembre l'attività politica venne ripresa soprattutto dai figli, ma il 31 luglio 1944 Ernesto venne arrestato assieme alla moglie Ida e alla figlia Lina, e interrogato e torturato nel carcere cittadino e presso la sede del SD tedesco. In settembre vennero trasferiti tutti e tre come prigionieri politici nel campo di Bolzano-Gries, ma a ottobre venne deportato da solo a Mauthausen, dove fu ucciso pochi giorni prima della Liberazione. |
| 16 gennaio 2017   | Vicolo Santa Maria 6 44°48′14.05″N 10°19′04.02″E                                                                |                   | QUI ABITAVA IDA MUSSINI SPOSATA POLIZZI NATA 1906 ARRESTATA 31.7.1944 DEPORTATA RAVENSBRUECK FLOSSENBUERG LIBERATA            | Ida Mussini (Parma 1 gennaio 1906 - Parma 15 ottobre 1964), casalinga, moglie di Secondo Polizzi. Venne arrestata assieme al marito e alla figlia il 31 luglio 1944 e assieme a loro detenuta e poi trasferita a Bolzano. Nell'ottobre 1944 fu deportata assieme alla figlia Lina come prigioniera politica a Ravensbrück, dove riuscì a sopravvivere fino alla Liberazione, dopo la quale tornerà nella città natale. |
| 16 gennaio 2017   | Vicolo Santa Maria 6 44°48′14.05″N 10°19′04.02″E                                                                |                   | QUI ABITAVA PRIMO POLIZZI NATO 1925 ARRESTATO 4.11.1944 DEPORTATO MAUTHAUSEN GUSEN LIBERATO                                   | Primo Polizzi detto Manetto (Parma 1 dicembre 1925 - Parma 30 novembre 2000), figlio di Secondo Polizzi ed Ida Mussini, allievo capostazione. Dopo alcuni atti di sabotaggio sul luogo di lavoro, nel maggio 1944 diventò partigiano nella 12ª Brigata Garibaldi, diventando prima commissario politico del Distaccamento "Betti" e poi comandante del Distaccamento "Remagni". A fine ottobre venne arrestato dalla brigata nera a Parma assieme all'amico Sergio Barbieri e ai genitori di quest'ultimo, venendo poi torturato nelle carceri cittadine e in quelle del SD. Successivamente fu deportato anch'egli come prigioniero politico prima nel campo di Bolzano e poi a Mauthausen, dove arrivò il 4 febbraio 1945, per essere poi trasferito nuovamente nel sottocampo di Gusen, dove lavorò nelle cave e riuscì a sopravvivere fino alla liberazione da parte delle truppe americane. Dopo un soggiorno a Mauthausen nel centro di ricovero americano, tornò nella città natale, dove si sposerà e morirà in tarda età. A causa degli effetti della deportazione fu riconosciuto grande invalido di guerra e dovette fare lunghi soggiorni in ospedale. Nel dopoguerra inoltre fondò e diresse l'ANED provinciale. Tra 1984 e 1985 testimoniò la propria esperienza di deportato in un'intervista depositata all'Istituto Storico della Resistenza di Parma. e pubblicata integralmente nel 2010 nell'opera Primo Polizzi, il prigioniero che canta. Intervista sulla deportazione.                                                |
| 16 gennaio 2017   | Vicolo Santa Maria 6 44°48′14.05″N 10°19′04.02″E                                                                |                   | QUI ABITAVA LINA POLIZZI NATA 1926 ARRESTATO 31.7.1944 DEPORTATA RAVENSBRUECK LIBERATA                                        | Lina Polizzi (Parma 10 dicembre 1926 - Parma 1984), figlia di Secondo Polizzi e Ida Mussini. Dopo l'8 settembre seguì l'attività politica degli zii e divenne staffetta nella 12ª Brigata Garibaldi col nome di battaglia "Gabriella", subendo un primo arresto a febbraio 1944. Liberata, riprese l'attività anche con missioni in altre province e trasformando la propria casa in base partigiana, ma a causa della delazione di due spie fasciste, venne scoperta e il suo arresto portò anche a quello dei genitori. Fu arrestata, torturata e deportata assieme ai genitori prima e alla sola madre poi. Sopravvissuta fino alla liberazione da parte delle truppe sovietiche, dovette essere ricoverata a Lubecca a causa dei maltrattamenti subiti, tornando nella città natale solo a settembre 1945, dove rimase fino alla morte avvenuta a soli 57 anni. Nel 1977 testimoniò la propria esperienza di deportata in un dattiloscritto depositato all'Istituto Storico della Resistenza di Parma. |
| 16 gennaio 2017   | Strada del Quartiere 9 44°48′03″N 10°18′52.91″E                                                                 |                   | QUI ABITAVA ENRICO FANO NATO 1863 ARRESTATO CARCERE DI PARMA ASSASSINATO 25.1.1945                                            | Enrico Fano (Soragna 15 gennaio 1863 - Parma 25 gennaio 1945), ebreo, inizialmente risparmiato a causa della tarda età, fu arrestato assieme alla moglie il 2 agosto 1944, morendo in carcere a Parma. |
| 16 gennaio 2017   | Strada del Quartiere 9 44°48′03″N 10°18′52.91″E                                                                 |                   | QUI ABITAVA GIULIA BIANCHINI SPOSATA FANO NATA 1866 ARRESTATA DEPORTATA BOLZANO ASSASSINATA                                   | Giulia Bianchini (Ferrara 20 maggio 1866 - Bolzano 9 febbraio 1945), ebrea, moglie di Enrico Fano, fu arrestata assieme al marito, morendo nel Campo di transito di Bolzano. |
| 16 gennaio 2017   | Strada del Quartiere 9 44°48′03″N 10°18′52.91″E                                                                 |                   | QUI ABITAVA ALBA FANO NATA 1905 ARRESTATA 8.12.1943 DEPORTATA AUSCHWITZ ASSASSINATA                                           | Alba Fausta Fano (Soragna 23 dicembre 1905 - Auschwitz ?), figlia di Enrico e sorella di Ernesto Fano, insegnante, ebrea. Iscritta al Fascio femminile dal 1930, era attiva nelle attività assistenziali in campo sanitario, sia nel PNF che nella Croce Rossa Italiana. Fu arrestata il 7 dicembre 1943 assieme al fratello, alla cognata e ai nipoti, e assieme a questi ultimi fu internata nel campo di Monticelli prima e a Fossoli il 9 marzo 1944. Tutta la famiglia fu deportata ad Auschwitz, dove arrivarono il 10 aprile dello stesso anno. Non sopravvisse. |
| 16 gennaio 2017   | Strada del Quartiere 9 44°48′03″N 10°18′52.91″E                                                                 |                   | QUI ABITAVA ERMANNO FANO NATO 1903 ARRESTATO 8.12.1943 DEPORTATO AUSCHWITZ ASSASSINATO                                        | Ermanno Fano (Soragna 26 marzo 1903 - Auschwitz ?), farmacista. Costretto a lasciare la farmacia a Pellegrino Parmense nel 1939 a causa delle leggi razziali, si convertì assieme alla moglie e ai figli al cattolicesimo, prima di riunirsi al resto della famiglia di origine a Parma, ma la conversione non bastò per la salvezza: arrestato assieme alla moglie, alla sorella e ai figli, fu internato inizialmente da solo nel Castello di Scipione, per poi essere riunito al resto della famiglia a Fossoli, condividendone in seguito le vicende. Non sopravvisse. |
| 16 gennaio 2017   | Strada del Quartiere 9 44°48′03″N 10°18′52.91″E                                                                 |                   | QUI ABITAVA LILIANA FANO NATA 1934 ARRESTATA 8.12.1943 DEPORTATA AUSCHWITZ ASSASSINATA 10.4.1944                              | Liliana Fano (Pellegrino Parmense 25 febbraio 1934 - Auschwitz 10 aprile 1944), figlia di Ermanno Fano e Giorgina Padova, fu arrestata e deportata assieme ai genitori e ai fratelli. Fu uccisa all'arrivo nel campo. |
| 16 gennaio 2017   | Strada del Quartiere 9 44°48′03″N 10°18′52.91″E                                                                 |                   | QUI ABITAVA LUCIANO FANO NATO 1936 ARRESTATO 8.12.1943 DEPORTATO AUSCHWITZ ASSASSINATO 10.4.1944                              | Luciano Fano (Pellegrino Parmense 16 febbraio 1932 - Auschwitz 10 aprile 1944), figlio di Ermanno Fano e Giorgina Padova, fu arrestato e deportato assieme ai genitori e ai fratelli. Fu ucciso all'arrivo nel campo. |
| 16 gennaio 2017   | Strada del Quartiere 9 44°48′03″N 10°18′52.91″E                                                                 |                   | QUI ABITAVA ROBERTO FANO NATO 1942 ARRESTATO 8.12.1943 DEPORTATO AUSCHWITZ ASSASSINATO 10.4.1944                              | Roberto Fano (Parma 27 marzo 1942 - Auschwitz 10 aprile 1944), figlio di Ermanno Fano e Giorgina Padova, a un anno e mezzo di età fu arrestato e deportato assieme ai genitori e ai fratelli. Fu ucciso all'arrivo nel campo. |
| 16 gennaio 2017   | Strada del Quartiere 9 44°48′03″N 10°18′52.91″E                                                                 |                   | QUI ABITAVA GIORGINA PADOVA SPOSATA FANO NATA 1905 ARRESTATA 8.12.1943 DEPORTATA AUSCHWITZ ASSASSINATA                        | Giorgina Padova (Firenze 29 settembre 1905 - Auschwitz ?), moglie di Ermanno Fano, casalinga, ebrea. Fu arrestata e deportata assieme a figli, marito e cognata. Non sopravvisse. |
| 13 gennaio 2018   | Piazza Garibaldi 1 44°48′03.84″N 10°19′41.21″E                                                                  |                   | QUI LAVORAVA GIORGIO NULLO FOÀ NATO 1919 ARRESTATO 29.9.1943 DEPORTATO AUSCHWITZ ASSASSINATO 4.2.1944                         | Giorgio Nullo Foà, (Parma 27 marzo 1919 - Auschwitz 4 febbraio 1944, commesso, figlio di Doralice Muggia. Costretto ad abbandonare gli studi nel 1938 a causa delle leggi razziali, venne preso come commesso da Achille Bonelli nel proprio negozio, nonostante le stesse leggi razziali lo vietassero. La pietra d'inciampo è situata di fronte a quel negozio ed è proprio lì dove fu arrestato dai tedeschi il 15 settembre 1943. Dopo l'arresto fu internato nel carcere di Milano, per essere poi deportato il 6 dicembre dello stesso anno ad Auschwitz, dove morì. Nel 2019 gli è stata intitolata un'aula del liceo Romagnosi da dove era stato espulso. |
| 13 gennaio 2018   | Strada Felice Cavallotti 30 44°48′21.34″N 10°19′51.22″E                                                         |                   | QUI ABITAVA RENZO MOSÈ LEVI NATO 1887 ARRESTATO 27.9.1943 DEPORTATO MAUTHAUSEN ASSASSINATO 20.3.1944                          | Renzo Mosè Levi, (Soragna 3 febbraio 1887 - Mauthausen 20 marzo 1945), proprietario terriero, ebreo. Trasferitosi da Parma alla natia Soragna dopo l'8 settembre, fu arrestato dai tedeschi il 27 settembre, il giorno prima del programmato tentativo di raggiungere con la moglie i figli già in salvo in Svizzera. La moglie riuscì però a scampare all'arresto e a rifugiarsi a Parma da amici. Detenuto inizialmente nel carcere di Parma, fu internato prima nel Castello di Scipione e poi a Fossoli, venendo infine deportato ad Auschwitz il 5 aprile 1944. Prima della liberazione del campo fu costretto a una marcia della morte, arrivando infine a Mauthausen, dove sarà ucciso. |
| 13 gennaio 2018   | Viale delle Rimembranze 36 44°47′40.23″N 10°19′56.71″E                                                          |                   | QUI ABITAVA GIUSEPPE BARBIERI NATO 1897 ARRESTATO 4.11.1944 DEPORTATO GUSEN ASSASSINATO 25.3.1945                             | Giuseppe Barbieri (Santa Cristina e Bissone 15 maggio 1887 - Gusen 25 marzo 1945), ferroviere. Antifascista, fu arrestato assieme alla moglie, al figlio partigiano Sergio e al suo amico Primo Polizzi, nonostante non avesse alcun ruolo nella Resistenza. Liberato in un primo tempo assieme alla moglie, poco dopo fu internato nuovamente e deportato come prigioniero politico assieme al figlio, da cui fu diviso all'arrivo a Mauthausen, pur venendo trasferiti entrambi nel febbraio a Gusen II, dove morì. |
| 13 gennaio 2018   | Viale delle Rimembranze 36 44°47′40.23″N 10°19′56.71″E                                                          |                   | QUI ABITAVA SERGIO BARBIERI NATO 1926 ARRESTATO 4.11.1944 DEPORTATO GUSEN ASSASSINATO 28.3.1945                               | Sergio Barbieri (Parma 5 maggio 1926 - Gusen 28 marzo 1945), ferroviere, figlio di Giuseppe Barbieri. Dopo le prime azioni di sabotaggio assieme all'amico Primo Polizzi, nel maggio 1944 si unì alla 12ª Brigata Garibaldi, prima come staffetta poi come partigiano del Distaccamento "Betti", nome di battaglia Gabor. A fine ottobre, durante una missione in città con Primo Polizzi, passò dalla casa dei suoi genitori, ma vennero tutti arrestati dalla brigata nera. Sergio venne quindi detenuto prima presso la sede delle brigate nere e poi nel carcere del SD. Il 17 dicembre fu deportato come prigioniero politico col padre prima a Bolzano poi a Mauthausen, dove arrivò nel gennaio 1945 e dove i due furono divisi, venendo poi trasferito nel febbraio a Gusen II. Piegato dalla notizia della morte del padre, morì qualche giorno dopo. |
| 13 gennaio 2018   | Viale Duca Alessandro 56 44°47′21.94″N 10°19′58.41″E                                                            |                   | QUI ABITAVA ULDA CAMERINI NATA 1906 ARRESTATA 10.12.1943 DEPORTATA AUSCHWITZ ASSASSINATA                                      | Ulda Camerini (Parma 20 giugno 1906 - Auschwitz 10 aprile 1944), insegnante, ebrea, figlia di Orsola Amar e sorella di Letizia, Gemma ed Emilia Lea. Fu arrestata insieme alle sorelle e ai nipoti ed internata con loro nel campo di Monticelli, prima di essere deportata assieme alla sorella Emilia Lea e ai nipoti prima a Fossoli e poi ad Auschwitz. Fu uccisa all'arrivo. |
| 6 febbraio 2019   | Stradone Martiri della Libertà 13 44°47′43.76″N 10°19′45.71″E                                                   |                   | QUI ABITAVA SAMUEL SPRITZMAN NATO 1904 ARRESTATO 20.11.1943 DEPORTATO AUSCHWITZ-BIRKENAU GROSS-ROSEN LANDESHUT LIBERATO       | Samuel Spritzman (Chișinău 24 aprile 1904 - Parma 13 giugno 1982), ingegnere. Trasferitosi in Italia per gli studi, fu licenziato nel 1939 per effetto delle leggi razziali. Nel 1940 viene internato a Nepi e di lì iniziano una serie di vicende che lo porteranno a Roma, nel campo di Corropoli e infine nuovamente a Parma, in libertà vigilata. Dopo l'8 settembre fu arrestato dalla polizia tedesca, che lo internò nel Castello di Scipione. Dopo un rifiuto di collaborare con i tedeschi, nel febbraio 1944 fu trasportato prima a Bologna, poi a Verona, a Bolzano e in altri sottocampi. Il 28 ottobre 1944 fu deportato a Birkenau, dove, accusato di sabotaggio, sopravvisse al blocco di rigore, venendo trasferito in seguito a Gross-Rosen e poi nel sottocampo di Landeshut. Liberato il 9 maggio 1945, tornò in Italia nell’agosto del 1945. Successivamente si trasferirà a New York, si sposerà e in tarda età tornerà a Parma. |
| 6 febbraio 2019   | Via della Salute 46 44°47′53.32″N 10°19′04.42″E                                                                 |                   | QUI ABITAVA LUIGI LONGHI NATO 1925 ARRESTATO 14.2.1945 DEPORTATO DACHAU ASSASSINATO 7.3.1945 ÜBERLINGEN                       | Luigi Longhi (Parma 8 marzo 1925 - Überlingen, 7 marzo 1945), elettrotecnico. Influenzato dall'attività del fratello Bruno (militante del PCd'I clandestino e futuro membro del CLN parmigiano), crea una cellula clandestina assieme ad altri 3 colleghi all'interno della società telefonica TIMO, dove lavora, e che dopo l'8 settembre è controllata dai tedeschi. Il gruppo nell'estate 1944 è inquadrato nelle SAP, intercetta le comunicazioni telefoniche nemiche girando poi le informazioni ai servizi informazioni partigiani, il SIP e il SIM. Svolge attività di sabotaggio alle linee telefoniche e partecipa direttamente alle azioni armate in città. Il 21 agosto 1944 Longhi ed altri tre compagni (Gaudenzio Anselmo, Bolsi e Corsini) sono arrestati e interrogati per otto giorni dal SD tedesco, per poi essere trasferiti nelle carceri cittadine. Per Longhi e Anselmo segue la deportazione, come prigionieri politici, prima a Bolzano, poi a Dachau, dove Longhi arriva il 9 ottobre e costretto ai lavori forzati. Morirà di stenti nel sottocampo di Überlingen,. Insignito della Medaglia d'argento al valor militare alla memoria. Un'altra pietra d'inciampo intitolata a Luigi è posata in via Cavesto 8/a dov'era la sede della TIMO. Alla vicenda della cellula clandestina della TIMO è dedicata l'opera di B. Manotti, I ribelli della TIMO. Storia di un gruppo sappista nella Resistenza. Parma 1943-1945.                                                                                             |
| 6 febbraio 2019   | Strada dell'Università 9 44°48′05.01″N 10°19′30.37″E                                                            |                   | QUI ABITAVA DORALICE MUGGIA NATA 1876 ARRESTATA 1944 INTERNATA BOLZANO ASSASSINATA MERANO                                     | Doralice Muggia (Colorno 2 giugno 1876 - Merano 15 maggio 1945), ebrea, madre di Gastone e di Giorgio Nullo Foà, il primo dei quali fuggito in Palestina nel 1940. Inizialmente risparmiata per la tarda età, fu arrestata il 30 novembre 1944 e deportata a Bolzano e poi nel sottocampo di Merano, dove morì. |
| 6 febbraio 2019   | Via Pellegrino Strobel (Accanto alla fermata dell'autobus) 44°48′20.09″N 10°20′43.08″E                          |                   | QUI ABITAVA UGO FRANCHINI NATO 1929 ARRESTATO 24.12.1944 DEPORTATO MAUTHAUSEN ASSASSINATO 9.4.1945 GUSEN                      | Ugo Franchini (Parma 4 maggio 1929 - Gusen 9 aprile 1945), apprendista sarto. Di famiglia antifascista, nel 1939 fu trasferito forzosamente assieme ad essa nei cosiddetti "Capannoni", abitati semi-fatiscenti costruiti dall'amministrazione fascista. Subito dopo l'8 settembre 1943, iniziò a raccogliere armi assieme ai fratelli maggiori, seguendoli poi in montagna, dove a soli 14 anni si unì alla 47ª Brigata Garibaldi, nome di battaglia Scampolo. A fine 1944 fu catturato dai nazifascisti e incarcerato nelle prigioni cittadine. Dopo alcune settimane fu deportato come prigioniero politico prima a Bolzano e infine nel febbraio 1945 a Mauthausen, da dove fu poco dopo trasferito a Gusen II, dove morirà di polmonite per le condizioni di vita del campo. |
| 11 gennaio 2020   | Via Emilia Est 54 44°47′48.55″N 10°20′44.11″E                                                                   |                   | QUI ABITAVA GINO RAVANETTI NATO 1910 CATTURATO 8.9.1943 INTERNATO 1943 FALLINGBOSTEL HILDESHEIM ASSASSINATO 20.3.1944         | Gino Ravanetti (Felino 2 giugno 1910 - Bad Fallingbostel 20 marzo 1945), soldato del 3º Reggimento artiglieria, batteria addestramento, l'8 settembre fu catturato a Bologna dai tedeschi e internato come internato militare italiano nello Stalag XI B nei pressi di Bad Fallingbostel. Morì fucilato dai tedeschi per rappresaglia. |
| 11 gennaio 2020   | Viale Vittorio Bottego 10 44°48′31.69″N 10°19′35.69″E                                                           |                   | QUI ABITAVA AUGUSTO OLIVIERI NATO 1891 ARRESTATO 20.3.1944 DEPORTATO 1944 MAUTHAUSEN-GUSEN ASSASSINATO 29.4.1945              | Augusto Olivieri (Parma 4 maggio 1891 - Gusen 28 aprile 1945), avvocato. Figlio di Erminio Olivieri, ex deputato radicale e sindaco di Parma, Augusto nella prima guerra mondiale era stato volontario negli Alpini, pluridecorato e promosso sul campo a maggiore per meriti di guerra (sarà poi membro dell'ANA parmigiana e anche suo presidente per un biennio). Appartenente a una loggia massonica collegata al Grande Oriente d'Italia fino alla dissoluzione delle logge da parte del regime nel 1925, durante il Ventennio fu antifascista, mantenendo le proprie idee liberal-socialiste. Dopo l'8 settembre rifiutò l'offerta del prefetto di diventare podestà della città, finendo nel mirino delle autorità fasciste: il 20 marzo 1944 fu arrestato dal SD tedesco e portato nelle carceri di Bologna. Il 6 giugno fu condotto a Fossoli, poi trasferito a Bolzano e infine deportato come prigioniero politico a Mauthausen, dove arrivò il 7 agosto 1944, venendo subito dopo trasferito a Gusen I. A causa dell'età e delle pessime condizioni di vita, già il 7 settembre venne ricoverato nel Revier, l'infermeria, fino al 1 novembre quando venne dimesso e trasferito a Gusen II. Lì venne nuovamente ricoverato alla metà di marzo, anche a causa di maltrattamenti in cui gli fratturarono un braccio. Dimesso il 22 aprile in condizioni che gli impedivano di reggersi in piedi, venne portato con loro e nascosto dai compagni di prigionia sul luogo di lavoro, ma non resse ugualmente e morì pochi giorni dopo. |
| 11 gennaio 2020   | Borgo XX Marzo 11 44°48′06.71″N 10°19′48.38″E                                                                   |                   | QUI ABITAVA GINO AMADASI NATO 1919 CATTURATO 9.9.1943 INTERNATO 1943 BERLINO ASSASSINATO 25.4.1945                            | Gino Amadasi (Parma 24 luglio 1909 - Berlino 25 aprile 1945), impiegato comunale. Soldato del 3º Reggimento artiglieria, il 9 settembre 1943 fu catturato dai tedeschi a Capo Papas in Grecia e internato come internato militare italiano nello Stalag III-D a Berlino, dove morì per malattia. |
| 11 gennaio 2020   | Strada Nino Bixio 64 44°48′00.65″N 10°19′18.09″E                                                                |                   | QUI ABITAVA RENZO ILDEBRANDO BOCCHI NATO 1913 ARRESTATO 29.5.1944 DEPORTATO 1944 FLOSSENBÜRG ASSASSINATO 20.12.1944 HERSBRUCK | Renzo Ildebrando Bocchi (Parma 1 settembre 1913 - Flossenbürg 15 dicembre 1944), commesso viaggiatore. Di educazione cattolica, entrò fin da giovanissimo nell'Azione Cattolica. Non ancora antifascista ma insofferente verso la violenza della dittatura, fu inviato dal regime come "volontario" nel corpo di spedizione italiano a supporto di Franco nella guerra civile spagnola (durante la quale compose anche dei versi a ricordo dei Fratelli Rosselli) e poi sul fronte libico durante la seconda guerra mondiale. Dopo l’8 settembre 1943 divenne prima uno dei leader politici dei partigiani cattolici nel Parmense, nome di battaglia Ruffini, poi capo del servizio informazioni partigiano per l’Emilia-Romagna, collaborando con l’OSS. Arrestato il 13 maggio 1944 al rientro da una missione in Svizzera, fu trasferito prima nel carcere di Como, poi a San Vittore a Milano, dove fu torturato. Fu poi deportato, via Bolzano, prima a Flossenbürg, poi nel sottocampo di Hersbruck, dove lavorò in miniera, e infine nuovamente a Flossenbürg, dove morì. |
| 27 gennaio 2021   | Strada A. Saffi 13 44°48′07.02″N 10°20′04.46″E                                                                  |                   | QUI ABITAVA ARNALDO CANALI NATO 1894 ARRESTATO 13.7.1944 DEPORTATO FLOSSENBÜRG ASSASSINATO 16.11.1944                         | Arnaldo Canali |
| 27 gennaio 2021   | Piazzale Risorgimento (Davanti all'ingresso monumentale dello Stadio Ennio Tardini) 44°47′44.61″N 10°20′11.71″E |                   | A PARMA ABITAVA RENZO CAVALLINA NATO 1921 CATTURATO 8.9.1943 INTERNATO BERLINO-LICHTERFELDE LIBERATO                          | Renzo Cavallina |
| 27 gennaio 2021   | Viale Maria Luigia, 1 (Davanti all'ingresso del Liceo Romagnosi) 44°47′52.23″N 10°19′19.6″E                     |                   | QUI STUDIAVA GIORGIO NULLO FOÀ NATO 1919 ARRESTATO 29.9.1943 DEPORTATO AUSCHWITZ ASSASSINATO 4.2.1944                         | Giorgio Nullo Foà, (Parma 27 marzo 1919 - Auschwitz 4 febbraio 1944). La pietra è stata posta di fronte al Liceo Romagnosi, dove aveva studiato prima di esserne espulso nel 1938 a causa delle leggi razziali. Una pietra a lui dedicata è presente anche in Piazza Garibaldi 1, di fronte al negozio dove lavorava e dove venne arrestato. Per la sua biografia vedi sopra. |
| 27 gennaio 2021   | Strada Bixio, 151 44°47′48.95″N 10°19′06.7″E                                                                    |                   | QUI ABITAVA GIUSEPPE FRAGNI NATO 1922 CATTURATO 15.4.1944 INTERNATO GRAZ-EGGENBERG LIBERATO                                   | Giuseppe Fragni, |
| 27 gennaio 2021   | Via Costituente, 4/A (Davanti all'ingresso del Liceo Marconi) 44°48′01.84″N 10°19′14.47″E                       |                   | QUI STUDIAVA PIERO IOTTI NATO 1926 ARRESTATO 15.11.1944 DEPORTATO MAUTHAUSEN-GUSEN LIBERATO                                   | Piero Iotti, |
| 27 gennaio 2021   | Viale Basetti, 12 44°47′47.23″N 10°19′28.96″E                                                                   |                   | QUI ABITAVA MICHELE VALENTI NATO 1894 CATTURATO 8.9.1943 INTERNATO MEPPEN LIBERATO                                            | Michele Valenti, |
| 27 gennaio 2022   | Via Emilia est 140 44°47′43.59″N 10°20′58.64″E                                                                  |                   | QUI ABITAVA ENZO DALL'AGLIO NATO 1923 ARRESTATO 1.8.1944 DEPORTATO KÖNIGSBERG/KALININGRAD LIBERATO                            | Enzo Dall'Aglio |
| 27 gennaio 2022   | Piazzale Santa Croce 9 44°48′14.84″N 10°18′48.17″E                                                              |                   | QUI ABITAVA EUGENIO FRIGERI NATO 1926 ARRESTATO DEPORTATO GUSEN ASSASSINATO 20.3.1945                                         | Eugenio Frigeri |
| 27 gennaio 2022   | Via D'Azeglio 23 44°48′10.42″N 10°19′15.82″E                                                                    |                   | QUI ABITAVA GUIDO TOSCANI NATO 1922 ARRESTATO 15.8.1944 DEPORTATO CHORZOW/KÖNIGSHÜTTE LIBERATO                                | Guido Toscani |
| 27 gennaio 2022   | Via della Salute 43 44°47′52.36″N 10°19′03.39″E                                                                 |                   | QUI ABITAVA FERDINANDO VIGNALI NATO 1920 ARRESTATO DEPORTATO MAUTHAUSEN-GUSEN ASSASSINATO 4.2.1945                            | Ferdinando Vignali |
| 27 gennaio 2022   | Via Corso Corsi 58 44°48′03.79″N 10°20′11″E                                                                     |                   | QUI ABITAVA ARISTIDE ZANACCA NATO 1903 ARRESTATO 8.1.1945 DEPORTATO MAUTHAUSEN ASSASSINATO 28.2.1945                          | Aristide Zanacca |
| 27 gennaio 2023   | Borgo Pace, 8 44°48′13.61″N 10°20′05.95″E                                                                       |                   | QUI ABITAVA SERGIO LARINI NATO 1921 ARRESTATO 23.10.1943 INTERNATO ATENE DEPORTATO LIBERATO HOHENSTEIN                        | Sergio Larini, (Parma, 29 dicembre 1921 - ???), infermiere nel 33º Reggimento Artiglieria della Divisione “Acqui”, scampa all’eccidio di Cefalonia, sul fronte greco. Dopo l’armistizio dell'8 settembre 1943 il suo Reggimento è protagonista del primo atto resistenziale contro il nemico tedesco. Il 23 ottobre 1943 Larini è catturato dai tedeschi sull’isola greca e internato a Vilnius, quindi in Bielorussia, poi in Polonia, infine deportato nel Reich a Hohenstein, in Prussia Orientale, nello Stalag IB, dal quale riesce a fuggire, ma è nuovamente catturato dai tedeschi a Danzica, rimanendovi fino all’arrivo degli uomini dell'Armata Rossa, che liberano la città nel maggio 1945. |
| 27 gennaio 2023   | Borgo XX Marzo, 9 44°48′06.68″N 10°19′48.7″E                                                                    |                   | QUI ABITAVA LUIGI LUSARDI NATO 1895 ARRESTATO 31.1.1944 DEPORTATO MAUTHAUSEN ASSASSINATO 20.2.1945 EBENSEE                    | Luigi Lusardi, (Santa Maria del Taro, ??? 1895 - Ebensee, 20 febbraio 1945), partigiano, esponente del CLN di Parma, il 31 gennaio 1944 è arrestato per la sua attività nelle file della Resistenza, ma anche con l'accusa di aver ospitato alcuni soldati inglesi fuggiti dal campo di prigionia di Fontanellato dopo l'armistizio dell'8 settembre 1943. Inviato a Fossoli, quindi deportato a Mauthausen ed infine nel sottocampo di Ebensee, dove muore il 20 febbraio 1945. |
| 27 gennaio 2023   | Via Paolo Raccagni, 12 44°47′37.19″N 10°20′01.45″E                                                              |                   | QUI ABITAVA MARCELLO JANNUCCI NATO 1921 ARRESTATO 10.10.1943 INTERNATO BELGRADO LIBERATO EBENSEE                              | Marcello Jannucci, (Napoli, 28 febbraio 1921 - ???), comandante della decima compagnia del III Battaglione dell’83º Reggimento Fanteria “Venezia”, l'armistizio dell'8 settembre 1943 lo coglie sul fronte balcanico dove dà luogo, con i compagni, a forme di resistenza ai nazisti e come conseguenza è catturato il 10 ottobre 1943 a Podgorica, in Montenegro. Internato a Belgrado quindi deportato nel Reich, nel lager di Ebensee, dove rimane fino alla liberazione del campo ad opera degli americani, maggio 1945, tornando ad essere un uomo libero. |
| 27 gennaio 2023   | Via Navetta, 33 sul ciglio stradale 44°47′10.9″N 10°19′12.46″E                                                  |                   | QUI ABITAVA LUCIANO JASCHI NATO 1925 ARRESTATO 10.1.1945 DEPORTATO MAUTHAUSEN ASSASSINATO 10.4.1945 GUSEN                     | Luciano Jaschi, (Roma, 14 dicembre 1925 - Gusen, 18 aprile 1945), partigiano, nel gennaio 1944 entra a far parte della Resistenza tra le file della 31ª Brigata Garibaldi “Copelli”, nome di battaglia “Dipaco”. Il 10 gennaio 1945 è catturato dai nazisti a Varano de' Melegari, durante un rastrellamento. Internato Bolzano, quindi deportato a Mauthausen, dove giunge il 4 febbraio 1945. Il 17 febbraio, infine trasferito nel sottocampo di Gusen dov'è assassinato il 18 aprile 1945. |
| 27 gennaio 2024   | Via Sidoli, 70 44°47′12.08″N 10°21′16.88″E                                                                      |                   | QUI ABITAVA PIETRO CAVAZZINI NATO 1912 ARRESTATO 10.9.1943 INTERNATO GÖRLITZ LIBERATO                                         | Pietro Cavazzini, (San Lazzaro Parmense, 28 dicembre 1912 - Parma, 1992), del 1938 la laurea in Medicina, nel 1939 inviato Sottotenente medico in Albania, dove si trova all'indomani della proclamazione dell'armistizio dell'8 settembre 1943. In seguito al rifiuto di aderire alla RSI è deportato, come altri circa 700mila IMI nel Reich. Recluso nello Stalag VIII-A nei pressi di Görlitz si prodiga nelle cure ai soldati italiani come lui internati. Rimpatriato nel marzo del '45 è richiuso dai fascisti nelle carceri prima di Varese, quindi San Vittore. È liberato dai partigiani il 25 aprile 1945. Ritornato a Parma, riprende il suo lavoro di medico presso gli Ospedali riuniti di Parma. |
| 27 gennaio 2024   | Viale Cocconi,30 44°48′37.8″N 10°20′49.18″E                                                                     |                   | QUI ABITAVA EMILIO SONCINI NATO 1915 ARRESTATO 1944 INTERNATO MAGDEBURG LIBERATO                                              | Emilio Soncini, (???, 1915 - Parma, 1944), considerato pericoloso sovversivo è arrestato dalle camicie nere nel giugno 1944, viene rinchiuso prima nelle cantine dei bagni pubblici, quindi a Vicopò poi Suzzara e Verona ed infine deportato nel Reichnel destinato al lavoro coatto presso Magdeburgo. Pesantemente debilitato dai precedenti trattamenti r torture degli interrogatori, ritenuto inabile al lavoro è rimpatriato, ma muore in ospedale a Parma dopo solo qualche mese. |
| 27 gennaio 2024   | Via Cavestro, 8/a 44°48′02.58″N 10°19′36.12″E                                                                   |                   | QUI LAVORAVA GAUDENZIO ANSELMO NATO 1926 ARRESTATO 21.8.1944 DEPORTATO DACHAU ASSASSINATO 7.3.1945 EBENSEE                    | Gaudenzio Anselmo, (Torino, 3 luglio 1926 - Dachau, 7 marzo 1945), operaio, antifascista, partigiano, è nelle file della Resistenza dal 1 ottobre 1943 tra le formazioni delle SAP. Insieme al collega Luigi Longhi ed altri due compagni da' vita ad una cellula clandestina all'interno della società telefonica TIMO (che in questo luogo, dov'è posata la pietra, aveva la sede) dove lavorano e che dopo l'8 settembre è controllata dai tedeschi; avendo modo di intercettare le comunicazioni telefoniche nemiche girano le informazioni ai servizi informazioni partigiani, svolge attività di sabotaggio alle linee telefoniche e partecipa direttamente alle azioni armate in città. Arrestati, è deportato insieme a Longhi nel Reich con destinazione Dachau dove muore il 7 marzo 1945. |
| 27 gennaio 2024   | Via Cavestro, 8/a 44°48′02.58″N 10°19′36.12″E                                                                   |                   | QUI LAVORAVA LUIGI LONGHI NATO 1925 ARRESTATO 21.8.1944 DEPORTATO DACHAU ASSASSINATO 7.3.1945 UÜBERLINGEN                     | Luigi Longhi, (Parma, 8 marzo 1925 - Überlingen, 7 marzo 1945), partigiano, fratello di quel Bruno (militante del PCd'I clandestino e futuro membro del CLN parmigiano), che lo inizierà all'attivismo resistenziale. Da' vita ad una cellula clandestina assieme ad altri 3 colleghi all'interno della società telefonica TIMO (che aveva sede in questo luogo dov'è posata la pietra d'inciampo), dove lavora, e che dopo l'8 settembre è controllata dai tedeschi. Il gruppo nell'estate 1944 è inquadrato nelle SAP, intercetta le comunicazioni telefoniche nemiche girando poi le informazioni ai servizi informazioni partigiani, svolge attività di sabotaggio alle linee telefoniche e partecipa direttamente alle azioni armate in città. Il 21 agosto 1944 Longhi ed altri tre compagni (Gaudenzio Anselmo, Bolsi e Corsini) sono arrestati e interrogati per otto giorni dal SD tedesco, per poi essere trasferiti nelle carceri cittadine. Per Longhi e Anselmo segue la deportazione, come prigionieri politici, prima a Bolzano, poi a Dachau, dove Longhi arriva il 9 ottobre e costretto ai lavori forzati. Muore di stenti nel sottocampo di Überlingen. Insignito della Medaglia d'argento al valor militare alla memoria. Un'altra pietra d'inciampo intitolata a Luigi è posata in Via della Salute 46 dove abitava. Alla vicenda della cellula clandestina della TIMO è dedicata l'opera di B. Manotti, I ribelli della TIMO. Storia di un gruppo sappista nella Resistenza. Parma 1943-1945.                           |
| 27 gennaio 2024   | Vicolo Santa Maria, 6 44°48′15.01″N 10°19′03.81″E                                                               |                   | QUI ABITAVA JULKA DESKOVIC NATA 1917 ARRESTATA 31.7.1944 DEPORTATA RAVENSBRÜCK MORTA 29.5.1945                                | Julka Deskovic, (???, 1895 - Ravensbrück , 29 maggio 1945), studentessa di origini croate, partigiana, combatte il fascismo in Patria come nell'Italia occupata. È arrestata in Iugoslavia e condannata al confino da scontare a Ventotene. Appena libera entra nella Resistenza parmense come staffetta partigiana. Scoperta è deportata nel campo di Ravensbrück dove muore a liberazione del campo già avvenuta. |
| 27 gennaio 2024   | Vicolo Santa Maria, 6 44°48′15.01″N 10°19′03.81″E                                                               |                   | QUI ABITAVA MARIA LUIGIA BADIALI NATA 1910 ARRESTATA 31.7.1944 DEPORTATA RAVENSBRÜCK LIBERATA                                 | Maria Luigia Badiali, (Medicina, 11 maggio 1910 - ???, ???), operaia, antifascista, partigiana. Tra le file della Resistenza bolognese e romagnola prima, inviata poi nel parmense. Catturata a Parma, interrogata e torturata. Dopo Verona è trasferita a Bolzano e da qui internata nel campo di Ravensbrück. Sopravvive eed è liberata. |
| 27 gennaio 2025   | Via Linati, 13 angolo Don Gnocchi 44°47′46.5″N 10°19′48″E                                                       |                   | QUI ABITAVA GUIDO BURATTI NATO 1910 CATTURATO 3.10.1943 DEPORTATO WELS LIBERATO                                               | Guido Buratti, (San Lazzaro Parmense, 2 settembre 1910 - ???, ???), partigiano, figlio di Giovanni e Rebecca Abbati, carabiniere, catturato ad Atene il 3 ottobre 1943 dai tedeschi, deportato nel Reich con lo stato di IMI nel campo di lavoro di Wels. Liberato rientra in Patria il 29 giugno 1945. |
| 27 gennaio 2025   | Via Brozzi, 4 44°48′23.85″N 10°20′33.08″E                                                                       |                   | QUI ABITAVA EROS TOLOMELLI NATO 1915 ARRESTATO 1944 DEPORTATO GUSEN ASSASSINATO 21.4.1945                                     | Eros Tolomelli, (Sant'Ilario d'Enza, 20 dicembre 1915 - Gusen, 21 aprile 1945), antifascista, partigiano. Catturato dai tedeschi a Cortile San Martino nell'ottobre 1944, internato a Bolzano prima della deportazione nel Reich con destinazione Mauthausen dove giunge il 4 febbraio 1945. Muore nel sottocampo di Gusen il 21 aprile 1945. |
| 27 gennaio 2025   | Via Cagliari, 25 44°48′53.37″N 10°19′42.66″E                                                                    |                   | QUI ABITAVA DARIO PANCALDI NATO 1907 ARRESTATO 4.7.1944 DEPORTATO WIESBADEN LIBERATO ERDING                                   | Dario Pancaldi, ( ???, 1907 - ???, ???), partigiano, catturato nel luglio 1944 a Monchio delle Corti, deportato nel Reich, internato in diversi campi, evade insieme ad altri compagni il 26 aprile 1945 approfittando di un bombardamento Alleato e rientra a casa. |
| 27 gennaio 2025   | Borgo delle Grazie, 14 44°48′12.19″N 10°19′21.41″E                                                              |                   | QUI ABITAVA ANTONIO PATERLINI NATO 1914 ARRESTATO 5.4.1944 DEPORTATO MAUTHAUSEN ASSASSINATO 7.11.1944 HARTHEIM                | Antonio Paterlini, (Neviano degli Arduini, 8 ottobre 1914 - castello di Hartheim , 7 novembre 1944), dattilografo, sospettato di appartenere al movimento antifascista è arrestato nell'aprile 1944. Detenuto nel carcere di Parma prima della deportazione nel Reich, il 24 giugno 1944, con destinazione Mauthausen. Classificato criminale comune è assassinato nella camera a cas del castello di Hartheim il 7 novembre 1944. |
| 27 gennaio 2025   | Borgo Bernabei, 39 44°48′09.83″N 10°19′00.36″E                                                                  |                   | QUI ABITAVA RENATO BOSI NATO 1910 CATTURATO 9.9.1943 DEPORTATO DORA-NORDHAUSEN ASSASSINATO 28.3.1944                          | Renato Bosi, (???, 1910 - Mittelbau-Dora, 28 marzo 1944),catturato a Genova dai tedeschi nell'immediato della proclamazione dell'armistizio dell'8 settembre 1943, deportato nel Reich con destinazione Mittelbau-Dora dove muore il 28 marzo 1944. |

### Sala Baganza
| Pietra d'inciampo | Pietra d'inciampo                                                          | Pietra d'inciampo | Pietra d'inciampo                                                                                | Note biografiche |
| Data di posa      | Luogo di posa                                                              | Stolpersteine     | Incisione                                                                                        | Note biografiche |
| ----------------- | -------------------------------------------------------------------------- | ----------------- | ------------------------------------------------------------------------------------------------ | --- |
| 25 gennaio 2023   | Via Vittorio Emanuele II, 34 dinanzi Municipio 44°42′55.92″N 10°13′42.03″E |                   | QUI ABITAVA DAVIDE APFEL NATO 1871 ARRESTATO 6.12.1943 DEPORTATO AUSCHWITZ ASSASSINATO 10.4.1944 | Davide Apfel (Jevíčko, 26 aprile 1871 - Auschwitz, 10 aprile 1944), ebreo cecoslovacco, il 23 luglio 1940 è l'inizio della sua discesa agli inferi: internato nel campo di Montechiarugolo, quindi, ottobre 1940 trasferito nel campo di Civitella del Tronto, infine, dopo il campo di internamento di Ferramonti di Tarsia, viene inviato come "internato libero" nel comune di Sala Baganza. Nel dicembre 1943 è arrestato e trasferito nel campo di internamento di Scipione, a cui segue, il 9 marzo 1944 Fossoli, da dove viene deportato nel Reich, destinazione Auschwitz: assassinato il 10 aprile 1944. |

### Salsomaggiore Terme
A Salsomaggiore Terme sono presenti 3 pietre d'inciampo, tutte poste il 24 gennaio 2022, nell'ambito di un'iniziativa dell’Istituto storico della Resistenza e dell’età contemporanea di Parma in collaborazione con il Comune.
| Pietra d'inciampo | Pietra d'inciampo                                               | Pietra d'inciampo | Pietra d'inciampo                                                                                         | Note biografiche |
| Data di posa      | Luogo di posa                                                   | Stolpersteine     | Incisione                                                                                                 | Note biografiche |
| ----------------- | --------------------------------------------------------------- | ----------------- | --- | --- |
| 24 gennaio 2022   | Piazza Libertà, 1 ingresso Municipio 44°48′56.45″N 9°58′41.61″E |                   | A SALSOMAGGIORE ABITAVA ANNA KRESIC NATA 1900 ARRESTATA 21.2.1944 DEPORTATA AUSCHWITZ ASSASSINATA         | Anna Kresic (Lubiana, 2 maggio 1900 - Auschwitz, ???), figlia di Mario e Teresa Svarz, coniugata con Alessandro Oblath, madre di Dragica Oblath. In seguito all’occupazione della Jugoslavia da parte delle forze dell’Asse e conseguente annessione di Lubiana all'italia, le due donne, in quanto ebree sono colpite dal provvedimento di "internamento libero" e trasferite nel comune di Salsomaggiore. In seguito sono entrambe arrestate il 21 febbraio 1944 e internate a Monticelli Terme, poi trasferite a Fossoli, a cui segue Verona quindi la deportazione ad Auschwitz per la madre e Bergen-Belsen per la figlia. Non sopravvivono alla Shoah. |
| 24 gennaio 2022   | Piazza Libertà, 1 ingresso Municipio 44°48′56.45″N 9°58′41.61″E |                   | A SALSOMAGGIORE ABITAVA DRAGICA OBLATH NATA 1924 ARRESTATA 21.2.1944 DEPORTATA AUSCHWITZ ASSASSINATA      | Dragica Oblath (Lubiana, 9 aprile 1924 - Auschwitz, ???),, 17 febbraio 1945), figlia di Alessandro e Anna Kresic. condivide il tragico destino della madre. |
| 24 gennaio 2022   | Via Crispi, 8 44°49′02.03″N 9°58′15.26″E                        |                   | QUI ABITAVA PIETRO CORSINI NATO 1924 ARRESTATO 11.1.1945 DEPORTATO MAUTHAUSEN ASSASSINATO 27.4.1945 GUSEN | Pietro Corsini (Salsomaggiore, 3 marzo 1924 - Mauthausen, 27 aprile 1945), partigiano “Friz” della 31ª Brigata Garibaldi “Forni”, è arrestato dai nazifascisti l’11 gennaio 1945. Internato nel campo di Bolzano il 1º febbraio 1945, quindi deportato nel Reich destinazione Mauthausen. Trasferito infine nel sottocampo di Gusen, muore il 27 aprile 1945. |

### San Secondo Parmense
A San Secondo Parmense sono presenti 3 pietre d'inciampo, tutte posate il 25 gennaio 2022, nell'ambito di un'iniziativa dell’Istituto storico della Resistenza e dell’età contemporanea di Parma in collaborazione con il Comune.
| Pietra d'inciampo | Pietra d'inciampo                                                | Pietra d'inciampo | Pietra d'inciampo                                                                                     | Note biografiche |
| Data di posa      | Luogo di posa                                                    | Stolpersteine     | Incisione                                                                                             | Note biografiche |
| ----------------- | ---------------------------------------------------------------- | ----------------- | --- | --- |
| 25 gennaio 2022   | Piazza Mazzini, 1 dinanzi "La Volpe" 44°55′11.92″N 10°13′38.82″E |                   | QUI ABITAVA MOSÉ SCHIFFELDRIN NATO 1890 ARRESTATO 20.3.1944 DEPORTATO AUSCHWITZ ASSASSINATO           | Mosè Schiffeldrin (Mszana Dolna, 18 aprile 1880 – Auschwitz, ???), ebreo di origini tedesche, figlio di Marko e Rosa Buchsbaum, coniugato con Feigel Haendler, risiede a Vienna. Commesso viaggiatore effettua parecchi viaggi in Italia suscitando il sospetto di spionaggio e dal 1933 una segnalazione di polizia. Ottenuta la cittadinanza, insieme alla moglie ed ai due figli, Kurt Schiffeldrin e Rosa, si stabilisce a Roma, ma a seguito della promulgazione delle leggi razziali fasciste del 1938, è raggiunto da provvedimento di espulsione non eseguito, poiché arrestato nel 1940 ed internato a Ferramonti di Tarsia, raggiunto dai familiari saranno poi inviati in regime di "internamento libero" a San Secondo Parmense a cui nel dicembre 1943 segue l'internamento a Scipione per Mosè e a Monticelli per la moglie e il figlio. Si ricongiungono a Fossoli prima della deportazione ad Auschwitz-Birkenau dal quale nessuno dei tre farà più ritorno, vittime della Shoah. |
| 25 gennaio 2022   | Piazza Mazzini, 1 dinanzi "La Volpe" 44°55′11.92″N 10°13′38.82″E |                   | QUI ABITAVA FEIGEL HAENDLER NATA 1893 ARRESTATA 7.12.1943 DEPORTATA AUSCHWITZ ASSASSINATA             | Feigel Haendler (Myślenice, 13 luglio 1893 - Auschwitz, ???), figlia di Jacob e Jaube Lehrfeld, coniugata con Mosè Schiffeldrin, madre di Kurt Schiffeldrin e Rosa. Dopo le nozze con Mosè ne condivide il tragico destino: in italia a Roma, a seguito della promulgazione delle leggi razziali fasciste nel 1940 raggiunge il marito internato a Ferramonti di Tarsia, quindi in regime di "internamento libero" a San Secondo Parmense a cui nel dicembre 1943 segue l'internamento a Scipione per il marito e a Monticelli per lei e il figlio. Si ricongiungono a Fossoli prima della deportazione ad Auschwitz-Birkenau dal quale nessuno dei tre farà più ritorno, vittime della Shoah. Quanto la figlia Rosa, parrebbe riuscì nel 1941 a raggiungere la Palestina. |
| 25 gennaio 2022   | Piazza Mazzini, 1 dinanzi "La Volpe" 44°55′11.92″N 10°13′38.82″E |                   | QUI ABITAVA KURT SCHIFFELDRIN NATO 1931 ARRESTATO 7.12.1943 DEPORTATO AUSCHWITZ ASSASSINATO 10.4.1944 | Kurt Schiffeldrin (Vienna, 29 marzo 1931 - Auschwitz, 10 aprile 1944), figlio di Mosè Schiffeldrin e Feigel Haendler, fratello di Rosa, condivide il destino tragico della famiglia: in italia a Roma, a seguito della promulgazione delle leggi razziali fasciste nel 1940 con la madre raggiunge Ferramonti di Tarsia, dove è internato il padre; quindi in regime di "internamento libero" la famiglia è inviata a San Secondo Parmense a cui nel dicembre 1943 segue l'internamento a Scipione per il padre e a Monticelli per lui ed la madre. Si ricongiungono a Fossoli da dove, col convoglio n°9, parte il 5 marzo 1944 deportato ad Auschwitz-Birkenau dove è assassinato all'arrivo, 10 aprile 1944. |

### Sissa Trecasali
Nel comune di Sissa Trecasali sono presenti 3 pietre d'inciampo, tutte poste il 23 gennaio 2021, nell'ambito di un'iniziativa dell’Istituto storico della Resistenza e dell’età contemporanea di Parma in collaborazione con il Comune.
| Pietra d'inciampo | Pietra d'inciampo                                       | Pietra d'inciampo | Pietra d'inciampo                                                                                  | Note biografiche                                          |
| Data di posa      | Luogo di posa                                           | Stolpersteine     | Incisione                                                                                          | Note biografiche                                          |
| ----------------- | ------------------------------------------------------- | ----------------- | -------------------------------------------------------------------------------------------------- | --------------------------------------------------------- |
| 23 gennaio 2021   | Trecasali, Piazza Fontana 1 44°56′16.52″N 10°16′14.74″E |                   | QUI ABITAVA RINO ADORNI NATO 1926 ARRESTATO 15.11.1944 DEPORTATO DACHAU LIBERATO                   | Rino Adorni                                               |
| 23 gennaio 2021   | Trecasali, Piazza Fontana 1 44°56′16.52″N 10°16′14.74″E |                   | QUI ABITAVA JACOB MUSAFIA NATO 1895 ARRESTATO 4.12.1943 DEPORTATO AUSCHWITZ ASSASSINATO 10.4.1944  | Jacob Musafia (Sarajevo 1895 - Auschwitz 10 aprile 1944). |
| 23 gennaio 2021   | Trecasali, Piazza Fontana 1 44°56′16.52″N 10°16′14.74″E |                   | QUI ABITAVA RENO TINELLI NATO 1913 CATTURATO 9.9.1943 INTERNATO GROSS LÜBARS ASSASSINATO 26.7.1944 | Reno Tinelli                                              |

### Soragna
A Soragna sono presenti due pietre d'inciampo, tutte posate il 28 gennaio 2022, nell'ambito di un'iniziativa dell’Istituto storico della Resistenza e dell’età contemporanea di Parma in collaborazione con il Comune.
| Pietra d'inciampo | Pietra d'inciampo                                                    | Pietra d'inciampo | Pietra d'inciampo                                                                                                 | Note biografiche |
| Data di posa      | Luogo di posa                                                        | Stolpersteine     | Incisione | Note biografiche |
| ----------------- | -------------------------------------------------------------------- | ----------------- | --- | --- |
| 28 gennaio 2022   | Piazzale Meli Lupi, 1 ingresso Municipio 44°55′36.77″N 10°07′21.06″E |                   | QUI ABITAVA RENZO MOSÉ LEVI NATO 1887 ARRESTATO 27.9.1943 DEPORTATO MAUTHAUSEN ASSASSINATO 20.3.1945              | Renzo Mosè Levi (Soragna, 3 febbraio 1887 – Mauthausen, 20 marzo 1945), figlio di Abramo e Giulia Boch, sposato con Elena Foà. Si trasferisce a Parma, ma rimane legato al paese natio dove coltiva un podere di proprietà. Dopo l'emanazione delle leggi razziali fasciste si preoccunano di mettere al sicuro i due figli espatriandoli. Con l'occupazione tedesca successiva all'armistizio dell'8 settembre 1943, progettano la fuga, ma Renzo è arrestato a Soragna il 27 settembre; in carcere a Parma riceve quella che sarà l'ultima visita della moglie prima dell'internamento a Fossoli da dove il 5 aprile 1944, col convoglio n°9 è deportato ad Auschwitz, quindi a Mauthausen, dove muore il 20 marzo 1945. |
| 28 gennaio 2022   | Piazzale Meli Lupi, 1 ingresso Municipio 44°55′36.77″N 10°07′21.06″E |                   | QUI ABITAVA WILHELM HOCHBERGER NATO 1919 ARRESTATO 30.11.1943 DEPORTATO AUSCHWITZ ASSASSINATO 6.2.1945 MAUTHAUSEN | Wilhelm Hochberger (Vienna, 23 ottobre 1919 - Mauthausen, 6 febbraio 1945), figlio di Isacco e Maria Braun, sposato con Edvige Neumann. A seguito dell'Anschluss, l'annessione dell'Austria alla Germania nazista ripara a Soragna dove esiste una comunità di ebrei apolidi. La situazione precipita dopo l'armistizio dell'8 settembre 1943 e l'occupazione tedesca. Avvisato dai Carabinieri del suo imminente arresto, si nasconde in montagna, ma a causa dell'ammalarsi del figlio neonato fa ritorno in paese. È arrestato il 30 novembre 1943 a Soragna ed inviato a Scipione, quindi internato a Fossoli da cui, il 5 aprile 1944 è deportato ad Auschwitz da dove non farà ritorno.                              |

### Sorbolo Mezzani
Nel comune di Sorbolo Mezzani sono presenti 12 pietre d'inciampo, posate tra 2020 e 2024, nell'ambito di un'iniziativa dell’Istituto storico della Resistenza e dell’età contemporanea di Parma in collaborazione con il Comune, la Comunità ebraica e l'ANPI locale. All'interno del comune le pietre sono così ripartite: 9 a Mezzano Inferiore, 1 ciascuna a Mezzano Superiore, Sorbolo e Casale di Mezzani.
| Pietra d'inciampo | Pietra d'inciampo                                                            | Pietra d'inciampo | Pietra d'inciampo | Note biografiche |
| Data di posa      | Luogo di posa                                                                | Stolpersteine     | Incisione | Note biografiche |
| ----------------- | ---------------------------------------------------------------------------- | ----------------- | --- | --- |
| 10 gennaio 2020   | Mezzano Inferiore, Viale Martiri della Libertà 9 44°54′17.03″N 10°28′02.44″E |                   | QUI ABITAVA EVARISTO SACCANI NATO 1911 ARRESTATO 2.1.1945 DEPORTATO MAUTHAUSEN ASSASSINATO 23.3.1945 AMSTETTEN                                  | Evaristo Saccani (Sorbolo 14 aprile 1911 - Amstetten 25 marzo 1945?), bracciante agricolo. Entrò nella 78ª Brigata SAP nel settembre 1944, divenendo il capo del gruppo partigiano di Mezzano Inferiore, nome di battaglia Pellico. Il 2 gennaio 1945 però fu arrestato dai tedeschi a Coenzo, grazie a informazioni ricevute negli interrogatori, e venne portato nelle carceri cittadine. Da lì venne deportato prima a Bolzano e poi a Mauthausen, dove arrivò il 4 febbraio, venendo poi trasferito ad Amstetten, dove presumibilmente morì il 25 marzo 1945, ma il suo corpo non sarà mai ritrovato e nel 1946 sarà dato per disperso. |
| 10 gennaio 2020   | Mezzano Superiore, Via Argine destro del Parma 1 44°56′06.68″N 10°25′25.34″E |                   | QUI ABITAVA MARIO VIETTA NATO 1923 ARRESTATO 10.12.1944 INTERNATO BOLZANO DEPORTATO 1945 MAUTHAUSEN-GUSEN ASSASSINATO 24.4.1945                 | Mario Vietta (Mezzani 14 luglio 1923 - Gusen 24 aprile 1945), boscaiolo. Entrò nella 78ª Brigata SAP nel maggio 1944, nome di battaglia Fulmine. Il 10 dicembre 1944 fu arrestato dai tedeschi, e portato prima nei sotterranei di Palazzo Rolli, sede parmigiana del SD, e poi nelle carceri cittadine. Da lì verrà deportato prima a Bolzano e poi a Mauthausen, dove arrivò il 4 febbraio, venendo poi trasferito a Gusen, dove morì. |
| 11 gennaio 2020   | Sorbolo, Via Gramsci 16 44°50′45.62″N 10°26′54.11″E                          |                   | QUI ABITAVA CAROLINA BLUM NATA 1881 ARRESTATA 11.12.1943 INTERNATA MONTICELLI TERME, FOSSOLI DEPORTATA AUSCHWITZ-BIRKENAU ASSASSINATA 10.4.1944 | Carolina Blum (Sulz 21 febbraio 1881 - Auschwitz 10 aprile 1944), casalinga, ebrea. Nata nell'allora Reichsland di Alsazia-Lorena, era divenuta francese con la riannessione dell'Alsazia alla Francia nel 1918. Come la maggior parte degli altri ebrei stranieri, dall'entrata in guerra dell'Italia nel 1940 non era più libera, ma rientrava nella categoria di persone a cui era stato concesso il cosiddetto “internamento libero”, una sorta di libertà vigilata con molte limitazioni e obbligo di dimora in un determinato domicilio. Nel suo caso veniva ospitata dalla famiglia Fontana-Salvarani, coi quali arrivò da Genova a Sorbolo nel settembre 1943. Fu arrestata dai tedeschi l'11 dicembre 1943 (dopo segnalazione del Commissario prefettizio fascista), e portata al campo di Monticelli, da dove il 9 marzo 1944 fu trasferita a Fossoli, da dove il 5 aprile fu deportata ad Auschwitz. Fu uccisa all'arrivo. |
| 11 gennaio 2020   | Mezzano Inferiore, Via Castello 14 44°54′27.57″N 10°28′07.68″E               |                   | QUI ABITAVA JACOB ISAKOVIC NATO 1899 ARRESTATO 4.12.1943 INTERNATO SCIPIONE, FOSSOLI DEPORTATO 1944 AUSCHWITZ ASSASSINATO                       | Jacob Isakovic (Belgrado 7 giugno 1899 - Auschwitz ?), commerciante, ebreo. All'Invasione della Jugoslavia, fuggì assieme alla famiglia nel Montenegro occupato dagli italiani. Qui però, dopo l'insurrezione generale del 13 luglio 1941 e la successiva repressione, tra il 22 e 23 luglio furono arrestati tutti gli ebrei stranieri e internati nel campo di Kavaja, assieme agli insorti montenegrini, in condizioni pessime e con scarso vitto. Le autorità italiane nell'Albania occupata però protestarono contro la presenza ebraica nel paese, e dunque il 25 ottobre 1941 la gran parte degli ebrei venne trasferita in Italia, nel campo di Ferramonti di Tarsia. Successivamente la famiglia Isakovic ottenne di poter passare al libero internamento, venendo assegnati a Mezzani. Dopo l'8 settembre 1943 rimasero a Mezzani, venendo arrestati dai tedeschi il 30 novembre. Jacob fu separato dalla moglie e dal figlio e fu mandato nel castello di Scipione. Di qui il 9 marzo 1944 venne trasferito a Fossoli, dove ritrovò i famigliari. Vennero tutti deportati ad Auschwitz, dove arrivarono il 10 aprile. Non sopravvisse. |
| 11 gennaio 2020   | Mezzano Inferiore, Via Castello 14 44°54′27.57″N 10°28′07.68″E               |                   | QUI ABITAVA RACHELE SCIOAMOVIC NATA 1913 ARRESTATA 30.11.1943 INTERNATA MONTICELLI TERME, FOSSOLI DEPORTATA 1944 AUSCHWITZ ASSASSINATA          | Rachele Scioamovic (Niš, 8 settembre 1913 - Auschwitz ?), casalinga, ebrea, moglie di Jacob Isakovic. Seguì il marito Jacob nella fuga e nella deportazione, venendo deportata il 1 dicembre 1944 al campo di Monticelli Terme dopo l'arresto, e ricongiungendosi col marito da Fossoli in poi. Non sopravvisse. |
| 11 gennaio 2020   | Mezzano Inferiore, Via Castello 14 44°54′27.57″N 10°28′07.68″E               |                   | QUI ABITAVA JOSIF ISAKOVIC NATO 1937 ARRESTATO 4.12.1943 INTERNATO MONTICELLI TERME, FOSSOLI DEPORTATO 1944 AUSCHWITZ ASSASSINATO 10.4.1944     | Josif Isakovic (Belgrado 10 marzo 1937 - Auschwitz 10 aprile 1944), figlio di Jacob Isakovic e di Rachele Scioamovic. Bambino, condivise le vicende dei genitori. Dopo l'arresto rimase col padre per ricongiungersi con la madre il 4 dicembre 1944. Fu ucciso all'arrivo nel campo di sterminio. |
| 23 gennaio 2021   | Mezzano Inferiore, Via Martiri della Libertà 22 44°54′16.09″N 10°28′03.48″E  |                   | QUI ABITAVA NATAN BARUCH NATO 1905 ARRESTATO 4.12.1943 DEPORTATO AUSCHWITZ LIBERATO                                                             | Natan Baruch (Šabac 23 luglio 1905 - ??), impiegato, ebreo. All'Invasione della Jugoslavia, fuggì assieme al fratello a Spalato, nella Dalmazia occupata dagli italiani. Da lì, nel dicembre 1941 venne trasferito in Italia, assieme alla maggioranza degli ebrei rifugiati dalle altre zone dell'ex-Jugoslavia, e mandato col fratello a Mezzani, luogo individuato per il loro internamento libero. Rimasti in paese dopo l'8 settembre 1943, il 20 dicembre vennero arrestati dai tedeschi e internati nel Castello di Scipione. Nel marzo 1944 vennero trasferiti a Fossoli, e da lì vennero deportati ad Auschwitz, dove arrivarono il 10 aprile. Il 22 gennaio 1945, poco prima della liberazione di Auschwitz, venne trasferito a Buchenwald. Sopravvisse. |
| 23 gennaio 2021   | Mezzano Inferiore, Via Martiri della Libertà 22 44°54′16.09″N 10°28′03.48″E  |                   | QUI ABITAVA AVRAM BARUCH NATO 1911 ARRESTATO 4.12.1943 DEPORTATO AUSCHWITZ ASSASSINATO                                                          | Avram Baruch (Babiči 17 gennaio 1911 - Auschwitz ?), ebreo, fratello di Natan. Seguì il fratello nella fuga e nella deportazione. Non sopravvisse. |
| 23 gennaio 2021   | Casale di Mezzani, Strada della Resistenza 55 44°55′12.5″N 10°26′24.69″E     |                   | QUI ABITAVA GIACOMO FONTANILI NATO 1924 ARRESTATO 6.1.1945 DEPORTATO MAUTHAUSEN MORTO 8.5.1945                                                  | Giacomo Fontanili (Collecchio 29 settembre 1924-Mauthausen 8 maggio 1945), carpentiere. Nel giugno 1944 entrò nella 78ª Brigata SAP, ma il 6 gennaio 1945 fu catturato a Mezzani dal SD tedesco, nell'ambito di una serie di rastrellamenti che entro il mese successivo sgominarono le squadre SAP nella pianura parmense. Trasferito prima nei sotterranei di Palazzo Rolli, sede parmigiana del SD, e poi nelle carceri cittadine, il 24 gennaio fu deportato a Bolzano e di lì a Mauthausen. Poco dopo fu trasferito a Sankt Aegyd, ma il 4 aprile fu nuovamente trasferito nel campo principale. A causa della condizione fisica ormai compromessa, morì il giorno della liberazione del campo da parte delle truppe americane. |
| 3 febbraio 2024   | Via Mosconi, 2 Mezzano Inferiore 44°54′44.6″N 10°27′38.6″E                   |                   | QUI ABITAVA MISCIA ALKALAY NATO 1892 ARRESTATO 1943 DEPORTATO AUSCHWITZ BUCHENWALD ASSASSINATO                                                  | Miscia Alkalay (Belgrado 11 agosto 1892 - Buchenwald, 28 gennaio 1945), figlio di Davide e di Rachele Alkalay, fratello di Josif Alkalay, cognato di Sultana Levi. Avvocato come il fratello, con cui e con la cognata è a Mezzano Inferiore in regime di “internamento libero”, il 10 ottobre 1943 vengono prelevati dalla locale milizia fascista e inviati prima nel campo di Scipione, quindi dopo un periodo di detenzione nel campo di transito di Fossoli sono deportati nel Reich destinati ad Auschwitz dove giungono il 10 aprile 1944. Miscia ed il fratello Josif non sopravvivono alla Shoah. |
| 3 febbraio 2024   | Via Mosconi, 2 Mezzano Inferiore 44°54′44.6″N 10°27′38.6″E                   |                   | QUI ABITAVA JOSIF ALKALAY NATO 1900 ARRESTATO 1943 DEPORTATO AUSCHWITZ BUCHENWALD ASSASSINATO                                                   | Josif Alkalay (Belgrado 27 luglio 1900 - Buchenwald 28 gennaio 1945), figlio di Davide e di Rachele Alkalay, fratello di Miscia Alkalay, marito di Sultana Levi. Avvocato come il fratello, con cui e con la moglie è a Mezzano Inferiore in regime di “internamento libero”, il 10 ottobre 1943 i due vengono prelevati dalla locale milizia fascista e inviati al campo di Scipione, quindi dopo un periodo di detenzione nel campo di transito di Fossoli sono deportati nel Reich destinati ad Auschwitz dove giungono il 10 aprile 1944. Josif ed il fratello non sopravvivono alla Shoah. |
| 3 febbraio 2024   | Via Mosconi, 2 Mezzano Inferiore 44°54′44.6″N 10°27′38.6″E                   |                   | QUI ABITAVA SULTANA LEVI NATA 1908 ARRESTATA 1943 DEPORTATA AUSCHWITZ LIBERATA DACHAU                                                           | Sultana Levi (Belgrado 22 ottobre 1908 - ???, ???), figlia di Miska e Linke Farki, moglie di Josif Alkalay, cognata di Miscia Alkalay. È a Mezzano Inferiore in regime di “internamento libero”. Arrestata il 30 novembre 1943 è inviata al campo di Monticelli Terme, quindi dopo un periodo di detenzione nel campo di transito di Fossoli dove si ricongiunge al marito, con lui è deportata nel Reich destinazione Auschwitz dove giungono il 10 aprile 1944. Diversamente dal coniuge sopravvive ed è liberata 29 aprile 1945. |

### Tizzano Val Parma
A Tizzano Val Parma si trovano nove pietre d'inciampo, posate tra il 2023 e 2024.
| Pietra d'inciampo | Pietra d'inciampo                                             | Pietra d'inciampo | Pietra d'inciampo                                                                            | Note biografiche |
| Data di posa      | Luogo di posa                                                 | Stolpersteine     | Incisione                                                                                    | Note biografiche |
| ----------------- | ------------------------------------------------------------- | ----------------- | -------------------------------------------------------------------------------------------- | --- |
| 7 febbraio 2023   | Piazza Roma, 1 ingresso Municipio 44°31′14.08″N 10°11′55.38″E |                   | QUI ABITAVA DAVID YESUA NATO 1887 ARRESTATO 30.11.1943 DEPORTATO AUSCHWITZ ASSASSINATO       | David Yesua (Sielec, 24 luglio 1897 – Auschwitz, ???), ebreo, figlio di Jasha e Carlotta Russo, sposa Jenni Ben Aron da cui avrà Carlotta Yesua e Alessandro Yesua. Per sfuggire le persecuzioni degli Ustascia ripara con la famiglia a Spalato, all'epoca parte del Governatorato della Dalmazia italiano. Forzatamente trasferiti nel 1941 in regime di "internamento libero" nel comune di Tizzano Val Parma fino al 30 novembre 1943 quando è arresto con la famiglia ed internato a Scipione mentre la moglie ed i figli nel campo di Monticelli. La famiglia si ricongiunge per un breve periodo a Fossoli prima di essere deportati, il 5 aprile 1944, ad Auschwitz. Nessuno sopravvive alla Shoah.                                          |
| 7 febbraio 2023   | Piazza Roma, 1 ingresso Municipio 44°31′14.08″N 10°11′55.38″E |                   | QUI ABITAVA JENNI BEN ARON NATA 1908 ARRESTATA 7.12.1943 DEPORTATA AUSCHWITZ ASSASSINATA     | Jenni Ben Aron (Belgrado, 19 febbraio 1906 - Auschwitz, ???), figlia di Nissim e Paola Coen, moglie di Davide Yesua, madre di Carlotta Yesua e Alessandro Yesua. Condivide il tragico destino dei familiari. Da Spalato la famiglia è forzatamente inviata nel 1941, in regime di "internamento libero", nel comune di Tizzano Val Parma fino alla fine di novembre, primi di dicembre 1943 quando è arresta con la famiglia ed internata a Monticelli con i due figli, mentre il marito è internato a Scipione. Si ricongiungono per un breve periodo a Fossoli prima di essere deportati, il 5 aprile 1944, ad Auschwitz. Nessuno sopravvive alla Shoah.                                                                                           |
| 7 febbraio 2023   | Piazza Roma, 1 ingresso Municipio 44°31′14.08″N 10°11′55.38″E |                   | QUI ABITAVA CARLOTTA YESUA NATA 1927 ARRESTATA 30.11.1943 DEPORTATA AUSCHWITZ ASSASSINATA    | Carlotta Yesua (Belgrado, 13 maggio 1927 - Auschwitz, ???), figlia di Davide e Jenni, condivide il destino tragico della famiglia. Da Spalato la famiglia è forzatamente inviata nel 1941, in regime di "internamento libero", nel comune di Tizzano Val Parma fino alla fine di novembre, primi di dicembre 1943 quando è arresta con la famiglia ed internata a Monticelli con la madre ed il fratello, mentre il padre è internato a Scipione. Si ricongiungono per un breve periodo a Fossoli prima di essere deportati, il 5 aprile 1944, ad Auschwitz. Nessuno sopravvive alla Shoah. |
| 7 febbraio 2023   | Piazza Roma, 1 ingresso Municipio 44°31′14.08″N 10°11′55.38″E |                   | QUI ABITAVA ALESSANDRO YESUA NATO 1931 ARRESTATO 30.11.1943 DEPORTATO AUSCHWITZ ASSASSINATO  | Alessandro Yesua (Belgrado, 7 novembre 1931 - Auschwitz, 10 aprile 1944), figlio di Davide e Jenni, fratello di Carlotta, condivide il tragico destino della sua famiglia. Da Spalato la famiglia è forzatamente inviata nel 1941, in regime di "internamento libero", nel comune di Tizzano Val Parma fino alla fine di novembre, primi di dicembre 1943 quando è arresto con la famiglia ed internato a Monticelli con la madre e la sorella, mentre il padre è internato a Scipione. Si ricongiungono per un breve periodo a Fossoli prima di essere deportati, il 5 aprile 1944, ad Auschwitz. Nessuno sopravvive alla Shoah. Alessandro è assassinato il giorno stesso del loro arrivo al campo, il 10 aprile 1944.                             |
| 7 febbraio 2023   | Piazza Roma, 1 ingresso Municipio 44°31′14.08″N 10°11′55.38″E |                   | QUI ABITAVA SARA LEVY NATA 1928 ARRESTATA 9.12.1943 DEPORTATA AUSCHWITZ ASSASSINATA          | Sara Levy (Belgrado, 5 maggio 1928 - Auschwitz, ???), figlia di Isacco e Lella Burlan. Come gran parte dei connazionali, per sfuggire le persecuzioni degli Ustascia ripara con la famiglia a Spalato, all'epoca parte del Governatorato della Dalmazia italiano. Forzatamente trasferiti nel 1941 in regime di "internamento libero" nel comune di Tizzano Val Parma. Il 2 dicembre 1943 Sara, insieme alla famiglia e a un altro gruppo di ebrei internati nel paese, tenta di evadere, ma solo a tre riesce e tra essi al fraello. Il 9 dicembre 1943 è arresta con la famiglia ed internata nel campo di Monticelli a cui segue un breve periodo a Fossoli prima di essere deportata, il 5 aprile 1944, ad Auschwitz. Non sopravvive alla Shoah. |
| 31 gennaio 2024   | Piazza Roma, 1 ingresso Municipio 44°31′14.08″N 10°11′55.38″E |                   | QUI ABITAVA MIKA AVRAMOVIC NATA 1887 ARRESTATA 1943 DEPORTATA AUSCHWITZ ASSASSINATA          | Mika Avramovic (Sabac, 5 maggio 1928 - Auschwitz, ???), figlio di Avram e Sara Anaf, genitore di Sarika Avramovic. Come gran parte dei connazionali, per sfuggire le persecuzioni degli Ustascia ripara con la famiglia a Spalato, all'epoca parte del Governatorato della Dalmazia italiano. Forzatamente trasferiti nel 1941 in regime di "internamento libero" nel comune di Tizzano Val Parma, il 3 dicembre 1943 è arrestato insieme alla famiglia e un altro gruppo di ebrei internati. Dopo la reclusione nel campo di Scipione, a cui segue la detenzione a Fossoli, è deportato nel Reich destinato ad Auschwitz. Non sopravvive alla Shoah.                                                                                                |
| 31 gennaio 2024   | Piazza Roma, 1 ingresso Municipio 44°31′14.08″N 10°11′55.38″E |                   | QUI ABITAVA SARIKA AVRAMOVIC NATA 1916 ARRESTATA 1943 DEPORTATA AUSCHWITZ ASSASSINATA        | Sarika Avramovic (Labrezja, 27 febbraio 1916 - Auschwitz, ???), figlia di Mika e Vichizza Burlan, coniuge di Nissim Levi. Da Spalato dov'era rifugiata con la famiglia, è trasferita in regime di "internamento libero" nel comune di Tizzano Val Parma; quindi arrestata con i famigliari il 3 dicembre 1943. Inviata al campo di Monticelli e da qui a Fossoli, infine deportata il 5 aprile 1944 ad Auschwitz. Non sopravvive alla Shoah. |
| 31 gennaio 2024   | Piazza Roma, 1 ingresso Municipio 44°31′14.08″N 10°11′55.38″E |                   | QUI ABITAVA NISSIM LEVI NATO 1912 ARRESTATO 1943 DEPORTATO AUSCHWITZ LIBERATO THERESIENSTADT | Nissim Levi (Belgrado, 28 aprile 1912 - ???, ???), figlio di Moses e Rosa Coen, marito di Sarika Avramovic; con lei da Spalato a Tizzano in regime di "internamento libero". È arrestato con la famiglia il 3 dicembre 1943 ed inviato al campo di Scipione, a cui segue Fossoli, quindi la deportazione, il 5 aprile 1944, ad Auschwitz, infine Theresienstadt dove è liberato. |
| 31 gennaio 2024   | Piazza Roma, 1 ingresso Municipio 44°31′14.08″N 10°11′55.38″E |                   | QUI ABITAVA GIACOMO SAYA NATO 1913 ARRESTATO 1943 DEPORTATO AUSCHWITZ ASSASSINATO            | Giacomo Saya (Litz, 12 novembre 1913 - Auschwitz, ???), figlio di Saya e Matilde Adania. A tizzano in "internamento libero", all'arresto del dicembre 1943 segue la reclusione nel campo di Scipione e il trasferimento a Fossoli. Deportato ad Auschwitz non è certo il suo destino. |

### Traversetolo
| Pietra d'inciampo | Pietra d'inciampo                                                        | Pietra d'inciampo | Pietra d'inciampo                                                                                               | Note biografiche |
| Data di posa      | Luogo di posa                                                            | Stolpersteine     | Incisione | Note biografiche |
| ----------------- | ------------------------------------------------------------------------ | ----------------- | --- | --- |
| 24 gennaio 2023   | Piazza Vittorio Veneto, 30 dinanzi Municipio 44°38′23.34″N 10°22′54.34″E |                   | QUI ABITAVA CLARA BARUK NATA 1890 ARRESTATA 30.11.1943 DEPORTATA AUSCHWITZ ASSASSINATA                          | Clara Baruk (Sarajevo, 18 gennaio 1890 - Auschwitz, ???), ebrea jugoslava, con il marito Hermann Alkalay, per sfuggire alle persecuzioni degli ustaša nel 1941 ripara a Spalato, ma a seguito dell'annessione della città al Regno d’Italia i coniugi Alkalay sono inviati, in regime di “internamento libero” nel comune di Traversetolo. Il 30 novembre 1943 sono arrestati entrambi: Clara è internata nel campo di Monticelli Terme, per essere poi trasferita ai primi del marzo 1944 a Fossoli, dove si riunisce al marito proveniente dal campo di internamento di Scipione. Il 5 aprile, infine, entrambi deportati nel Reich, il marito a Buchenwald, Clara ad Auschwitz. Entrambi assassinati ai campi in data ignota. |
| 24 gennaio 2023   | Piazza Vittorio Veneto, 30 dinanzi Municipio 44°38′23.34″N 10°22′54.34″E |                   | QUI ABITAVA HERMANN ALKALAY NATO 1883 ARRESTATO 30.11.1943 DEPORTATO AUSCHWITZ ASSASSINATO 29.1.1945 BUCHENWALD | Hermann Alkalay (Brnjic, 29 gennaio 1883 - Buchenwald, ???), di religione ebraica, con la moglie Clara Baruk, per sfuggire alle persecuzioni degli ustaša nel 1941 ripara a Spalato, ma a seguito dell'annessione della città al Regno d’Italia i coniugi Alkalay sono inviati, in regime di “internamento libero” nel comune di Traversetolo. Il 30 novembre 1943 sono arrestati entrambi; Hermann è inviato al campo di internamento di Scipione, quindi il 9 marzo 1944 giunge a Fossoli per essere deportato nel Reich dapprima ad Auschwitz, quindi nel lager di Buchenwald, dove è assassinato in data ignota. |

## Provincia di Piacenza
In provincia di Piacenza sono posate nove pietre d'inciampo.

### Borgonovo Val Tidone
| Pietra d'inciampo | Pietra d'inciampo                                                          | Pietra d'inciampo | Pietra d'inciampo                                                                       | Note biografiche |
| Data di posa      | Luogo di posa                                                              | Stolpersteine     | Incisione                                                                               | Note biografiche |
| ----------------- | -------------------------------------------------------------------------- | ----------------- | --------------------------------------------------------------------------------------- | --- |
| 23 aprile 2022    | Piazza Garibaldi vialetto d'accesso alla Scuola 45°01′05.77″N 9°26′51.39″E |                   | QUI FU ARRESTATO LUIGI RAZZA NATO 1925 DEPORTATO MAUTHAUSEN-GUSEN ASSASSINATO 21.4.1945 | Luigi Razza (Borgonovo Val Tidone, ??? 1925 - Gusen, 21 aprile 1945), partigiano tra le file della Brigata "Busconi" facente parte della Divisione “Piacenza” comandata dal tenente dei carabinieri Fausto Cossu; nella mattina del 23 novembre 1944 è catturato e portato in prigione prima a Piacenza e poi a Parma. Successivamente trasferito a Verona quindi Bolzano. Infine deportato a Mauthausen poi nel sottocampo di Gusen, dove è assassinato a pochi giorni dalla liberazione. |

### Carpaneto Piacentino
Carpaneto Piacentino accoglie quattro pietre d'inciampo collocate tra il 2020 e 2024.
La pietra dedicata a Markus Nichtberger è stata criticata dall'ISREC piacentino per le imprecisioni e le scelte lessicali in essa riportate ed evidenziate nella missiva inviata dall'istituto storico alle autorità cittadine successivamente alla cerimonia di posa. La lettera sottolinea in particolare come Nichtberger fu in realtà arrestato dalle autorità italiane nel 1940 per essere poi trasportato a Ferramonti di Tarsia, e come il soggiorno in internamento libero a Carpaneto fosse coatto e sottoposto a diverse restrizioni.
| Pietra d'inciampo | Pietra d'inciampo                                  | Pietra d'inciampo | Pietra d'inciampo | Note biografiche |
| Data di posa      | Luogo di posa                                      | Stolpersteine     | Incisione | Note biografiche |
| ----------------- | -------------------------------------------------- | ----------------- | --- | --- |
| 2 febbraio 2020   | Via Cesare Battisti, 10 44°54′52.15″N 9°47′11.75″E |                   | QUI ABITAVA MARCUS NICHTBERGER NATO 1885 ARRESTATO 1943 INTERNATO FOSSOLI DEPORTATO 1944 AUSCHWITZ ASSASSINATO BIRKENAU | Markus Nichtberger (Miasteczko Śląskie, Polonia 9 marzo 1895 - Auschwitz-Birkenau, ???), ebreo polacco, commerciante, figlio di Davide e Sara Kornagert, sposa Susanna Wormann nel 1920 dalla quale avrà due figli: Bobi Nichtberger e Dina Nichtberger. Per sfuggire le persecuzioni antisemite la famiglia si rifugia in Dalmazia all'epoca governatorato italiano, ma in seguito all'emanazione delle leggi razziali fasciste del 1938 e l'entrata in guerra dell'Italia, sono internati nel campo di Ferramonti di Tarsia, a Cosenza, quindi in regime di “internamento libero” a Carpaneto Piacentino fino all'arresto del 30 novembre 1943 e la detenzione a Fossoli prima della deportazione nel Reich, che per Markus e la figlia Dina avviene col convoglio partito il 5 aprile 1944, mentre Susanna e Bobi partono il 16 maggio, ma per tutti identica la destinazione: Auschwitz-Birkenau. Nessuno della famiglia sopravvive alla Shoah. |
| 27 gennaio 2024   | Via Cesare Battisti, 10 44°54′52.15″N 9°47′11.75″E |                   | QUI ABITAVA SUSANNA WORMANN NICHTBERGER NATA 1897 ARRESTATA 30.11.1943 DEPORTATA 1944 AUSCHWITZ ASSASSINATA             | Susanna Wormann Nichtberger (Berlino, 17 marzo 1897 - Auschwitz-Birkenau, ???), figlia di Moritz e Isabella Goldschmidt, coniugata con Markus Nichtberger, madre di Bobi Nichtberger e Dina Nichtberger. Condivide il tragico destino della famiglia. Internata insieme ai due figli, nel novembre 1940, ad Acquapendente, uno dei tanti campi di internamento per ebrei stranieri in Italia, successivamente trasferiti a Ferramonti di Tarsia, ricongiungendosi con il marito. Quindi in regime di “internamento libero” tutta la famiglia risiede a Carpaneto Piacentino fino all'arresto del 30 novembre 1943 e la detenzione a Fossoli prima della deportazione nel Reich, che per Markus e la figlia Dina avviene col convoglio partito il 5 aprile 1944, mentre Susanna e Bobi partono il 16 maggio, ma per tutti identica la destinazione:Auschwitz-Birkenau. Nessuno della famiglia sopravvive alla Shoah.                                 |
| 27 gennaio 2024   | Via Cesare Battisti, 10 44°54′52.15″N 9°47′11.75″E |                   | QUI ABITAVA DINA NICHTBERGER NATA 1923 ARRESTATA 30.11.1943 DEPORTATA 1944 AUSCHWITZ MORTA 16.3.1945                    | Dina Nichtberger (berlino, 22 aprile 1923 - Auschwitz-Birkenau, 16 marzo 1945), figlia di Markus Nichtberger e Susanna Wormann, sorella di Bobi Nichtberger. Condivide il tragico destino della famiglia. È l'unica di cui sia certa la data di morte, 16 marzo 1945. |
| 27 gennaio 2024   | Via Cesare Battisti, 10 44°54′52.15″N 9°47′11.75″E |                   | QUI ABITAVA BOBI NICHTBERGER NATO 1926 ARRESTATO 30.11.1943 DEPORTATO 1944 AUSCHWITZ ASSASSINATO                        | Bobi Nichtberger (Weisswasser, 6 luglio 1926 - Auschwitz-Birkenau, ???), figlio di Markus Nichtberger e Susanna Wormann, fratello di Dina Nichtberger. Condivide il tragico destino della famiglia. Nessuno sopravvive alla Shoah. |

### Castel San Giovanni
Castel San Giovanni accoglie una sola pietra d'inciampo, la quale è stata collocata il 20 gennaio 2019.
| Pietra d'inciampo | Pietra d'inciampo                                    | Pietra d'inciampo | Pietra d'inciampo | Note biografiche |
| Data di posa      | Luogo di posa                                        | Stolpersteine     | Incisione | Note biografiche |
| ----------------- | ---------------------------------------------------- | ----------------- | --- | --- |
| 20 gennaio 2019   | Castel San Giovanni (davanti alle scuole elementari) |                   | A CASTEL SAN GIOVANNI ABITAVA TINA PESARO NATA 1913 ARRESTATA 1.12.1943 DEPORTATA 1944 AUSCHWITZ ASSASSINATA 31.12.1944 LANDSBERG | Ida Benedetta Pesaro (Castel San Giovanni 13 ottobre 1913 - Auschwitz 31 dicembre 1945) figlia di Bice Calabresi e Ferdinando Pesaro, fu arrestata il 1 dicembre 1943 a Castel San Giovanni ed internata nel carcere di Piacenza. Il 2 agosto 1944, dopo otto mesi di detenzione, fu deportata ad Auschwitz, partendo dal Campo di Fossoli con il convoglio n. 14. Il 6 agosto 1944 arrivò nel campo di sterminio. Tina Pesaro fu assassinata il 31 dicembre 1944 a Landsberg in Baviera. |

### Piacenza
| Pietra d'inciampo | Pietra d'inciampo                                                         | Pietra d'inciampo | Pietra d'inciampo | Note biografiche |
| Data di posa      | Luogo di posa                                                             | Stolpersteine     | Incisione | Note biografiche |
| ----------------- | ------------------------------------------------------------------------- | ----------------- | --- | --- |
| 14 ottobre 2022   | Via XX Settembre ingresso Galleria S.Francesco 45°03′08.74″N 9°41′38.49″E |                   | QUI LAVORAVA ENRICO RICHETTI NATO 1910 ARRESTATO 26.1.1944 DEPORTATO AUSCHWITZ ASSASSINATO 6.1.1945 DACHAU              | Enrico Richetti (Gorizia, 7 dicembre 1910 - Dachau, 6 gennaio 1945), figlio di Elia e Virginia Ascoli, ebreo, insegnante iscritto al PNF, è espulso dal partito nel 1935 e inibito alla professione per le critiche espresse alla spedizione militare in Etiopia. A seguito della promulgazione delle leggi razziali fasciste, si trasferisce con la moglie a Piacenza nel 1939, nella speranza di nascondere la propria identità ebraica, avviando un negozio di macchine da scrivere in via XX Settembre. La sua vera identità è scoperta nel gennaio del 1944: arrestato a Firenze, trasferito a Fossoli prima, quindi Verona, ed infine deportato nel Reich con destinazione Auschwitz, a cui segue Dachau dove muore il 6 gennaio 1945. |
| 22 aprile 2023    | Corso Garibaldi, 83 45°03′11.28″N 9°41′23.29″E                            |                   | QUI ABITAVA FRANCESCO DAVERI NATO 1903 ARRESTATO 18.11.1944 DEPORTATO MAUTHAUSEN-GUSEN ASSASSINATO 13.4.1945            | Francesco Daveri (Piacenza, 1 gennaio 1903 - Gusen, 13 aprile 1945), antifascista, partigiano cattolico, laureato in giurisprudenza a Pavia, sposa Margherita Castagna; avvia il proprio studio legale che diviene ben presto ritrovo degli attivisti del Partito Popolare Italiano di Luigi Sturzo. Dopo l'armistizio dell'8 settembre 1943, prende contatti col CLN di Milano; per alcuni atti ritenuti eversivi deve rifugiare in Svizzera per sfuggire l'arresto e la condanna. Intraprende la collaborazione con i servizi segreti inglesi. Rientrato a Milano, riprende l'attività nel CLN, ma nell'ottobre del 1944 è arrestato dalla Gestapo e rinchiuso nel carcere di San Vittore a Milano, quindi Bolzano a cui segue la deportazione nel Reich destinato a Mauthausen ed infine trasferito a Gusen, dove muore il 13 aprile 1945. Insignito di Medaglia d'argento al valor militare alla memoria. Il Comune di Piacenza, oltre che intitolargli una strada (la stessa dove sorgeva lo studio), ha fatto apporre al n° 4 una lapide che ne ricorda il sacrificio. |
| 20 dicembre 2024  | Via Cavour, 64 45°03′15.28″N 9°41′44.42″E                                 |                   | QUI ABITAVA LUIGI ALBERTO BROGLIO NATO 1923 ARRESTATO MAG. 1944 INTERNATO FOSSOLI ASSASSINATO 12.7.1944 CIBENO DI CARPI | Luigi Alberto Broglio (Sant'Ilario Ligure, 19 agosto 1923 - Poligono di tiro di Cibeno, Carpi, 12 luglio 1944), proveniente da una famiglia di sentimenti liberali e patriottici stabilitasi a Piacenza, nel 1941 è espulso dal Liceo cittadono quale autore di una scritta murale antifascista, diplomandosi poi a Cremona. Dopo l'armistizio dell'8 settembre 1943, entra nella Resistenza col nome di battaglia “Nataniele”. Collabora con i servizi segreti inglesi occupandosi dei prigionieri di guerra fuggiti dai campi di prigionia sul territorio italiano, fino all'arresto causato dalla delazione di un suo zio. Internato a Fossoli, quindi fucilato presso il poligono di tiro di Cibeno, allora frazione di Carpi, nell'eccidio di Cibeno, efferato assassinio di 67 internati del campo per mano delle SS tedesche. Decorato con la medaglia d’argento al valor militare. |

## Provincia di Ravenna

### Conselice
Nella frazione Lavezzola, distante 8 km da Conselice, sono state collocate 7 pietre d'inciampo il 27 gennaio 2025.
| Pietra d'inciampo | Pietra d'inciampo                          | Pietra d'inciampo | Pietra d'inciampo                                                                                   | Note biografiche |
| Data di posa      | Luogo di posa                              | Stolpersteine     | Incisione                                                                                           | Note biografiche |
| ----------------- | ------------------------------------------ | ----------------- | --------------------------------------------------------------------------------------------------- | --- |
| 27 gennaio 2025   | dinanzi Casa comunale 44.56076°N 11.8752°E |                   | QUI ABITAVA GERSCH TALMATZKY NATO 1892 ARRESTATO 9.12.1943 DEPORTATO AUSCHWITZ ASSASSINATO 1944     | Gersch Talmatzky (Chisinau, 23 gennaio 1892 - Auschwitz, 1944). Arrestato a Lavezzola il 9 dicembre 1943, fu rinchiuso nel carcere di Ravenna, fu poi trasferito a Milano. Da qui fu deportato nel campo di sterminio di Auschwitz il 30 gennaio 1944 (convoglio n. 6), dove arrivò il 6 febbraio. Non è sopravvissuto alla Shoah.                                                             |
| 27 gennaio 2025   | dinanzi Casa comunale 44.56076°N 11.8752°E |                   | QUI ABITAVA ETHEL KATZ NATA 1890 ARRESTATA 9.12.1943 DEPORTATA AUSCHWITZ ASSASSINATA 1944           | Ethel Katz (Chisinau, 1° ottobre 1890 - Auschwitz, 1944). Moglie di Gersch Talmatzky, ne condivise il destino. Arrestata a Lavezzola il 9 dicembre 1943, fu rinchiusa nel carcere di Ravenna, fu poi trasferita a Milano. Da qui fu deportata nel campo di sterminio di Auschwitz il 30 gennaio 1944 (convoglio n. 6), dove arrivò il 6 febbraio. Non è sopravvissuta alla Shoah.              |
| 27 gennaio 2025   | dinanzi Casa comunale 44.56076°N 11.8752°E |                   | QUI ABITAVA REGINA TALMATZKY NATA 1914 ARRESTATA 9.12.1943 DEPORTATA AUSCHWITZ ASSASSINATA 1944     | Regina Talmatzky (Trieste, 24 febbraio 1914 - Auschwitz, 1944). Figlia di Gersch Talmatzky e di Ethel Katz. Arrestata a Lavezzola il 9 dicembre 1943, fu rinchiusa nel carcere di Ravenna, fu poi trasferita a Milano. Da qui fu deportata nel campo di sterminio di Auschwitz il 30 gennaio 1944 (convoglio n. 6), dove arrivò il 6 febbraio. Non è sopravvissuta alla Shoah.                 |
| 27 gennaio 2025   | dinanzi Casa comunale 44.56076°N 11.8752°E |                   | QUI ABITAVA VALERIO TALMATZKY NATO 1919 ARRESTATO 9.12.1943 DEPORTATO AUSCHWITZ ASSASSINATO 1944    | Valerio Talmatzky (Trieste, 25 giugno 1919 - Auschwitz, 1944). Figlio di Gersch Talmatzky e di Ethel Katz. Arrestato a Lavezzola il 9 dicembre 1943, fu rinchiuso nel carcere di Ravenna, fu poi trasferito a Milano. Da qui fu deportato nel campo di sterminio di Auschwitz il 30 gennaio 1944 (convoglio n. 6), dove arrivò il 6 febbraio. Non è sopravvissuto alla Shoah.                  |
| 27 gennaio 2025   | dinanzi Casa comunale 44.56076°N 11.8752°E |                   | QUI ABITAVA SALOMONE KRZENTOWSKY NATO 1889 ARRESTATO 9.12.1943 DEPORTATO AUSCHWITZ ASSASSINATO 1944 | Salomone Krzentowsky (Czestochowa, 22 luglio 1889 - Auschwitz, 1944). Arrestato a Lavezzola il 9 dicembre 1943, fu rinchiuso nel carcere di Ravenna, fu poi trasferito a Milano. Da qui fu deportato nel campo di sterminio di Auschwitz il 30 gennaio 1944 (convoglio n. 6), dove arrivò il 6 febbraio. Non è sopravvissuto alla Shoah.                                                       |
| 27 gennaio 2025   | dinanzi Casa comunale 44.56076°N 11.8752°E |                   | QUI ABITAVA SALLY ASCHENASJ NATA 1894 ARRESTATA 9.12.1943 DEPORTATA AUSCHWITZ ASSASSINATA 1944      | Sally Aschenasj (Jasienow, 8 dicembre 1894 - Auschwitz, 1944). Moglie di Salomone Krzentowsky, fu arrestata col marito a Lavezzola il 9 dicembre 1943. Venne rinchiusa nel carcere di Ravenna, poi fu trasferita a Milano. Da qui fu deportata nel campo di sterminio di Auschwitz il 30 gennaio 1944 (convoglio n. 6), dove arrivò il 6 febbraio. Non è sopravvissuta alla Shoah.             |
| 27 gennaio 2025   | dinanzi Casa comunale 44.56076°N 11.8752°E |                   | QUI ABITAVA SIMEONE KRZENTOWSKY NATO 1887 ARRESTATO 9.12.1943 DEPORTATO AUSCHWITZ ASSASSINATO 1944  | Simeone Krzentowsky (Czestochowa, 4 aprile 1887 - Auschwitz, 1944). Fratello maggiore di Salomone, ne condivise il destino. Arrestato a Lavezzola il 9 dicembre 1943, fu rinchiuso nel carcere di Ravenna, fu poi trasferito a Milano. Da qui fu deportato nel campo di sterminio di Auschwitz il 30 gennaio 1944 (convoglio n. 6), dove arrivò il 6 febbraio. Non è sopravvissuto alla Shoah. |

### Faenza
Faenza accoglie una sola pietra d'inciampo, la quale è stata collocata il 11 gennaio 2018.
| Pietra d'inciampo | Pietra d'inciampo                           | Pietra d'inciampo | Pietra d'inciampo                                                                   | Note biografiche |
| Data di posa      | Luogo di posa                               | Stolpersteine     | Incisione                                                                           | Note biografiche |
| ----------------- | ------------------------------------------- | ----------------- | ----------------------------------------------------------------------------------- | --- |
| 11 gennaio 2018   | Via della Croce, 16 44.287095°N 11.887376°E |                   | QUI ABITAVA AMALIA FLEISCHER NATA 1885 ARRESTATA 4.12.1943 DEPORTATA 1944 AUSCHWITZ | Amalia Fleischer (Vienna 7 agosto 1885 - Auschwitz), figlia di Anna Michalup e Bertoldo Fleischer, fu arrestata a Faenza il 4 dicembre 1943. Fu internata prima nel carcere di Ravenna, poi a Milano. Il 30 gennaio 1944 fu deportata ad Auschwitz, partendo dal carcere di Milano con il convoglio n. 6. Arrivò nel campo di sterminio il 6 febbraio 1944. Amalia Fleischer non è sopravvissuta alla Shoah. |

### Lugo
Nei secoli passati Lugo ha potuto vantare una numerosa presenza ebraica (il 10% della popolazione nel XVII secolo). Ha pagato un pesante tributo di sangue durante la Seconda guerra mondiale: ventisei cittadini furono deportati nei campi di sterminio. Tra essi, Ida Caffaz. La sua pietra d'inciampo è stata posata il 28 gennaio 2024.
| Pietra d'inciampo | Pietra d'inciampo                               | Pietra d'inciampo | Pietra d'inciampo                                                                             | Note biografiche |
| Data di posa      | Luogo di posa                                   | Stolpersteine     | Incisione                                                                                     | Note biografiche |
| ----------------- | ----------------------------------------------- | ----------------- | --------------------------------------------------------------------------------------------- | --- |
| 28 gennaio 2018   | Corso G. Matteotti, 103 44.418364°N 11.917028°E |                   | QUI ABITAVA IDA CAFFAZ NATA 1881 ARRESTATA 9.12.1943 DEPORTATA AUSCHWITZ ASSASSINATA 6.2.1944 | Ida Caffaz (Lugo, 30 gennaio 1881 - Auschwitz, 6 febbraio 1944), figlia di Giacomo Caffaz e Vittoria Gallico, fu arrestata il 9 dicembre 1943. Deportata nel campo di sterminio di Auschwitz, non è sopravvissuta alla Shoah. |

### Ravenna
Ravenna accoglie una sola pietra d'inciampo, la quale è stata collocata il 13 gennaio 2013.
| Pietra d'inciampo | Pietra d'inciampo                       | Pietra d'inciampo | Pietra d'inciampo                                                                                 | Note biografiche |
| Data di posa      | Luogo di posa                           | Stolpersteine     | Incisione                                                                                         | Note biografiche |
| ----------------- | --------------------------------------- | ----------------- | ------------------------------------------------------------------------------------------------- | --- |
| 13 gennaio 2013   | Via F. Mordani, 5 44.41821°N 12.19794°E |                   | QUI STUDIÒ ROBERTO BACHI NATO 1929 ARRESTATO 17.10.1943 DEPORTATO 1943 AUSCHWITZ ASSASSINATO 1944 | Roberto Bachi (Torino 12 marzo 1929 - Auschwitz ottobre 1944), la pietra si trova davanti alla scuola che frequentò durante l'anno scolastico 1937/1938. Un'altra pietra d'inciampo a lui dedicata è presente a Torrechiara, nel comune di Langhirano. Per la sua biografia vedi sopra. |

### Riolo Terme
Il paese della Valle del Senio raccoglie sei pietre d'inciampo, che sono state collocate il 25 gennaio 2025.
| Pietra d'inciampo | Pietra d'inciampo                          | Pietra d'inciampo | Pietra d'inciampo | Note biografiche |
| Data di posa      | Luogo di posa                              | Stolpersteine     | Incisione | Note biografiche |
| ----------------- | ------------------------------------------ | ----------------- | --- | --- |
| 25 gennaio 2025   | dinanzi Municipio 44.276095°N 11.724611°E  |                   | A RIOLO TERME ABITAVA ELSA BIDUSSA NATA 1903 ARRESTATA 5.12.1943 DEPORTATA 30.1.1944 AUSCHWITZ ASSASSINATA                | Elisa Bidussa (Livorno, 1º febbraio 1903 - Auschwitz, ???). Coniugata con Vasco Pinto. Arrestata a Riolo Terme il 5 dicembre 1943. Rinchiusa nel carcere di Ravenna, fu poi trasferita a Milano. Da qui fu deportata nel campo di sterminio di Auschwitz il 30 gennaio 1944 (convoglio n. 6), dove arrivò il 6 febbraio. Non è sopravvissuta alla Shoah.                                                                        |
| 25 gennaio 2025   | dinanzi Municipio 44.276095°N 11.724611°E  |                   | A RIOLO TERME ABITAVA VERA PINTO NATA 1925 ARRESTATA 5.12.1943 DEPORTATA 30.1.1944 AUSCHWITZ ASSASSINATA                  | Vera Pinto (Livorno, 7 agosto 1925 - Auschwitz, ???), figlia di Vasco Pinto ed Elsa Bidussa, condivise il destino della madre e della sorella Wanda. Arrestata a Riolo Terme il 5 dicembre 1943, fu rinchiusa nel carcere di Ravenna, fu poi trasferita a Milano. Da qui fu deportata nel campo di sterminio di Auschwitz il 30 gennaio 1944 (convoglio n. 6), dove arrivò il 6 febbraio. Non è sopravvissuta alla Shoah.       |
| 25 gennaio 2025   | dinanzi Municipio 44.276095°N 11.724611°E  |                   | A RIOLO TERME ABITAVA WANDA PINTO NATA 1928 ARRESTATA 5.12.1943 DEPORTATA 30.1.1944 AUSCHWITZ ASSASSINATA                 | Wanda Pinto (Venezia, 10 dicembre 1928 - Auschwitz, ???), figlia di Vasco Pinto ed Elsa Bidussa, condivise il destino della madre e della sorella Vera. Arrestata a Riolo Terme il 5 dicembre 1943, fu rinchiusa nel carcere di Ravenna, fu poi trasferita a Milano. Da qui fu deportata nel campo di sterminio di Auschwitz il 30 gennaio 1944 (convoglio n. 6), dove arrivò il 6 febbraio. Non è sopravvissuta alla Shoah.    |
| 25 gennaio 2025   | Corso Matteotti, 5 44.275511°N 11.723241°E |                   | A RIOLO TERME ABITAVA ANGELO PIAZZA NATO 1875 ARRESTATO 5.12.1943 DEPORTATO 30.1.1944 AUSCHWITZ ASSASSINATO 6.2.1944      | Angelo Piazza (Roma, 3 febbraio 1875 - Auschwitz, 6 febbraio 1944). Coniugato con Margherita Ascoli. Arrestato a Riolo Terme il 5 dicembre 1943, fu rinchiuso nel carcere di Ravenna, fu poi trasferito a Milano. Da qui fu deportato nel campo di sterminio di Auschwitz il 30 gennaio 1944 (convoglio n. 6), dove arrivò il 6 febbraio. Non è sopravvissuto alla Shoah.                                                       |
| 25 gennaio 2025   | Corso Matteotti, 5 44.275511°N 11.723241°E |                   | A RIOLO TERME ABITAVA MARGHERITA ASCOLI NATA 1883 ARRESTATA 5.12.1943 DEPORTATA 30.1.1944 AUSCHWITZ ASSASSINATA 6.2.1944  | Margherita Ascoli (Roma, 3 febbraio 1883 - Auschwitz, 6 febbraio 1944). Coniugata con Piazza Angelo. Arrestata a Riolo Terme il 5 dicembre 1943, fu rinchiusa nel carcere di Ravenna, fu poi trasferita a Milano. Da qui fu deportata nel campo di sterminio di Auschwitz il 30 gennaio 1944 (convoglio n. 6), dove arrivò il 6 febbraio. Non è sopravvissuta alla Shoah.                                                       |
| 25 gennaio 2025   | Corso Matteotti, 5 44.275511°N 11.723241°E |                   | A RIOLO TERME ABITAVA MARIA LUISA PIAZZA NATA 1909 ARRESTATA 5.12.1943 DEPORTATA 30.1.1944 AUSCHWITZ ASSASSINATA 6.2.1944 | Maria Luisa Piazza (Venezia, 10 luglio 1909 - Auschwitz, 6 febbraio 1944). Figlia di Angelo Piazza e Margherita Ascoli, condivise il destino dei genitori. Arrestata a Riolo Terme il 5 dicembre 1943, fu rinchiusa nel carcere di Ravenna, poi fu trasferita a Milano. Da qui fu deportata nel campo di sterminio di Auschwitz il 30 gennaio 1944 (convoglio n. 6), dove arrivò il 6 febbraio. Non è sopravvissuta alla Shoah. |

## Provincia di Reggio Emilia
In provincia di Reggio Emilia sono presenti 133 pietre d'inciampo. La prima pietra venne collocata a Correggio il 9 gennaio 2015.

## Provincia di Rimini

### Rimini
| Pietra d'inciampo | Pietra d'inciampo                          | Pietra d'inciampo | Pietra d'inciampo                                                                                               | Note biografiche |
| Data di posa      | Luogo di posa                              | Stolpersteine     | Incisione | Note biografiche |
| ----------------- | ------------------------------------------ | ----------------- | --- | --- |
| 23 aprile 2025    | Via Clodia, 30 44°03′49.75″N 12°34′02.82″E |                   | QUI ABITAVA WALTER GHELFI NATO 1922 ARRESTATO 16.4.1944 INTERNATO FOSSOLI ASSASSINATO 12.7.1944 CIBENO DI CARPI | Walter Ghelfi (Rimini, 3 agosto 1922 - Poligono di tiro di Cibeno Carpi, 12 luglio 1944). partigiano, ferroviere, celibe. Dopo l'arresto, detenuto a Bologna prima dell'internamento al campo di Fossoli. È tra i martiri dell'eccidio di Fossoli. |

### Esplicative
1. ↑  All'epoca il civico era il 19
2. ↑  Il luogo in cui sono state poste le pietre non corrisponde alle abitazioni dei deportati. Vanes de Maria era residente in via Cavour 17, mentre Giovanni Galli abitava in via Canale 11
3. ↑  Le pietre per Renzo e Nando Pincolini e per Gualtiero Rebecchi sono state poste nella piazza centrale del paese perché non è stato possibile identificare con esattezza le abitazioni
4. ↑  Altre fonti danno San Pancrazio Parmense come luogo di nascita e il 17 luglio come data
5. ↑  All'epoca era il civico 45
6. ↑  All'epoca Viale Umberto I 27
7. ↑  Altre fonti danno come data di morte il 29 aprile
8. ↑  Le tre pietre sono poste davanti al Municipio del Comune
9. ↑  All'epoca Via Roma/Via Marconi

### Bibliografiche
1. 1 2 3 4 5 6 7 8 9 10 11 12 13 14 15 16   Le Pietre di inciampo a Bologna, su comune.bologna.it, Comune di Bologna. URL consultato il 31 maggio 2020.
2. ↑   Proiettiamo sui muri la storia delle pietre d'inciampo, su culturabologna.it, Comune di Bologna.
3. ↑    Andrea Gattini, Proiettiamo sui muri la storia delle pietre d'inciampo, proiezione 27 1 2021 Istituto Parri Bologna, su YouTube, 4 febbraio 2021.
4. ↑   Baroncini Adelchi, su storiaememoriadibologna.it, Comune di Bologna. URL consultato il 1º giugno 2020 (archiviato dall'url originale il 25 gennaio 2022).
5. ↑   Teresa Benini, su storiaememoriadibologna.it, Comune di Bologna.
6. ↑   Angela Baroncini, su storiaememoriadibologna.it, Comune di Bologna. URL consultato il 1º giugno 2020.
7. ↑   Nella Baroncini, su ciportanovia.it, ANED. URL consultato il 1º giugno 2020.
8. ↑   Scomparsa di Nella Baroncini, su comune.bologna.it, Comune di Bologna. URL consultato il 1º giugno 2020.
9. 1 2 3   Posa di due Pietre d’Inciampo a Casalecchio di Reno intitolate a Vanes de Maria e Giovanni Galli (PDF), su istitutoparri.eu, Istituto Parri Emilia-Romagna. URL consultato il 2 giugno 2020 (archiviato dall'url originale il 12 luglio 2020).
10. ↑   15 gennaio 2025: anche a Imola, le Pietre d’inciampo, su comune.imola.bo.it. URL consultato il 25 marzo 2025.
11. 1 2 3 4   Carcere di San Giovanni in Monte, su storiaememoriadibologna.it. URL consultato il 25 marzo 2025.
12. 1 2 3 4   I deportati politici, su anpi-vicenza.it. URL consultato il 10 agosto 2023.
13. 1 2 3 4 5 6   Pietre d'inciampo Imola 2025 (PDF), su cidra.it. URL consultato il 25 marzo 2025.
14. 1 2   Campo di concentramento di Peggau, Peggau (1944 - 1945), su archivi.unifi.it. URL consultato il 25 marzo 2025.
15. ↑   Una pietra d'inciampo in memoria del partigiano medicinese Giulio Pedretti, su comune.medicina.bo.it. URL consultato il 18 gennaio 2025.
16. ↑   Quindici pietre d’inciampo per ricordare i cittadini ferraresi vittime della Shoah deportati dai nazi-fascisti, questa mattina la cerimonia di posa con la partecipazione della Regione, in mincioedintorni.it, 15 gennaio 2025. URL consultato il 16 gennaio 2019.
17. ↑   Nello Rietti, su digital-library.cdec.it. URL consultato il 16 gennaio 2025.
18. ↑   Giulia Rietti, su digital-library.cdec.it. URL consultato il 16 gennaio 2025.
19. ↑   Leonella Rietti, su digital-library.cdec.it. URL consultato il 16 gennaio 2025.
20. ↑   Gastone Rietti, su digital-library.cdec.it. URL consultato il 16 gennaio 2025.
21. ↑   Argia Cavalieri, su digital-library.cdec.it. URL consultato il 16 gennaio 2025.
22. ↑   Berta Forti, su digital-library.cdec.it. URL consultato il 16 gennaio 2025.
23. ↑   Carolina Jesi, su digital-library.cdec.it. URL consultato il 16 gennaio 2025.
24. ↑   Umberto Lampronti, su digital-library.cdec.it. URL consultato il 16 gennaio 2025.
25. ↑   Carlo Lampronti, su digital-library.cdec.it. URL consultato il 16 gennaio 2025.
26. ↑   Carlo Bassani, su digital-library.cdec.it. URL consultato il 16 gennaio 2025.
27. ↑   Giuseppe Bassani, su digital-library.cdec.it. URL consultato il 16 gennaio 2025.
28. ↑   Marcella Bassani, su digital-library.cdec.it. URL consultato il 16 gennaio 2025.
29. ↑   Rina Lampronti, su digital-library.cdec.it. URL consultato il 16 gennaio 2025.
30. ↑   Tanti studenti per la posa delle pietre d'inciampo che ricordano le sorelle Forti e Jacchia, deportate ad Auschwitz, in Cesena Today, 25 gennaio 2022.
31. ↑   Cesena nella rete europea della memoria, su memorianovecento.emiliaromagnacultura.it.
32. ↑   Mario Saralvo, su resistenzamappe.it. URL consultato il 2 luglio 2023.
33. ↑   Amalia Levi Saralvo, su resistenzamappe.it. URL consultato il 2 luglio 2023.
34. ↑   Giorgio Saralvo, su resistenzamappe.it. URL consultato il 2 luglio 2023.
35. 1 2 3 4 5 6 7 8 9   Carcere di San Vittore, su mi4345.it. URL consultato il 30 giugno 2023.
36. 1 2 3 4 5 6 7 8 9   Stazione Centrale di Milano, su mi4345.it. URL consultato il 30giugno 2023.
37. 1 2 3 4 5 6   Giornata della Memoria, posizionate le ultime pietre d'inciampo [collegamento interrotto], in corrierecesenate.it, 25 gennaio 2022. URL consultato il 5 luglio 2023.
38. ↑   Lucia Forti, su digital-library.cdec.it. URL consultato il 2 luglio 2023.
39. ↑   Elda Forti, su digital-library.cdec.it. URL consultato il 2 luglio 2023.
40. ↑   Lina Forti, su digital-library.cdec.it. URL consultato il 2 luglio 2023.
41. ↑   Anna Forti, su digital-library.cdec.it. URL consultato il 2 luglio 2023.
42. ↑   Diana Jacchia, su digital-library.cdec.it. URL consultato il 2 luglio 2023.
43. ↑   Dina Jacchia, su digital-library.cdec.it. URL consultato il 2 luglio 2023.
44. 1 2 3 4 5 6 7 8 9 10 11 12   Gavino Cau, Forlì, posate le pietre d’inciampo per le vittime dell’orrore, in Corriere della Romagna, 26 gennaio 2022.
45. 1 2 3   Verso il 25 aprile, posate le pietre d'Inciampo alla memoria di Arturo e Tonino Spazzoli, in forlitoday.it, 17 aprile 2023. URL consultato il 7 luglio 2023.
46. ↑   24 aprile, Forlì, Posa della Pietra d’Inciampo a ricordo di Edo Bertaccini, su fondazionefossoli.org. URL consultato il 1° maggio 2025.
47. ↑   Nissim Matatia, su digital-library.cdec.it. URL consultato il 5 luglio 2023.
48. 1 2 3 4   PIETRE D’INCIAMPO – PROGETTO TRACCE DELLA MEMORIA 2022, su liceocalboli.edu.it. URL consultato il 5 luglio 2023.
49. ↑   Matilde Hakim, su digital-library.cdec.it. URL consultato il 5 luglio 2023.
50. ↑   Cimiteero ebraico di Bologna, su visitjewishitaly.it. URL consultato il 7 luglio 2023.
51. ↑   Beniamino Matatia, su digital-library.cdec.it. URL consultato il 5 luglio 2023.
52. ↑   Camelia Matatia, su digital-library.cdec.it. URL consultato il 5 luglio 2023.
53. ↑   Roberto Matatia, su digital-library.cdec.it. URL consultato il 5 luglio 2023.
54. ↑   Remigio Diena, su digital-library.cdec.it. URL consultato il 7 luglio 2023.
55. ↑   Marradi, su percorsisolidarieta.istorecofc.it. URL consultato il 7 luglio 2023.
56. 1 2 3   La famiglia Saralvo, su resistenzamappe.it. URL consultato il 7 luglio 2023.
57. ↑   Gli ebrei di Forlì dopo l’8 settembre 1943, su romagnapost.it. URL consultato il 7 luglio 2023.
58. ↑   Ottobre 1942: Forlì accoglie don Pietro Garbin, su diogene.news. URL consultato il 7 luglio 2023.
59. 1 2 3   Storia dei Fratelli Spazzoli, su fratellispazzoli.it. URL consultato il 7 luglio 2023.
60. ↑   Addio a Franca, superstite del lager, in ilrestodelcarlino.it, 19 gennaio 2012. URL consultato il 7 luglio 2023.
61. ↑   Ca’ Cornio, su istorecofc.it. URL consultato il 7 luglio 2023.
62. ↑   Episodio di Ca’ Cornio-Monte Trebbio (FC), 18 agosto 1944, su straginazifasciste.it. URL consultato il 7 luglio 2023.
63. ↑   Edo Bertaccini, su centrostudifossoli.org. URL consultato il 1° maggio 2025.
64. 1 2 3 4   A Finale Emilia la pietra d'inciampo per Ada Osima ed Emilio Castelfranchi, su SulPanaro News, 28 gennaio 2019. URL consultato il 10 marzo 2020.
65. ↑   27 GENNAIO: GIORNO DELLA MEMORIA, su biblioteca.comunefinale.net, Biblioteca Comunale di Finale Emilia.
66. 1 2   Nerino Barbieri, La Bassa Modenese tra il primo e il secondo conflitto mondiale.
67. ↑   Osima, Ada, su CDEC Digital Library, Fondazione Centro di Documentazione Ebraica Contemporanea.
68. ↑   Modena. Una «Pietra d'inciampo» sotto casa: così Mirandola ricorda il beato Focherini, su avvenire.it, Avvenire, 21 gennaio 2019. URL consultato il 10 marzo 2020.
69. 1 2  Focherini, 2001, p. 143.
70. ↑   Venerabile Teresio Olivelli Laico e martire, in Santi, beati e testimoni - Enciclopedia dei santi, santiebeati.it. URL consultato il 5 luglio 2017.
71. ↑   Vignola posa una pietra d'inciampo per Ugo Milla nel Giorno della Memoria, in Modena Today, 26 gennaio 2021. URL consultato il 9 agosto 2021.
72. ↑   Vignola, una pietra d'inciampo in via Fontana dedicata a Ugo Milla, in Modena Today, 27 gennaio 2021. URL consultato il 9 agosto 2021.
73. ↑   UGO MILLA, su pietred'inciampo.eu, Proedi Editore. URL consultato il 9 agosto 2021.
74. ↑   Pro-Memoria • Vignola e la Memoria della Shoah, su YouTube, emiliaromagnateatro, 27 gennaio 2021. URL consultato il 9 agosto 2021.
75. ↑   Pietre d'inciampo: i deportati valtaresi non saranno mai più dimenticati, in gazzettadiparma.it, 24 gennaio 2022. URL consultato il 20 giugno 2023.
76. 1 2 3 4 5 6 7 8 9 10 11 12 13 14 15 16 17 18 19 20 21 22 23 24 25 26 27 28 29 30 31 32 33 34 35 36   L’internamento italiano degli ebrei durante la Seconda guerra mondiale, su giustiemiliaromagna.it. URL consultato il 16 giugno 2023.
77. 1 2 3 4 5 6 7 8 9 10 11 12 13 14 15 16 17 18 19 20 21 22 23 24 25 26 27   Campo di concentramento di Monticelli, su pietredinciampoparma.it. URL consultato il 15 giugno 2023.
78. 1 2 3 4 5 6 7 8 9 10 11 12 13 14 15 16 17 18 19 20 21 22 23 24 25 26   Campo di concentramento di Scipione, su pietredinciampoparma.it. URL consultato il 15 giugno 2023.
79. ↑   Maria Domaic, su pietredinciampoparma.it. URL consultato il 20 giugno 2023.
80. ↑   Davide Levic, su pietredinciampoparma.it. URL consultato il 20 giugno 2023.
81. ↑   Stella Levic, su pietredinciampoparma.it. URL consultato il 20 giugno 2023.
82. ↑   campo di concentramento di Kavaja, su annapizzuti.it. URL consultato il 21 giugno 2023.
83. ↑   Emilio Cellurale, il commissario di Parma che salvò migliaia di ebrei, su parmateneo.it. URL consultato il 20 giugno 2023.
84. ↑   Rudolf Marton, su pietredinciampoparma.it. URL consultato il 20 giugno 2023.
85. ↑   Carlo Bergamaschi, su pietredinciampoparma.it. URL consultato il 20 giugno 2023.
86. ↑   Tina Ornstein, su pietredinciampoparma.it. URL consultato il 20 giugno 2023.
87. ↑   Alfredo Finz, su pietredinciampoparma.it. URL consultato il 20 giugno 2023.
88. ↑   Marcello Finz, su pietredinciampoparma.it. URL consultato il 20 giugno 2023.
89. 1 2 3 4   Posa di tre Pietre d'Inciampo, su comune.borgo-val-di-taro.pr.it. URL consultato il 15 giugno 2023.
90. ↑   Campo di concentramento XI B, Fallingbostel (1939 - 1945), su archivi.unifi.it. URL consultato il 15 giugno 2023.
91. ↑   Bartolomeo Leonardi, su pietredinciampoparma.it. URL consultato il 15 giugno 2023.
92. ↑   Dora Klein, su pietredinciampoparma.it. URL consultato il 15 giugno 2023.
93. ↑   Giovanni Brattesani, su pietredinciampoparma.it. URL consultato il 15 giugno 2023.
94. ↑   Descio Foà, su pietredinciampoparma.it. URL consultato il 15 giugno 2023.
95. ↑   Faustino Cavagna, su pietredinciampoparma.it. URL consultato il 15 giugno 2023.
96. 1 2 3 4 5   Famiglia Reknitzer, su istitutostoricoparma.it. URL consultato il 27 luglio 2023.
97. ↑   STALAG IV-B, su deportatibrescia.it. URL consultato il 14 giugno 2023.
98. ↑   STALAG IV-D, su deportatibrescia.it. URL consultato il 14 giugno 2023.
99. ↑   Pietre d'inciampo Parma, su pietredinciampoparma.it. URL consultato il 14 giugno 2023.
100. ↑   Massimiliano Pollitzer, su pietredinciampoparma.it. URL consultato il 22 giugno 2023.
101. ↑   Giorno della Memoria 2021, su comune.collecchio.pr.it, Comune di Collecchio, 21 gennaio 2021. URL consultato il 9 agosto 2021.
102. 1 2 3 4   Programma posa pietre d'inciampo 2021, su istitutostoricoparma.it, ISREC Parma. URL consultato il 9 agosto 2021.
103. ↑   La memoria dei deportati, pietre d’inciampo per ricordare quattro fidentini, su comune.fidenza.pr.it, Comune di Fidenza.
104. ↑   27 Gennaio – Giorno della Memoria, su comune.fidenza.pr.it, Comune di Fidenza, 21 gennaio 2021. URL consultato il 5 febbraio 2021.
105. ↑   Guido Camurali, su pietredinciampoparma.it, ISREC Parma. URL consultato il 14 dicembre 2021.
106. ↑   Camorali Guido, su Parma '900, ISREC Parma. URL consultato il 7 luglio 2021.
107. 1 2   Nando e Renzo Pincolini, su pietredinciampoparma.it, ISREC Parma.
108. ↑   Pincolini Nando, su Parma '900, Istituto storico della Resistenza e dell'età contemporanea di Parma.
109. ↑   Pincolini Renzo, su Parma '900, ISREC Parma.
110. ↑   Gualtiero Rebecchi, su pietredinciampoparma.it, ISREC Parma. URL consultato l'8 febbraio 2021.
111. ↑   Dizionario biografico: Barabacci-Barzizza:Baruffini Andrea, su Dizionario biografico dei parmigiani, Istituzione Biblioteche del Comune di Parma.
112. ↑   Baruffini Andrea, su Parma '900, ISREC Parma. URL consultato il 9 agosto 2021.
113. ↑   Campo della gloria al Cimitero Maggiore, su mi4345.it. URL consultato il 24 marzo 2025.
114. ↑   13 febbraio, Fontanellato (PR). Posa della Pietra d'Inciampo a ricordo di Ettore dall'Asta, su fondazionefossoli.org. URL consultato il 24 marzo 2025.
115. ↑   Memoria d'inciampo (PDF), su comune.langhirano.pr.it, Comune di Langhirano.
116. 1 2   Armando e Roberto Bachi, su pietredinciampoparma.it, ISREC Parma. URL consultato il 24 dicembre 2020.
117. 1 2   Chiara Ines Maria Gelmetti, 167973, il viaggio di Roberto, in BET Magazine Mosaico, Comunità Ebraica di Milano, 10 settembre 2019.
118. ↑   Bachi, Armando, su CDEC Digital Library, Fondazione Centro di Documentazione Ebraica Contemporanea.
119. ↑   Prima della Prima, Rai 5, 27 gennaio 2019.
120. 1 2   IL GIORNO DELLA MEMORIA, UN COMPAGNO DI SCUOLA: ROBERTO BACHI, AUSCHWITZ, MATRICOLA N. 167973 (PDF), su assemblea.emr.it.
121. 1 2 3   Famiglia Israel, su pietredinciampoparma.it, ISREC Parma. URL consultato il 14 dicembre 2021.
122. ↑   Jeshua Israel, su pietredinciampoparma.it, ISREC Parma.
123. 1 2   Anna Pizzuti, Ebrei stranieri internati in Italia durante il periodo bellico, su annapizzuti.it. URL consultato il 26 dicembre 2020.
124. ↑   Cabilio, Masalta, su CDEC Digital Library, Fondazione centro di documentazione ebraica contemporanea. URL consultato l'8 febbraio 2021.
125. ↑   Liko Israel, su pietredinciampoparma.it, ISREC Parma. URL consultato l'8 febbraio 2021.
126. ↑   Pietre della Memoria a Montechiarugolo: domenica la posa davanti al Municipio, in parmatoday.it, 30 gennaio 2024. URL consultato il 17 febbraio 2024.
127. ↑   Vito Ghiretti, su lessicobiograficoimi.it. URL consultato il 17 febbraio 2024.
128. ↑   XVII DISTRETTO – STAMMLAGER 398, su pastorevito.it. URL consultato il 17 febbraio 2024.
129. ↑   Rino Buratti, su lessicobiograficoimi.it. URL consultato il 17 febbraio 2024.
130. ↑   Lager Alt Drewitz (Polonia), su storiaememoriadibologna.it. URL consultato il 17 febbraio 2024.
131. ↑   “Pietre d’inciampo”, un progetto per ricordare, su comune.parma.it, 16 gennaio 2017.
132. ↑   Pietre d'inciampo, su comune.parma.it, 11 gennaio 2018.
133. 1 2 3 4 5 6 7 8 9   Posa di Pietre d'inciampo, su comune.parma.it, 6 febbraio 2019.
134. ↑   Quattro nuove “Pietre d'inciampo” a Parma, su comune.parma.it, 9 gennaio 2020.
135. 1 2   Giorno della Memoria, su Comune di Parma, 27 gennaio 2021. URL consultato il 5 febbraio 2021.
136. ↑   Pietre d'inciampo 2022, su comune.parma.it.
137. ↑   Nei luoghi della guerra e della Resistenza a Parma -Webserie, su pietredinciampoparma.it, ISREC Parma. URL consultato il 12 dicembre 2021.
138. 1 2 3 4 5   Delfina Steri, Proiettiamo sui muri la storia delle "Pietre d'inciampo". Gli studenti, in un percorso di conoscenza e memoria, hanno contribuito alla realizzazione di una public history sulla Shoah, in Radio Radicale, 27 gennaio 2021. URL consultato il 10 agosto 2021.
139. ↑   Quattro nuove “Pietre d'inciampo” a Parma, su comune.parma.it, 27 gennaio 2023.
140. 1 2 3 4 5 6   Pietre d’inciampo, Parma ricorda Pietro Cavazzini, Emilio Soncini, Anselmo Gaudenzio, Luigi Longhi, Julka Deskovic e Maria Luigia Badiali, in parma.repubblica.it, 28 gennaio 2024. URL consultato il 17 febbraio 2024.
141. 1 2 3 4 5 6   Cerimonia di posa delle Pietre d’inciampo, su comune.parma.it. URL consultato l'11 marzo 2025.
142. 1 2 3 4   Famiglia Della Pergola, su Pietre d'inciampo Parma, ISREC Parma.
143. ↑   Famiglia Camerini / Luisa Minardi, su pietredinciampoparma.it, ISREC Parma.
144. ↑   Camerini, Emilia Lea, su CDEC Digital Library, Centro di Documentazione Ebraica Contemporanea.
145. ↑   Casa Camerini - Borgo delle Colonne 30, su resistenzamappe.it, Istituti Storici dell'Emilia-Romagna in Rete. URL consultato il 24 dicembre 2020.
146. ↑   Fabrizia Dalcò, Dizionario biografico delle parmigiane, Nuova Editrice Berti, 2016  [2012],  pp. 104–105.
147. ↑   Della Pergola, Cesare Davide, su CDEC Digital Library, Centro di Documentazione Ebraica Contemporanea.
148. ↑   Della Pergola, Donato, su CDEC Digital Library, Centro di Documentazione Ebraica Contemporanea.
149. 1 2   Fortunata e Libera Levi, su pietredinciampoparma.it, ISREC Parma.
150. ↑   Levi, Fortunata, su CDEC Digital Library, Centro di Documentazione Ebraica Contemporanea.
151. ↑   Levi, Libera, su CDEC Digital Library, Centro di Documentazione Ebraica Contemporanea.
152. 1 2 3 4   Famiglia Polizzi, su pietredinciampoparma.it, ISREC Parma.
153. 1 2 3   Lia Barone, PRIMO POLIZZI, IL PRIGIONIERO CHE CANTA (PDF), su liabarone.it.
154. ↑   Polizzi Secondo, su Parma '900, Istituto storico della Resistenza e dell'età contemporanea di Parma.
155. ↑   Polizzi Lina, su Parma '900, ISREC Parma.
156. ↑   Dizionario biografico: Placidi-Puzzi:Polizzi Lina, su Dizionario biografico dei parmigiani, Istituzione Biblioteche del Comune di Parma.
157. ↑   Fano, Enrico, su CDEC Digital Library, Centro di Documentazione Ebraica Contemporanea.
158. ↑   Bianchini, Giulia, su CDEC Digital Library, Centro di Documentazione Ebraica Contemporanea.
159. 1 2   Fano, Alba Fausta, su CDEC Digital Library, Centro di Documentazione Ebraica Contemporanea.
160. 1 2   Fabrizia Dalcò, Dizionario biografico delle parmigiane, Nuova Editrice Berti, 2016  [2012],  pp. 170–171.
161. ↑   Fano, Ermanno, su CDEC Digital Library, Centro di Documentazione Ebraica Contemporanea.
162. ↑   Fano, Liliana, su CDEC Digital Library, Centro di Documentazione Ebraica Contemporanea.
163. ↑   Fano, Luciano, su CDEC Digital Library, Centro di Documentazione Ebraica Contemporanea.
164. ↑   Fano, Roberto, su CDEC Digital Library, Centro di Documentazione Ebraica Contemporanea.
165. ↑   Padova, Giorgina, su CDEC Digital Library, Centro di Documentazione Ebraica Contemporanea.
166. ↑   Foà, Giorgio Nullo, su CDEC Digital Library, Fondazione Centro di Documentazione Ebraica Contemporanea.
167. 1 2   Giorgio Nullo Foà e Doralice Muggia, su pietredinciampoparma.it, ISREC Parma.
168. ↑   Negozio di sementi di Achille Bonelli - Piazza Giuseppe Garibaldi, su Resistenza mAPPe, Istituti Storici dell'Emilia-Romagna in Rete. URL consultato il 23 dicembre 2020.
169. ↑   Renzo Mosé Levi e famiglia, su pietredinciampoparma.it, ISREC Parma.
170. ↑   Levi Mosè Renzo, su Parma '900, ISREC Parma.
171. 1 2   Famiglia Barbieri, su pietredinciampoparma.it, ISREC Parma.
172. ↑   Barbieri Giuseppe, su Parma '900, ISREC Parma. URL consultato il 24 dicembre 2020.
173. ↑   Barbieri Sergio, su Parma '900, ISREC Parma. URL consultato il 24 dicembre 2020.
174. ↑   Camerini, Ulda, su CDEC Digital Library, Fondazione Centro di Documentazione Ebraica Contemporanea.
175. ↑   Samuel Spritzman, su pietredinciampoparma.it, ISREC Parma.
176. ↑   Spritzman Simon Samuel, su ciportanovia.it, ANED. URL consultato il 25 dicembre 2020.
177. 1 2 3 4   Dachau-Überlingen, su deportatibrescia.it. URL consultato il 17 febbraio 2024giugno 2023.
178. 1 2   Luigi Longhi, su pietredinciampoparma.it, ISREC Parma.
179. 1 2   Longhi Luigi, su Parma '900, Istituto storico della Resistenza e dell'età contemporanea di Parma. URL consultato il 19 gennaio 2021.
180. 1 2   Vite resistenti - Bruno e Luigi Longhi, su istitutostoricoparma.it, ISREC Parma. URL consultato il 19 gennaio 2021.
181. 1 2   TIMO, su resistenzamappe.it, Istituti Storici dell'Emilia-Romagna in Rete. URL consultato il 19 gennaio 2021.
182. ↑   Muggia, Doralice, su CDEC Digital Library, Fondazione Centro di Documentazione Ebraica Contemporanea.
183. ↑   Ugo Franchini, su pietredinciampoparma.it, ISREC Parma.
184. ↑   Gino Ravanetti, su pietredinciampoparma.it, ISREC Parma.
185. ↑   Augusto Olivieri, su pietredinciampoparma.it, ISREC Parma.
186. ↑   Olivieri Augusto, su ciportanovia.it, ANED Bologna. URL consultato il 7 febbraio 2021.
187. ↑   39º Campionato nazionale A.N.A., Associazione Nazionale Alpini, 2015,  pp. 36–37.
188. ↑   Gino Amadasi, su pietredinciampoparma.it, ISREC Parma.
189. ↑   Renzo Ildebrando Bocchi, su biografieresistenti.isacem.it, Isacem. URL consultato il 1º ottobre 2020 (archiviato dall'url originale il 25 ottobre 2020).
190. ↑   Renzo Ildebrando Bocchi, su pietredinciampoparma.it, ISREC Parma.
191. ↑   Stalag IB, su deportatibrescia.it. URL consultato il 23 giugno 2023.
192. ↑   Sergio Larini, su pietredinciampoparma.it. URL consultato il 23 giugno 2023.
193. ↑   Luigi Lusardi, su pietredinciampoparma.it. URL consultato il 23 giugno 2023.
194. ↑   Marcello Jannucci, su pietredinciampoparma.it. URL consultato il 23 giugno 2023.
195. ↑   Luciano Jaschi, su pietredinciampoparma.it. URL consultato il 23 giugno 2023.
196. ↑   Anselmo Gaudenzio, su database.istitutostoricoparma.it. URL consultato il 17 febbraio 2024.
197. ↑   MAUTHAUSEN – GUNSKIRCHEN-WELS I, su deportatibrescia.it. URL consultato l'11 marzo 2025.
198. ↑   Eros Tolomelli, su database.istitutostoricoparma.it. URL consultato l'11 marzo 2025.
199. ↑   Stalag XI-B, su deportati.it.
200. ↑   Antonio Paterlini, su database.istitutostoricoparma.it. URL consultato il 12 marzo 2025.
201. ↑   Il campo di concentramento del castello di Montechiarugolo, su resistenzamappe.it. URL consultato il 22 giugno 2023.
202. ↑   Davide Apfel, su pietredinciampoparma.it. URL consultato il 20 giugno 2023.
203. ↑   Salsomaggiore, oggi la posa delle Pietre d’Inciampo dedicate a tre deportati salsesi, in ilparmense.net, 24 gennaio 2022. URL consultato il 29 giugno 2023.
204. ↑   Campo di concentramento di Monticelli Terme, su pietredinciampoparma.it. URL consultato il 15 giugno 2023.
205. ↑   Anna Kresic e Dragica Oblath, su pietredinciampoparma.it. URL consultato il 20 luglio 2023.
206. ↑   Mario Sordini, su pietredinciampo.eu. URL consultato il 30 giugno 2023.
207. ↑   Pietre d'inciampo Parma, su pietredinciampoparma.it. URL consultato il 29 giugno 2023.
208. 1 2 3   Famiglia Schiffeldrin, su pietredinciampoparma.it. URL consultato il 30 luglio 2023.
209. ↑   Giorno della Memoria. Pietre d'inciampo, su icgiovanninoguareschi.edu.it. URL consultato il 29 giugno 2023.
210. ↑   Renzo Mosè Levi, su pietredinciampoparma.it. URL consultato il 30 luglio 2023.
211. ↑   Wilhelm Hochberger, su digital-library.cdec.it. URL consultato il 30 luglio 2023.
212. ↑   Pietre d'inciampo 2020 (PDF), su icsorbolomezzani.edu.it. URL consultato il 10 agosto 2020.
213. ↑   Saccani Evaristo, su Parma '900, ISREC Parma.
214. ↑   Evaristo Saccani (PDF), su Comune di Sorbolo Mezzani. URL consultato il 10 agosto 2021 (archiviato dall'url originale il 10 agosto 2021).
215. ↑   Mario Vietta (PDF), su Comune di Sorbolo Mezzani. URL consultato il 10 agosto 2021 (archiviato dall'url originale il 10 agosto 2021).
216. ↑   Vietta Mario, su Parma '900, ISREC Parma.
217. ↑   Carolina Blum (PDF), su Comune di Sorbolo Mezzani. URL consultato il 10 agosto 2021 (archiviato dall'url originale il 10 agosto 2021).
218. ↑   Anna Pizzuti, Ebrei stranieri internati in Italia durante il periodo bellico - Dalle leggi razziali all'internamento, su annapizzuti.it. URL consultato il 25 dicembre 2020.
219. 1 2 3   Famiglia Isakovic (PDF), su Comune di Sorbolo Mezzani. URL consultato il 10 agosto 2021 (archiviato dall'url originale il 10 agosto 2021).
220. ↑   Ebrei stranieri internati in Italia durante il periodo bellico - Il gruppo proveniente da KAVAJA, su annapizzuti.it.
221. 1 2   I fratelli Baruch (PDF), su Comune di Sorbolo Mezzani. URL consultato il 10 agosto 2021 (archiviato dall'url originale il 10 agosto 2021).
222. ↑   Anna Pizzuti, Dalla Jugoslavia occupata Ebrei profughi, rifugiati, internati (1941-1943) - Il Governatorato della Dalmazia, su annapizzuti.it.
223. ↑   Natan Baruch, su ushmm.org, United States Holocaust Memorial Museum.
224. ↑   Giacomo Fontanili (PDF), su Comune di Sorbolo Mezzani. URL consultato il 10 agosto 2021 (archiviato dall'url originale il 10 agosto 2021).
225. ↑   Dizionario biografico: Ferrarini-Fontanili:Fontanili Giacomo, su Dizionario biografico dei parmigiani, Istituzione Biblioteche del Comune di Parma.
226. 1 2 3   Mezzano inferiore. Tre pietre d’inciampo per non dimenticare, su riforma.it. URL consultato il 17 febbraio 2024.
227. ↑   Miscia Alkalay, su digital-library.cdec.it. URL consultato il 17 febbraio 2024.
228. ↑   Campo di concentramento di Scipione, su pietredinciampoparma.it. URL consultato il 15 giugno 2023.
229. ↑   Josif Alkalay, su digital-library.cdec.it. URL consultato il 17 febbraio 2024.
230. ↑   Sultana Levi, su digital-library.cdec.it. URL consultato il 17 febbraio 2024.
231. ↑   Posa pietre d'inciampo in provincia di Parma, su istitutostoricoparma.it. URL consultato il 30 luglio 2023.
232. 1 2 3 4   famiglia Yesua, su pietredinciampoparma.it. URL consultato il 30 luglio 2023.
233. ↑   Sara Levy, su pietredinciampoparma.it. URL consultato il 30 luglio 2023.
234. ↑   Mika Avramovic, su digital-library.cdec.it. URL consultato il 17 febbraio 2024.
235. ↑   Sakira Avramovic, su digital-library.cdec.it. URL consultato il 17 febbraio 2023.
236. ↑   Nissim Levi, su digital-library.cdec.it. URL consultato il 17 febbraio 2023.
237. ↑   Giacomo Saya, su digital-library.cdec.it. URL consultato il 17 febbraio 2024.
238. ↑   Clara Baruk, su pietredinciampoparma.it. URL consultato il 22 giugno 2023.
239. ↑   Hermann Alkalay, su pietredinciampoparma.it. URL consultato il 22 giugno 2023.
240. ↑   Divisione Piacenza, su partigianipiacentini.it. URL consultato il 25 giugno 2023.
241. ↑   Borgonovo, una pietra d’inciampo per ricordare il partigiano Luigi Razza, in piacenzasera.it, 20 aprile 2022. URL consultato il 25 giugno 2023.
242. ↑   Torna idealmente a casa dopo 77 anni: pietra d’inciampo a Borgonovo per Luigi Razza, in La Libertà, 24 aprile 2022.
243. ↑   Shoah, a Carpaneto una “Pietra d’inciampo” in ricordo di Marcus Nichtberger, in piacenzasera.it, 31 gennaio 2020. URL consultato il 14 luglio 2024.
244. 1 2 3 4 5   “Inciampare nella memoria”: a Carpaneto inaugurate le pietre per i Nichtberger, in liberta.it, 27 gennaio 2024. URL consultato il 14 luglio 2024.
245. ↑   Giorno della memoria 2020: quando le celebrazioni oscurano la storia, su ISREC PC, 5 febbraio 2020. URL consultato il 10 marzo 2020.
246. ↑   Nichtberger, Markus, su digital-library.cdec.it. URL consultato il 14 luglio 2024.
247. ↑   Susanna Woemann, su digital-library.cdec.it. URL consultato il 14 luglio 2024.
248. ↑   Dina Nichtberger, su digital-library.cdec.it. URL consultato il 14 luglio 2024.
249. ↑   Bobi Nichtberger, su digital-library.cdec.it. URL consultato il 14 luglio 2024.
250. ↑   Pesaro, Ida Benedetta, su CDEC Digital Library, Fondazione Centro di Documentazione Ebraica Contemporanea.
251. ↑   Montorio, il lager che fu anticamera di Auschwitz, su veronafedele.it. URL consultato il 9 luglio 2023.
252. ↑   Deportato goriziano divide Piacenza [collegamento interrotto], in messaggeroveneto.it, 10 dicembre 2021. URL consultato il 9 luglio 2023.
253. ↑   Piacenza non dimentica Enrico Richetti, pietra d'inciampo per ricordare una vittima della Shoah, in ilpiacenza.it, 14 ottobre 2022. URL consultato il 23 giugno 2023.
254. ↑   Una pietra d'inciampo per Francesco Daveri, in ilpiacenza.it, 22 aprile 2023. URL consultato il 23 giugno 2023.
255. ↑   Francesco Daveri, su anpi.it. URL consultato il 23 giugno 2023.
256. ↑   Pietra d’inciampo a Piacenza al civico 64 di via Cavour per Luigi Alberto Broglio, in liberta.it, 20 dicembre 2024. URL consultato il 24 dicembre 2024.
257. ↑   Broglio, lo studente antifascista deportato: è sua la terza pietra d’inciampo, in liberta.it, 16 dicembre 2024. URL consultato il 24 dicembre 2024.
258. ↑   Posa della Pietra d'Inciampo a ricordo di Luigi Alberto Broglio, su fondazionefossoli.org. URL consultato il 24 dicembre 2024.
259. ↑   Talmatzky, Gersch, su CDEC Digital Library, Fondazione Centro di Documentazione Ebraica Contemporanea.
260. ↑   Katz, Ethel, su CDEC Digital Library, Fondazione Centro di Documentazione Ebraica Contemporanea.
261. ↑   Talmatzky, Regina, su CDEC Digital Library, Fondazione Centro di Documentazione Ebraica Contemporanea.
262. ↑   Talmatzky, Valerio, su CDEC Digital Library, Fondazione Centro di Documentazione Ebraica Contemporanea.
263. 1 2   Krzentowsky, Salomone, su CDEC Digital Library, Fondazione Centro di Documentazione Ebraica Contemporanea.
264. ↑   Krzentowsky, Simeone, su CDEC Digital Library, Fondazione Centro di Documentazione Ebraica Contemporanea.
265. ↑   Faenza ricorda Amalia Fleischer, l'11 gennaio la posa della pietra d'inciampo, su Buon Senso Faenza, 10 gennaio 2018. URL consultato il 10 marzo 2020.
266. ↑   Fleischer, Amalia, su CDEC Digital Library, Fondazione Centro di Documentazione Ebraica Contemporanea.
267. ↑   Posata la pietra d'inciampo per Ida Caffaz, su comune.lugo.ra.it. URL consultato il 15 marzo 2024.
268. ↑   Caffaz, Ida, su CDEC Digital Library, Fondazione Centro di Documentazione Ebraica Contemporanea.
269. ↑   Lastra dedicata a Roberto Bachi – Ravenna | Pietre della Memoria, su pietredellamemoria.it. URL consultato il 10 marzo 2020.
270. ↑   Bidussa, Elsa, su CDEC Digital Library, Fondazione Centro di Documentazione Ebraica Contemporanea.
271. ↑   Pinto, Vera, su CDEC Digital Library, Fondazione Centro di Documentazione Ebraica Contemporanea.
272. ↑   Pinto, Wanda, su CDEC Digital Library, Fondazione Centro di Documentazione Ebraica Contemporanea.
273. ↑   Piazza, Angelo, su CDEC Digital Library, Fondazione Centro di Documentazione Ebraica Contemporanea.
274. ↑   Ascoli, Margherital, su CDEC Digital Library, Fondazione Centro di Documentazione Ebraica Contemporanea.
275. ↑   Piazza, Maria Luisa, su CDEC Digital Library, Fondazione Centro di Documentazione Ebraica Contemporanea.
276. ↑   Walter Ghelfi, su fondazionefossoli.org. URL consultato il 1° maggio 2025.